# Список померлих 2022 року
Це список енциклопедично значимих людей, що померли 2022 року, упорядкований за датою смерті. Під кожною датою розміщено перелік осіб в алфавітному порядку за прізвищем або псевдонімом. Тут також зазначено дати смерті значимих тварин та інших біологічних форм життя.
Типовий запис містить інформацію в такій послідовності:
- Ім'я, вік, країна громадянства і рід занять (причина значимості), встановлена причина смерті та джерело інформації.

Інструменти пошуку в новинах: google [Архівовано 31 грудня 2021 у Wayback Machine.], meta [Архівовано 31 грудня 2021 у Wayback Machine.].

## Грудень

### 31 грудня
- Баутін Сергій Вікторович, 55, російський хокеїст[1].

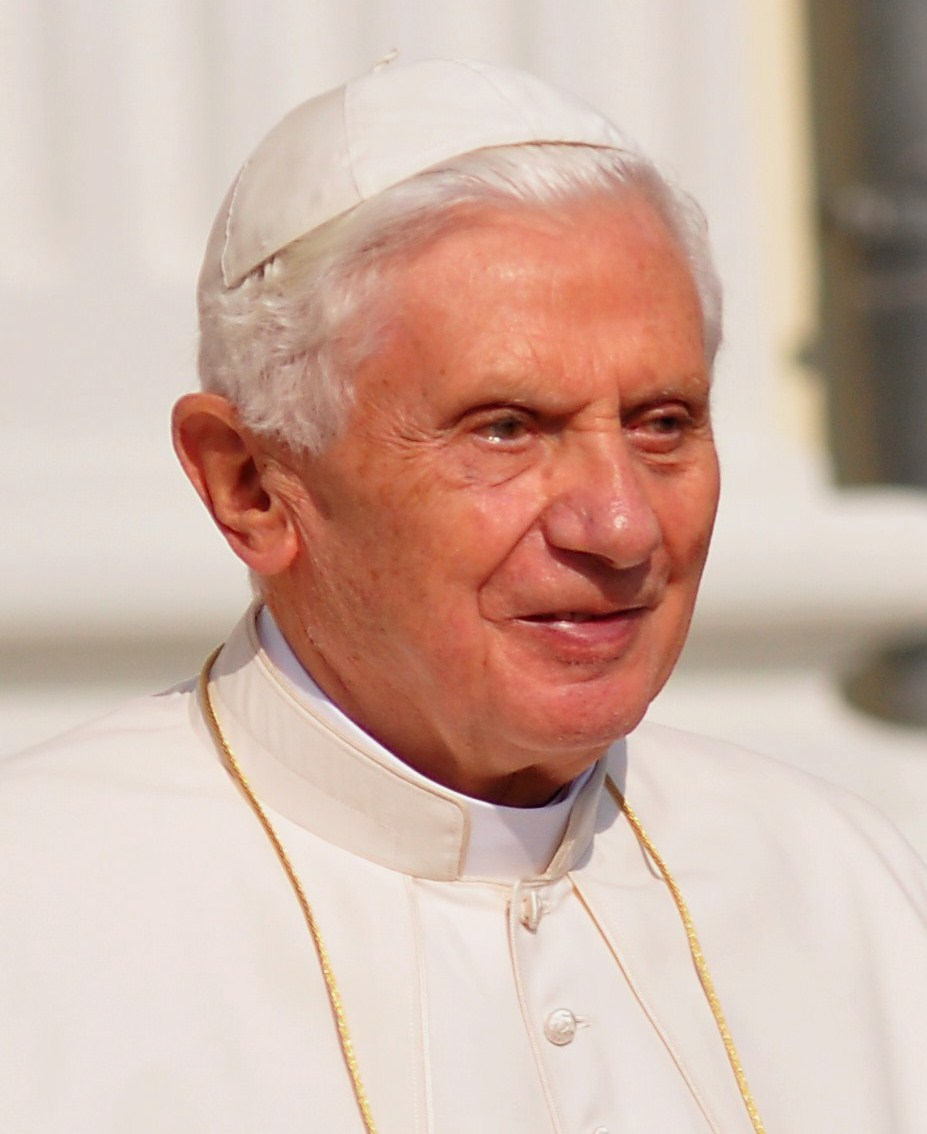
Папа Римський Бенедикт XVI у 2011 році

- Бенедикт XVI, 95, німецький католицький єпископ, архієпископ Мюнхена і Фрайзінга (1977—1982), кардинал, Папа Римський (2005—2013)[2].
- Марчинський Йосип Йосипович, 70, український скульптор[3].

### 30 грудня
- Баркая Володимир Олександрович, 85, радянський футболіст та тренер[4].
- Барбара Волтерс, 93, американська журналістка та телеведуча[5].
- Железняков Володимир Васильович, 91, радянський і російський астроном та астрофізик[6].
- Мацієвський Олександр Ігорович, 42, український військовик, Герой України (посмертно)[7].
- Онисько Віктор Петрович, 40, український режисер монтажу[8].

### 29 грудня
- Артем'єв Едуард Миколайович, 85, радянський та російський композитор, Народний артист Росії (1999)[9].
- Вів'єн Вествуд, 81, британський модельєр[10].
- Руджеро Деодато, 83, італійський режисер, сценарист та актор[11].
- Ісодзакі Арата, 91, японський архітектор[12].

- Пеле, 82, бразильський футболіст[13].

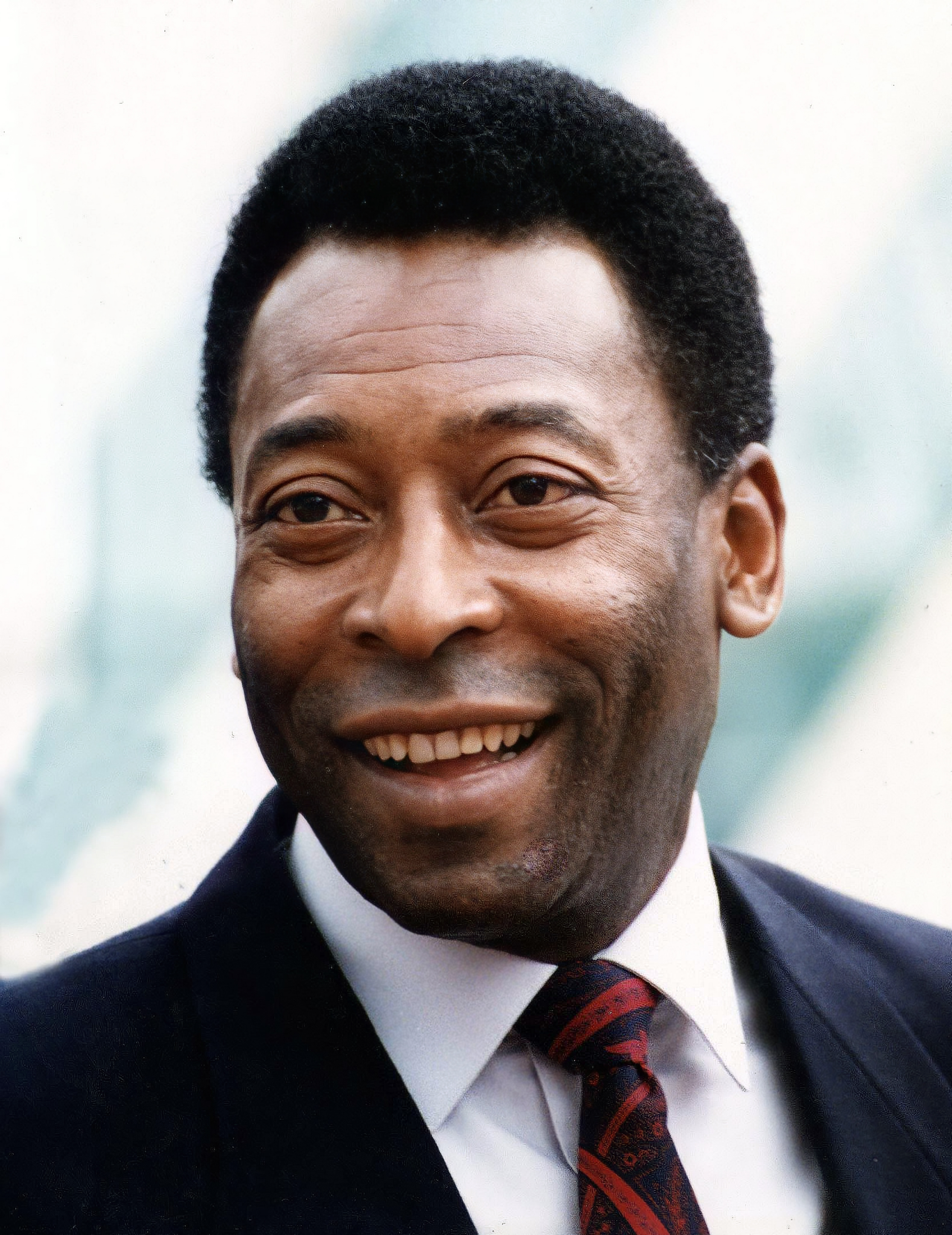
бразильський футболіст Пеле у 1995 році

- Едгар Савісаар, 72, естонський політик, Прем'єр-міністр Естонії (1990—1992)[14].
- Яблонський Валентин Андрійович, 92, український науковець, політик та громадський діяч, Заслужений діяч науки і техніки України (1991)[15].

### 28 грудня
- Черних Владислава Валентинівна, 28, український воєнний медик[16].

### 27 грудня
- Анджей Іван, 63, польський футболіст та тренер[17].

### 26 грудня
- Дмитрієв Сергій Ігорович, 58, радянський і російський футболіст та тренер[18].

### 25 грудня
- Хаїм Друкман, 90, ізраїльський рабин та політик[19].
- Киркевич Віктор Геннадійович, 77, український історик, краєзнавець та журналіст, Заслужений працівник культури України (2013)[20].
- Улдіс Крастс, 79, лівський поет, письменник, журналіст та перекладач[21].
- Богуслав Литвинець, 91, польський режисер та політик[22].
- Маслов Олексій Федорович, 69, російський воєначальник, генерал, головнокомандувач сухопутних військ ЗС РФ (2004—2008)[23].
- Нікуліна Аля Федорівна, 85, радянська та російська акторка[24].
- Фабіан О'Нілл, 49, уругвайський футболіст[25].
- Фуруя Кахору, 114, японська довгожителька[26].

### 24 грудня
- Пономаренко Олександр Сергійович, 55, російський актор-пародист, гуморист та музикант[27][28].

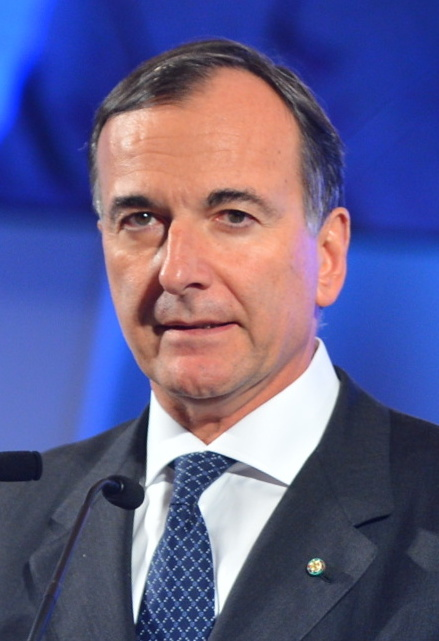
італійський політик та дипломат Франко Фраттіні у 2012 році

- Франко Фраттіні, 65, італійський політик, правник та дипломат, міністр закордонних справ Італії (2002—2004, 2008—2011)[29].

### 23 грудня
- Джордж Коен, 83, британський футболіст[30].
- Риндзак Михайло Йосифович, 75, український театральний художник[31].
- Хосе Франсіско Рохо, 75, іспанський футболіст та тренер[32].
- Хенаро Серменьйо, 74, сальвадорський футболіст та тренер[33].
- Юзеф Ужицький, 90, польський воєначальник[34].

### 22 грудня
- Стефан Боннар, 45, американський боєць змішаного стилю[35].
- Єжов Володимир Анатолійович, 38, український розробник комп'ютерних ігор та геймдизайнер[36].
- Антон Ткач, 71, словацький велогонщик, тренер та спортивний функціонер[37].

### 21 грудня
- Людвик Синовець, 64, польський хокеїст[38].
- Дьордь Тумпек, 93, угорський плавець[39].

### 20 грудня
- Бобало-Яремчук Олег Михайлович, 44, український режисер та актор[40].
- Ремізов Віктор Володимирович, 62, український політик, міський голова Селидового (2010-2020)[41].

### 19 грудня
- Опришко Віталій Федорович, 80, український правознавець та педагог, Заслужений діяч науки і техніки України (1992)[42].
- Парпан Василь Іванович, 77, український лісознавець та педагог, директор Науково-дослідного інституту гірського лісівництва ім. П. С. Пастернака (1995—2018)[43].
- Шкварченко Сергій Станіславович, ?, український танцюрист та хореограф, артист ансамблю танцю України ім. П. Вірського, Заслужений артист України (2005)[44].

### 18 грудня
- Афанасьєв Геннадій Сергійович, 32, український громадський активіст, фотограф та військовик[45].
- Ландо Будзанка, 87, італійський актор та співак[46].
- Гамалій Іван Павлович, 66, радянський і український футболіст та тренер[47].
- Інокентій (Шестопаль), 77, ієрарх УПЦ (МП), єпископ Тульчинський і Брацлавський (1994—1999), єпископ Конотопський і Глухівський (1999—2008)[48].
- Дон Маккіні, 88, канадський хокеїст та тренер[49].
- Моїсєєв Михайло Олексійович, 83, радянський та російський воєначальник, генерал, начальник Генерального штабу (1988—1991)[50].
- Пилипчук Петро Пилипович, 75, український правник, голова Верховного суду України (2011—2013)[51].

### 17 грудня
- Мануель Муньйос, 94, чилійський футболіст[52].
- Муромцев Ігор Вікторович, 88, український мовознавець та педагог[53].
- Неліда Піньйон, 85, бразильська письменниця[54].

### 16 грудня
- Гулак Олег Миколайович, 55, білоруський правозахисник[55].
- Беррі Каллен, 87, канадський хокеїст[56].
- Козявкін Володимир Ілліч, 75, український невролог, Заслужений діяч науки і техніки України (1994), Герой України (2001)[57].
- Синиша Михайлович, 53, югославський і сербський футболіст та тренер[58].

### 15 грудня
- Бойко Анатолій В'ячеславович, 88, радянський і український співак (баритон) та педагог, Заслужений артист Української РСР (1972)[59].
- Луїс Орр, 64, американський баскетболіст та тренер[60].

### 13 грудня
- Андрейканіч Андрій Іванович, 56, український художник та педагог[61].
- Людвіґ Гоффманн фон Румерштайн, 85, австрійський правник і релігійний діяч, Великий Командор Мальтійського ордену (1994—2004, 2014—2019)[62].
- Пшінько Олександр Миколайович, 74, радянський і український науковець та педагог, Заслужений працівник народної освіти України[63][64].

### 12 грудня

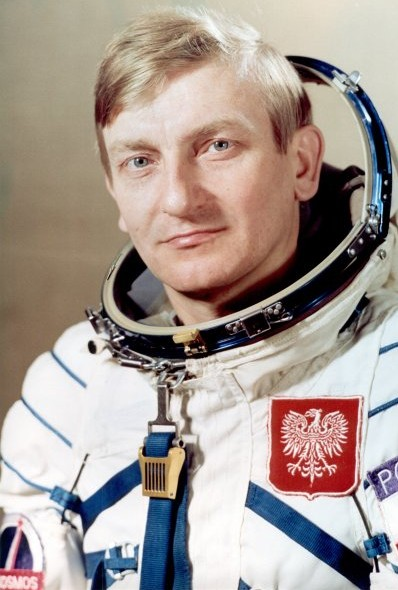
польський космонавт Мирослав Гермашевський у 1978 році

- Мирослав Гермашевський, 81, польський космонавт, Герой Радянського Союзу (1978)[65].
- Левків Михайло Богданович, 37, український військовик[66].
- Курт Ліндер, 89, німецький футболіст та тренер[67].
- Германн Нубер, 87, німецький футболіст та тренер[68].
- Іван Фараго, 76, угорський шахіст, гросмейстер (1976)[69].

### 11 грудня
- Анджело Бадаламенті, 85, американський композитор[70].
- Власенко Лариса Кирилівна, 74, українська акторка, Народна артистка України (2019)[71].
- Вольф Ерльбрух, 74, німецький художник-ілюстратор, письменник та педагог[72].
- Ебігейл Кіноїкі Кекауліке Кавананакоа, 96, гавайська принцеса з Дому Кавананакоа[73][74].
- Кузовкін Дмитро Георгійович, 70, український письменник, художник та музикант, бас-гітарист гурту Супер Вуйки (1975—1978)[75].
- Джорджія Холт, 96, американська співачка та акторка[76].

### 10 грудня
- Скоропадський Артем Кирилович, 41, український журналіст, головний редактор журналу «Країна» (січень — жовтень 2022)[77].

### 8 грудня
- Міодраг Єшич, 64, югославський і сербський футболіст та тренер[78].
- Фейло Ярослав Михайлович, 70, український журналіст та телеведучий[79].

### 7 грудня
- Родді Джексон, 80, американський співак та піаніст[80].
- Куратченко Михайло Віталійович, 43, український поліцейський, Герой України (посмертно)[81].
- Ян Новицький, 83, польський актор[82].

### 6 грудня
- Павел Гайдош, 86, чехословацький гімнаст, син Яна Гайдоша[83].
- Мідзукі Ітіро, 74, японський співак, композитор та актор[84].
- Зенон Пилишин, 85, канадський інформатик, філософ та педагог[85].
- Адольфас Шляжявичюс, 74, литовський політик, Прем'єр-міністр Литви (1993—1996)[86].

### 5 грудня

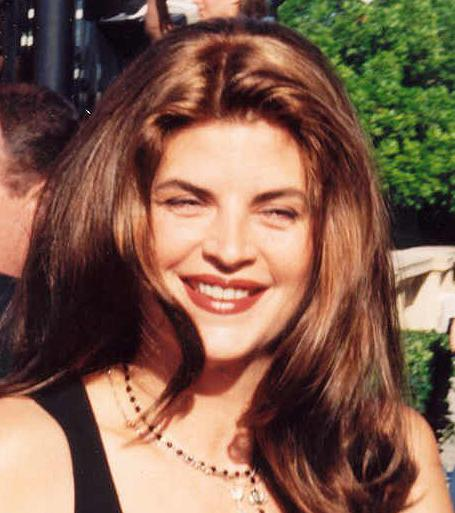
американська акторка Кірсті Еллі у 1994 році

- Кірсті Еллі, 71, американська акторка[87].

### 4 грудня
- Дубровін Юрій Дмитрович, 83, радянський, український та російський актор, Заслужений артист Росії (2007)[88].
- Слободян Микола Іванович, 87, радянський і український кінознавець, педагог та актор, Заслужений діяч мистецтв України (1995)[89].
- Алекс Шерцер, 51, американський шахіст, гросмейстер (1993)[90].

### 3 грудня
- Грицан Анатолій Васильович, 72, український режисер, театральний педагог, історик, засновник та директор Інституту мистецтв Прикарпатського університету ім. В. Стефаника (2001—2022), Заслужений діяч мистецтв України (1999)[91].
- Ільченко Наталя Олександрівна, 78, радянська та українська сценаристка[92].
- Кіпель Вітовт Юхимович, 95, білоруський історик та громадський діяч, голова Білоруського інституту науки і мистецтва (1982—2022)[93].
- Кожухар Володимир Маркович, 81, радянський і український диригент та педагог, Народний артист Росії (1985), Народний артист України (1993)[94][95].

### 2 грудня
- Антонов Олександр Сергійович, 50, російський воєнний льотчик, Герой Росії (посмертно)[96].
- Кікуґава Йосіо, 78, японський футболіст та тренер[97].
- Молодкін Вадим Борисович, 81, радянський та український фізик, Заслужений діяч науки і техніки України (2003)[98].
- Нікішин Володимир Миколайович, 56, російський військовик, Герой Росії (посмертно)[96].ш

### 1 грудня

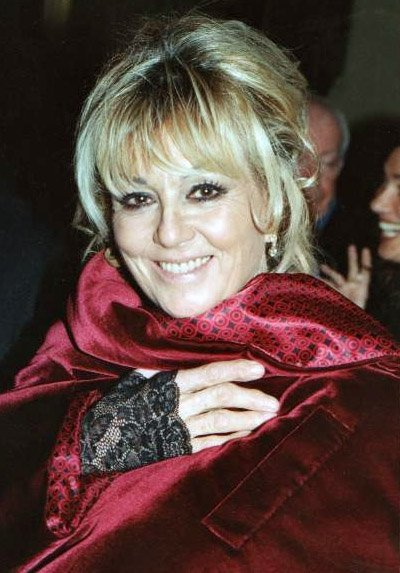
французька акторка Мілен Демонжо у 2005 році

- Мілен Демонжо, 87, французька акторка та письменниця[99].
- Дороті Пітман Г'юз, 84, американська феміністка, громадська активістка та письменниця, співзасновниця феміністичного журналу «Ms»[100].
- Василій (Златолинський), 90, ієрарх УПЦ (МП), єпископ і архієпископ Запорізький і Мелітопольський (1992—2009), єпископ Сімферопольський і Кримський (1990—1992)[101].

## Листопад

### 30 листопада
- Іван Гвать (Юрій Маєрник), 72, український журналіст[102].
- Крістіана Гербігер, 84, австрійська акторка[103].
- Маррі Голберг, 89, новозеландський легкоатлет[104].
- Крістін Мак-Ві, 79, британська співачка, вокалістка гурту Fleetwood Mac[105].
- Молотай Анатолій Михайлович, 84, радянський і український диригент та педагог, засновник і художній керівник Національного президентського оркестру, Народний артист Української РСР (1990)[106].
- Рей Нельсон, 91, американський письменник-фантаст[107].
- Трощенко Валерій Трохимович, 93, радянський і український науковець у галузі механіки деформівного тіла та конструкційної міцності, педагог, Заслужений діяч науки і техніки України (1998)[108].
- Цзян Цземінь, 96, китайський політик, генеральний секретар ЦК КПК (1989—2002)[109].
- Абу Хамза аль-Курейші, 42, іракський терорист, самопроголошений халіф Ісламської держави[110].

### 29 листопада
- Андрес Баланта, 22, колумбійський футболіст[111].
- Бред Вільям Генке, 56, американський актор та футболіст[112].
- Головченко Іван Петрович, 81, український письменник, журналіст та композитор[113].
- Любомир Джуркович, 70, чорногорський письменник та поет[114].
- Савельєва Галина Михайлівна, 94, радянський та російський гінеколог, Заслужений діяч науки Російської Федерації (2003)[115].
- Стецюк Вадим Борисович, 40, український історик та педагог[116].

### 28 листопада

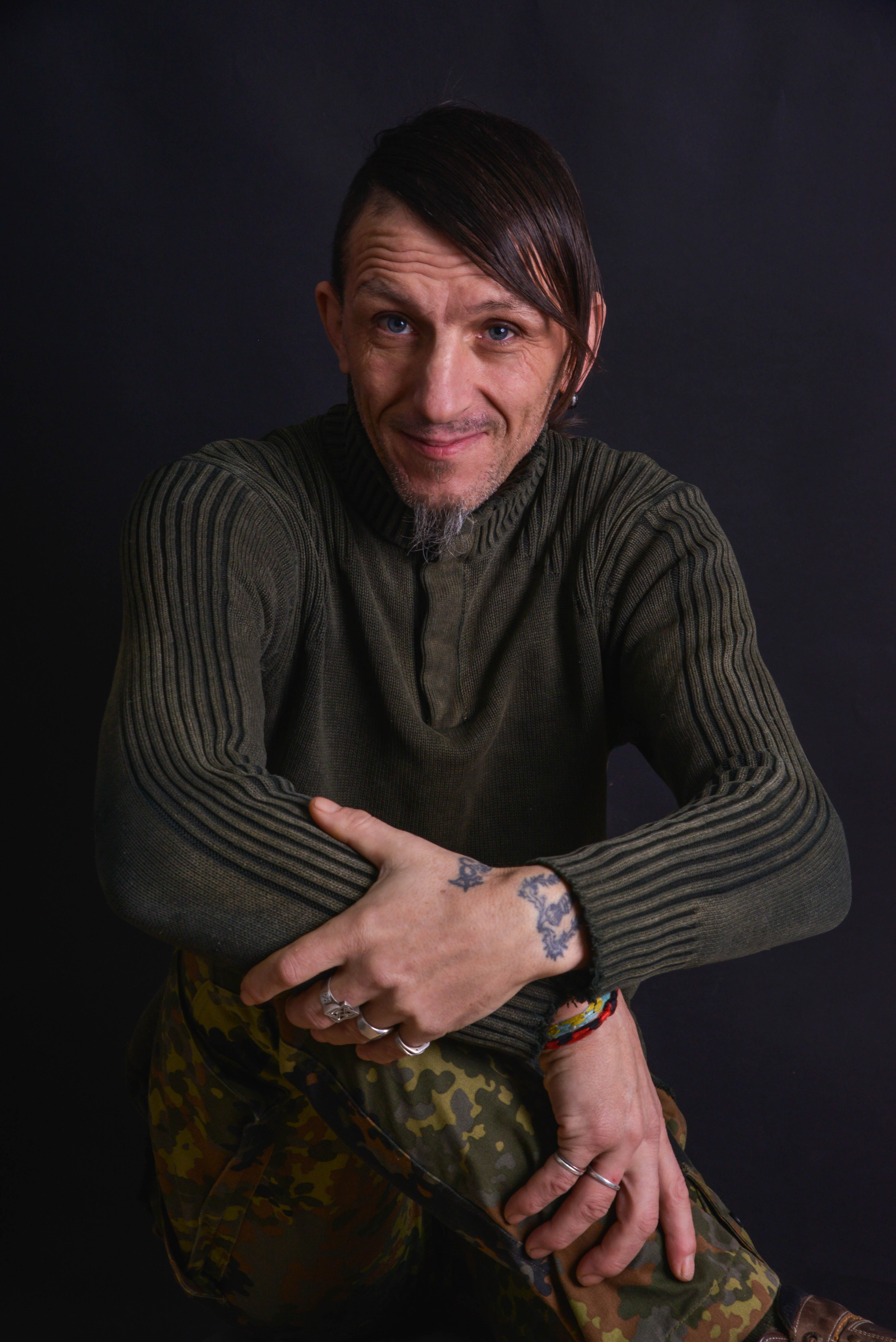
український письменник Володимир Вакуленко у 2020 році

- Вакуленко Володимир Володимирович, 49, український письменник; дата повідомлення про смерть[117].
- Кларенс Гільярд, 66, американський актор[118].

### 27 листопада
- Річард Кууя Баауобр, 63, ганський кардинал-священник, єпископ Ва (2016—2022)[119].
- Моріс Норман, 88, британський футболіст[120].

### 26 листопада
- Мархабат Байгут, 77, казахський письменник[121].
- Бурлачук Леонід Фокович, 75, радянський та український психолог[122].
- Фернанду Гоміш, 66, португальський футболіст[123].
- Калиниченко Володимир Іванович, 74, радянський та російський юрист[124].
- Макей Володимир Володимирович, 64, білоруський політик та дипломат, міністр закордонних справ Білорусі (2012—2022)[125].
- Альберт П'юн, 69, американський режисер, сценарист та продюсер[126].
- Сергєєв Валентин Дмитрович, 86, радянський і український художник та педагог, Заслужений діяч мистецтв України (1982).

### 25 листопада
- Ектор Бонілья, 83, мексиканський актор, режисер та політик[127].

### 24 листопада
- Крістіан Бобен, 71, французький письменник та поет[128].
- Ганс-Магнус Енценсбергер, 93, німецький поет, письменник та перекладач[129].
- Іссей Саґава, 73, японський вбивця, письменник та перекладач[130].
- Бер'є Сальмінг, 71, шведський хокеїст[131].

### 23 листопада
- Девід Джонсон, 71, британський футболіст та тренер[132].
- Енріке Родрігес, 71, іспанський боксер[133].

### 22 листопада
- Роберто Мароні, 67, італійський політик[134].
- Шухевич Юрій-Богдан Романович, 89, український політик, Герой України (2006)[135].

### 21 листопада
- Кальман Месей, 81, угорський футболіст та тренер[136].

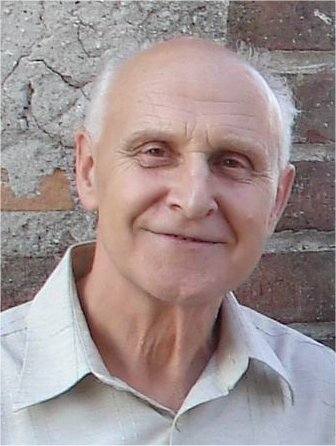
український математик Олександр Шарковський у 2006 році

- Шарковський Олександр Миколайович, 85, український математик та педагог[137].

### 20 листопада
- Мікі Кун, 90, американський актор[138].

### 19 листопада
- Грег Бір, 71, американський письменник-фантаст[139].

### 18 листопада
- Пол Кауонга Семогерере, 90, угандійський політик[140].
- Степаненко Сергій Миколайович, 58, український рок-музикант, співзасновник та бас-гітарист гурту Кому Вниз[141].

### 17 листопада
- Фред Брукс, 91, американський інформатик, інженер програмного забезпечення та педагог[142].
- Удо Валенді, 95, німецький публіцист та історик[143].
- Цолак Овсепян, 104, вірменський фотограф[144].
- Герхард Родакс, 57, австрійський футболіст[145].

### 16 листопада
- Ніккі Ейкокс, 47, американська акторка[146].
- Керол Лі, 71, американська активістка з захисту прав секс-працівників, художниця, режисер та письменниця[147].
- Кароліна Одман-Говендер, 48, швейцарський фізик, популяризатор науки та педагог[148].

### 15 листопада
- Хлуп'янець Вадим Васильович, 26, український артист балету[149][150].

### 14 листопада
- Вірджинія Маклорін, 113, американська довгожителька[151].

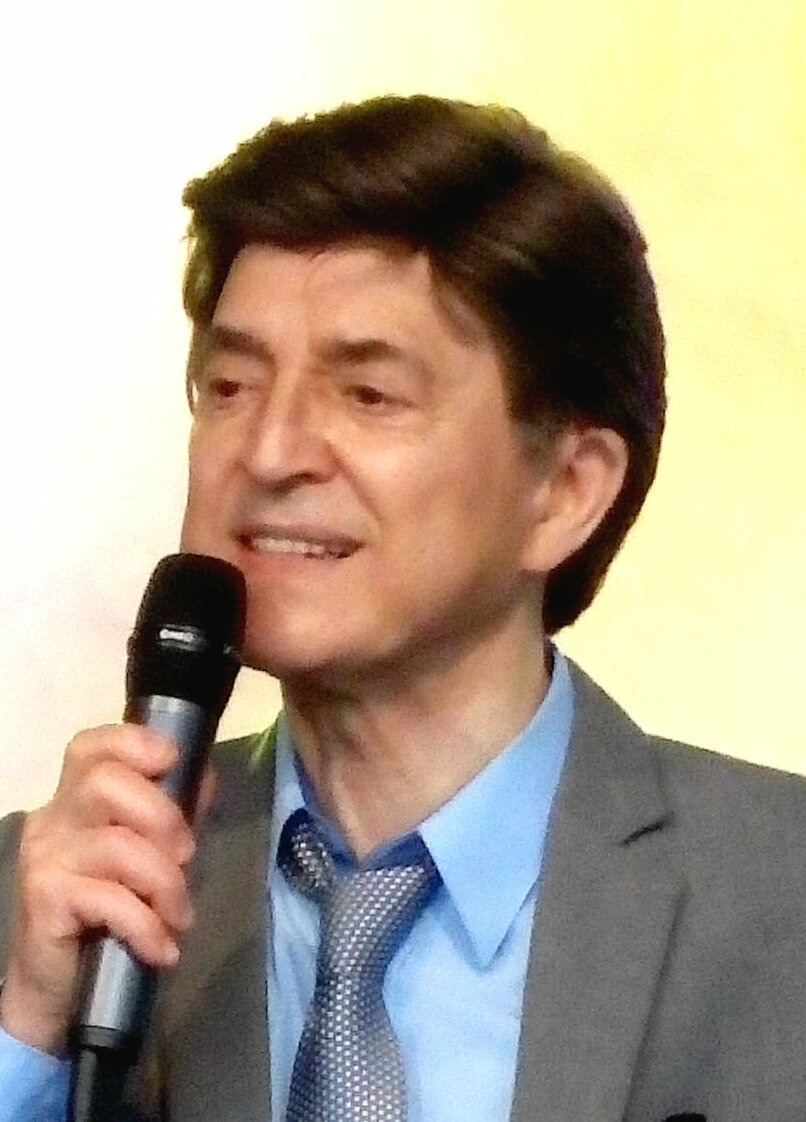
польський співак Єжи Поломський у 2014 році

- Єжи Поломський, 89, польський співак та актор[152].
- Слобода Олександр Іванович, 102, радянський білоруський партійний діяч, Герой Соціалістичної Праці (1966)[153].

### 12 листопада
- Мегран Карімі Насері, 79, іранський політичний емігрант[154].
- Велта Скурстене, 91, радянська та латвійська акторка, Заслужена артистка Латвійської РСР (1966)[155].

### 11 листопада
- Авраменко Тетяна Василівна, 64, український акушер-гінеколог та педагог, Заслужений лікар України[156].
- Джон Еністон, 89, американський актор[157].

### 10 листопада
- Кевін Конрой, 66, американський актор[158].
- Василіс Папазахос, 93, грецький сейсмолог, політик та педагог[159].
- Альфредо Торрес, 91, мексиканський футболіст та тренер[160].

### 9 листопада
- Меттіс Гетта, 63, норвезький саамський співак[161].
- Кармазін Юрій Анатолійович, 65, український політик та юрист[162].
- Костін Олександр Васильович, 83, український композитор, Народний артист України (1996)[163].
- Ременюк Олексій Іванович, 66, український політик[164].
- Стремоусов Кирило Сергійович, 45, російський політик та блогер українського походження[165].
- Вернер Шульц, 72, німецький політик[166].

### 8 листопада
- Баженов Лев Васильович, 76, український історик, краєзнавець та педагог[167].
- Моріс Карно, 98, американський фізик та педагог[168].
- Ден Маккаферті, 76, шотландський співак і автор пісень, співзасновник та вокаліст гурту Nazareth[169].
- Черкесов Віктор Васильович, 72, російський політик, генерал поліції, директор ФСКН (2003—2008), голова Державного антинаркотичного комітету (2007—2008)[170].

### 7 листопада
- Кузнєцов Сергій Борисович, 58, російський композитор та автор пісень, засновник гурту Ласковый май[171].
- Ева Сабо, 77, угорська тенісистка[172].
- Хризостом II, 81, предстоятель Кіпрської православної церкви, архієпископ Нової Юстиніани і всього Кіпру (2006—2022), митрополит Пафський (1978—2006)[173].

### 6 листопада
- Васильєв Михайло Володимирович, 51, російський релігійний діяч, Герой Росії (посмертно)[174].
- Карло Галлі, 91, італійський футболіст[175].
- Пітер Макнеб, 70, американський хокеїст[176].
- Едвард Прескотт, 81, американський економіст та педагог, лауреат Нобелівської премії з економіки (2004)[177].

### 5 листопада

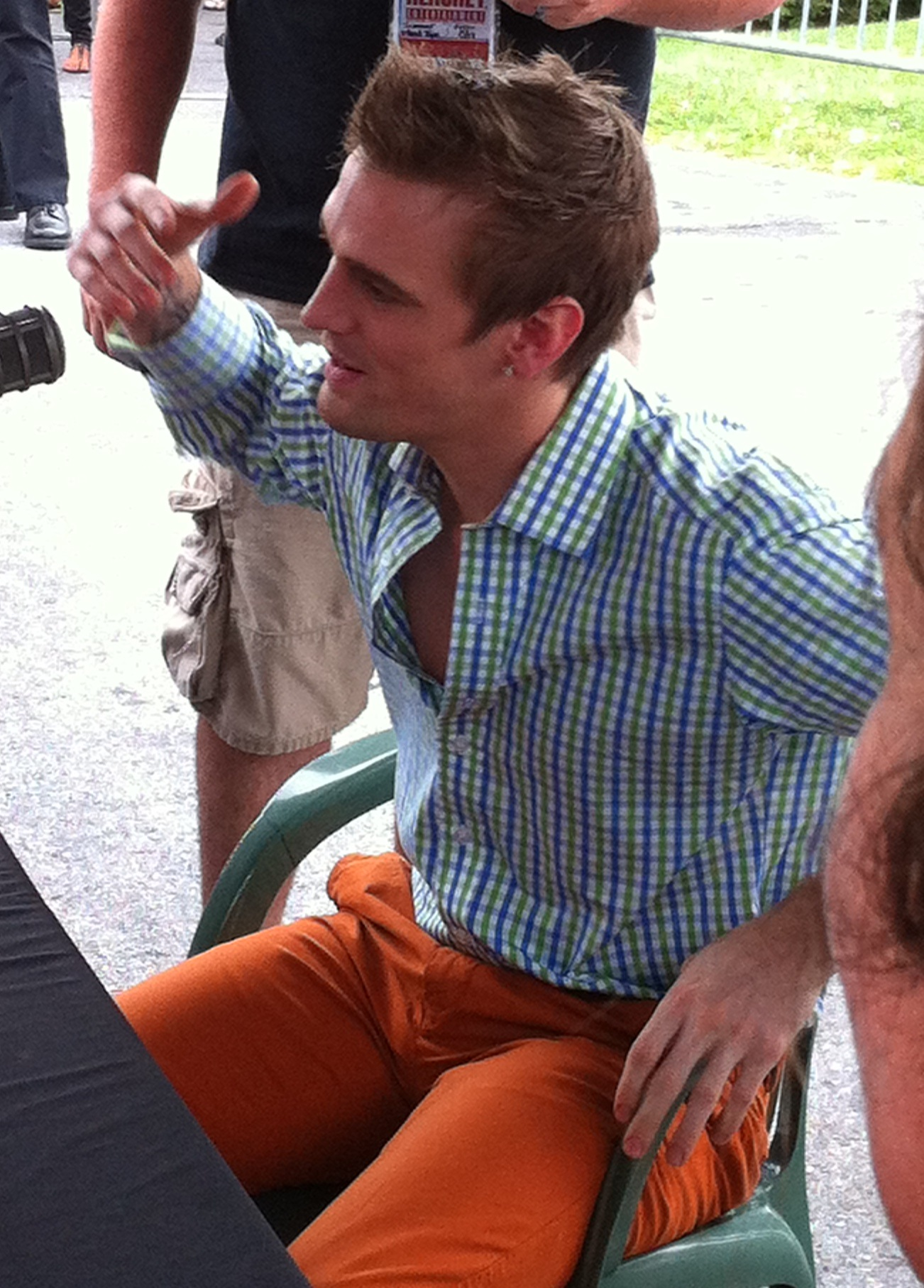
американський співак Аарон Картер у 2012 році

- Аарон Картер, 34, американський співак[178].
- Кармело Міфсуд Боннічі, 89, мальтійський політик, Прем'єр-міністр Мальти (1984—1987)[179].

### 3 листопада
- Дуглас Макграт, 64, американський сценарист, режисер та актор[180].
- Зігфрід Штріцль, 78, американський футболіст німецького походження[181].

### 2 листопада
- Микитенко Валерій Миколайович, 63, український актор та режисер, Заслужений артист України (2006)[182].
- Охрімович Андрій Олександрович, 65, український журналіст, телеведучий та поет[183].
- Цзен Шенгуан, 25, тайванський військовик[184].
- Шульга Валерій Михайлович, 78, радянський та український фізик[185].

### 1 листопада
- Вілсон Кіпругут, 84, кенійський легкоатлет[186].
- Takeoff, 28, американський репер, учасник гурту Migos; вбивство[187].

## Жовтень

### 31 жовтня
- Ендрю Прайн, 86, американський актор[188].

### 29 жовтня
- Міляєва Людмила Семенівна, 96, радянський і український мистецтвознавець та педагог, Заслужений діяч мистецтв України (1992)[189].

### 28 жовтня
- Вертелецький Олександр Іванович, 78, радянський і український режисер-документаліст та кінооператор[190].
- Герман Дейлі, 84, американський економіст[191].
- Джеррі Лі Льюїс, 87, американський співак[192].

### 27 жовтня
- Янне Гейсканен, 43, фінський барабанщик (The Rasmus); ДТП[193].
- Баха Тахер, 87, єгипетський письменник[194].

### 26 жовтня
- П'єр Сулаж, 102, французький художник[195].
- Нузет Умеров, 90, кримськотатарський поет, письменник, журналіст та перекладач[196].

### 25 жовтня
- Майк Девіс, 76, американський письменник, історик та педагог[197].

### 24 жовтня
- Зегря Ілля Тодорович, 74, український румуномовний письменник[198].
- Ештон Картер, 68, американський фізик та політик, міністр оборони США (2015—2017)[199].
- Коноваленко Ольга Степанівна, 70, українська журналістка, краєзнавець та громадська діячка[200].

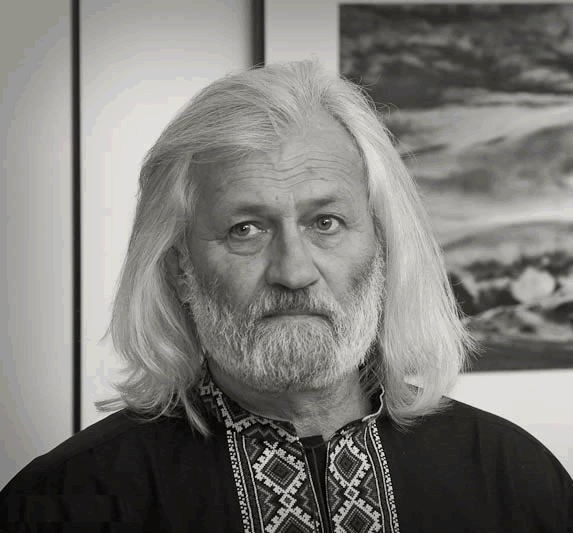
український фотохудожник Юрій Косін у 2010 році

- Косін Юрій Олександрович, 74, український фотохудожник та педагог[201].
- Сокол Андрій Миколайович, 85, український інфекціоніст та педагог[202].

### 23 жовтня
- Писаренко Галина Олексіївна, 88, радянська та російська співачка (сопрано), Народна артистка Росії (1982)[203].

### 22 жовтня
- Лешек Енгелькінг, 67, польський поет, письменник, літературознавець та перекладач[204].
- Дітріх Матешиць, 78, австрійський підприємець, засновник та співвласник компанії Red Bull GmbH[205].
- Рошаль Маріанна Григорівна, 97, радянський і російський режисер, письменниця та перекладач.

### 21 жовтня
- Костюков В'ячеслав Петрович, 81, український фотохудожник[206].
- Кудо Масато, 32, японський футболіст[207].
- Огнев'юк Віктор Олександрович, 63, український науковець та педагог, Заслужений працівник освіти України (2004)[208].
- Сільвана Суарес, 64, аргентинська модель, переможниця конкурсу Міс Світу-1978[209].

### 20 жовтня
- Антон Дончев, 92, болгарський письменник, сценарист та політик[210].
- Рон Масак, 86, американський актор[211].
- Шарль Мелман, 91, французький психіатр[212].
- Джиммі Міллар, 87, шотландський футболіст[213].

### 19 жовтня
- Омар Боррас, 93, уругвайський футбольний тренер[214].

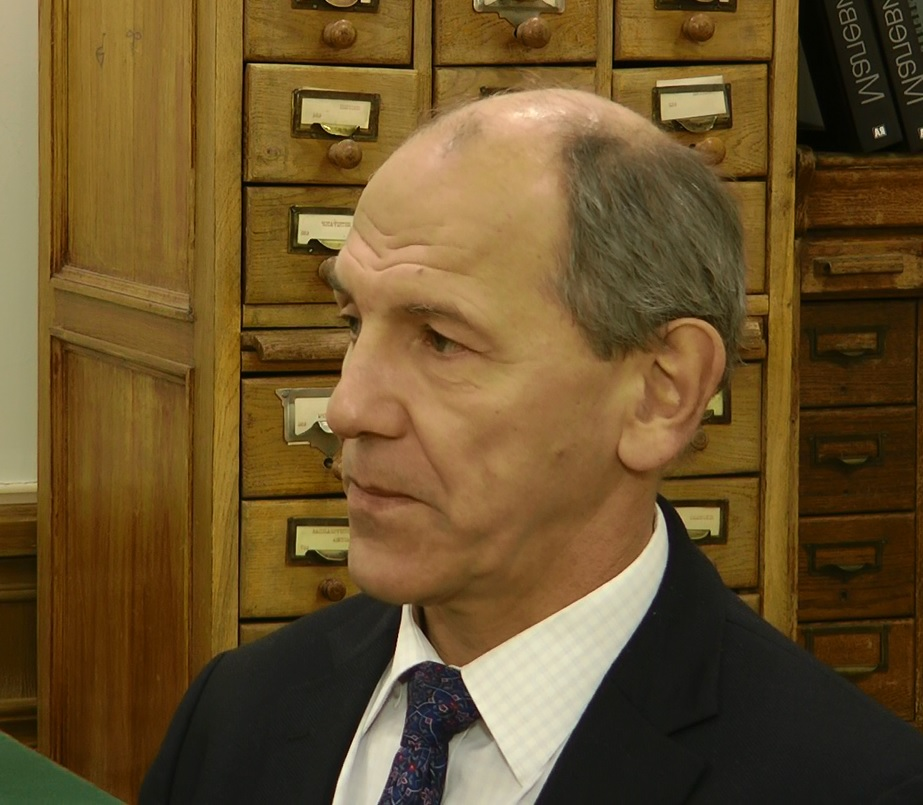
російський фізик Валерій Рубаков у 2012 році

- Рубаков Валерій Анатолійович, 67, радянський та російський фізик[215].

### 18 жовтня
- Жилко Віктор Федотович, 81, радянський і український художник-постановник, режисер та сценарист[216].
- Еуджен Сіміон, 89, румунський літературознавець, історик, есеїст, видавець та педагог[217].
- Жан Теле, 69, французький письменник, сценарист, художник, автор коміксів, актор та тележурналіст[218].
- Швець Надія Федорівна, 63, українська художниця[219].

### 17 жовтня
- Беспалий Борис Якович, 69, український політик[220].
- Юнуссі Туре, 81, малійський політик, Прем'єр-міністр Малі (1992—1993)[221].
- Фалес Йосип Георгійович, 84, радянський і український футболіст та тренер[222].

### 16 жовтня
- Юрі Аррак, 85, естонський художник[223].
- Бялик Михайло Григорович, 93, радянський і російський піаніст та музикознавець, Заслужений діяч мистецтв Росії (1982)[224].
- Лодевейк Ван ден Берг, 90, американський астронавт нідерландського походження[225].

### 15 жовтня
- Магомедов Ісрафіл Летифович, 30, російський військовик, Герой Росії (посмертно)[226].
- Хай Михайло Йосипович, 76, український етномузиколог, лірник, бандурист, мистецтвознавець та педагог[227].

### 14 жовтня
- Світлана Блесс, 79, радянська та латвійська акторка[228].
- Роббі Колтрейн, 72, шотландський актор[229].
- Александрос Ніколаїдіс, 42, грецький спортсмен (тхеквондо)[230].
- Кей Паркер, 78, британська порноакторка[231].

### 13 жовтня
- Керпатенко Юрій Леонідович, 46, український диригент, оркестровщик, баяніст, головний диригент Херсонського музично-драматичного театру ім. М. Куліша; дата повідомлення про смерть[232].
- Фелікс Крес, 56, польський письменник-фантаст[233].
- Джеймс Макдівітт, 93, американський астронавт[234].
- Сусанна Мілдонян, 82, бельгійська арфістка та педагог[235].
- Дагмар Ром, 94, австрійська гірськолижниця[236].
- Брюс Суттер, 69, американський бейсболіст[237].

### 12 жовтня
- Ланда Костянтин Юрійович, 50, російський шахіст та тренер, гросмейстер (1995)[238].

### 11 жовтня
- Аллан Вуд, 79, австралійський плавець[239].
- Клаус Кріппендорф, 90, німецький кібернетик; дата повідомлення про смерть[240].

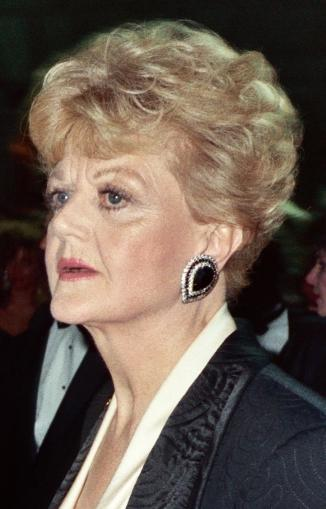
британсько-американська акторка Анджела Ленсбері у 1989 році

- Анджела Ленсбері, 96, британсько-американська акторка[241][242].
- Шафер Наум Григорович, 91, радянський і казахстанський музикознавець та композитор[243].

### 10 жовтня
- Серджіо Брігенті, 90, італійський футболіст та тренер[244].
- Майкл Каллан, 86, американський актор[245].

### 9 жовтня
- Дегтерьов Юрій Віталійович, 74, радянський футболіст (голкіпер)[246].
- Айлін Раян, 94, американська акторка[247].

### 8 жовтня
- Бруно Латур, 75, французький філософ, антрополог та соціолог[248].
- Чорногуз Олег Федорович, 86, український письменник та журналіст, Заслужений діяч мистецтв України (1996)[249].

### 6 жовтня
- Гальчинський Анатолій Степанович, 86, радянський та український економіст, Заслужений діяч науки і техніки України (1992)[250].

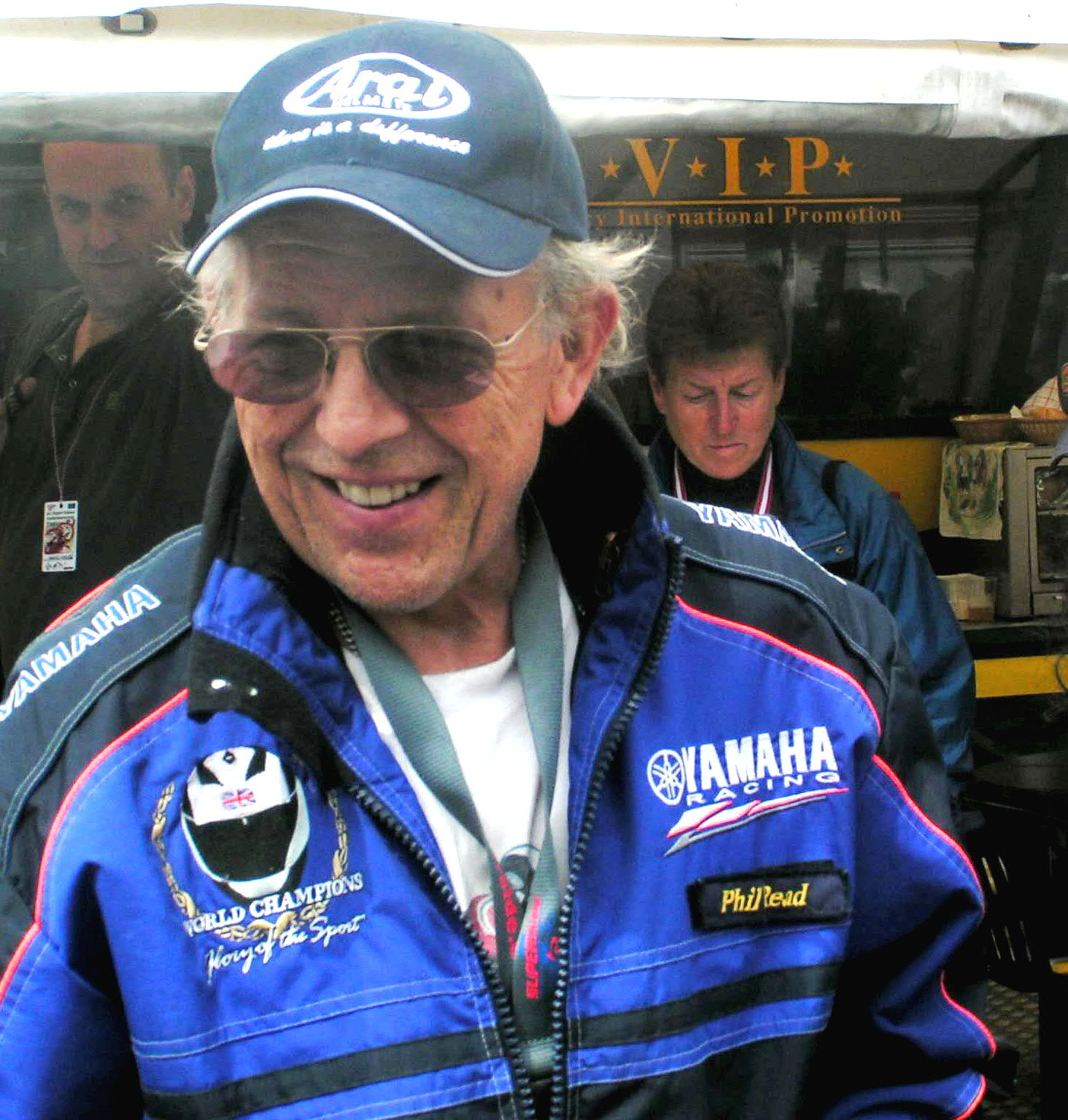
британський мотогонщик Філ Рід у 2006 році

- Філ Рід, 83, британський мотогонщик[251].

### 5 жовтня
- Зайцев В'ячеслав Олексійович, 42, український історик, громадський діяч та військовик[252][253].
- Вольфганг Кольхаазе, 91, німецький сценарист[254].

### 4 жовтня
- Дейв Драйден, 81, канадський хокеїст[255].
- Юрген Зундерманн, 82, німецький футболіст та тренер[256].
- Лоретта Лін, 90, американська співачка[257].
- Хесус дель Муро, 84, мексиканський футболіст[258].

### 3 жовтня
- Тіффані Джексон, 37, американська баскетболістка та тренер[259].
- Флорін Заломір, 41, румунський фехтувальник; самогубство[260].
- Кім Чон Кі, 47, південнокорейський художник-ілюстратор, автор манхва[261].

### 2 жовтня
- Франсуа Реметтер, 94, французький футболіст, голкіпер[262].

### 1 жовтня
- Єрмольєв Юрій Михайлович, 85, радянський та український математик[263].
- Шнюков Євген Федорович, 92, радянський і український геолог та педагог, Заслужений діяч науки і техніки України (1991)[263].

## Вересень

### 30 вересня
- Вергеліс Олег Анатолійович, 55, український журналіст та театральний критик[264].
- Катеринічев Олексій Вікторович, 48, російський військовик, Герой Росії (посмертно)[265].
- Маріт Крістенсен, 73, норвезька журналістка[266].
- Ніка Шакарамі, 16, іранська дівчина-підліток, яка загинула за нез'ясованих обставин під час масових протестів, викликаних вбивством Махси Аміні; дата повідомлення про смерть[267].

### 29 вересня
- Білевич Ігор Володимирович, 50, український майстер-різьбяр на дереві, педагог, Заслужений майстер народної творчості України (2017)[268].
- Кетлін Бут, 100, британсько-канадська вчена-інформатик[269].
- Поль Вен, 92, французький археолог, історик античності та педагог[270].
- Одрі Еванс, 97, американський дитячий онколог, співзасновниця благодійної організації Ronald McDonald House Charities[271].
- Мечислав Гіль, 78, польський профспілковий діяч та політик, депутат Сейму (1989—1993), сенатор (2011—2015)[272].

### 28 вересня
- Бруно Болкі, 82, італійський футболіст та тренер[273].
- Лелявський Юрій Миколайович, ?, український журналіст та військовик[274].
- Сукуєв Віталій Володимирович, 43, російський військовик, Герой Росії (посмертно)[275].
- Тацій Василь Якович, 82, український правознавець, президент Національної академії правових наук України (1993—2016), Герой України (2004)[276].

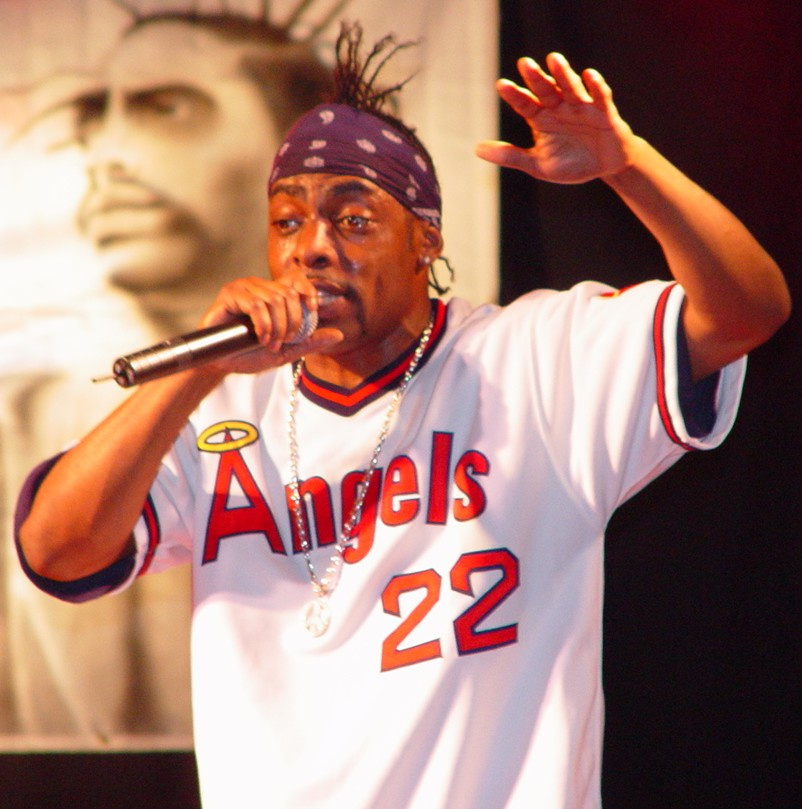
американський репер Coolio у 2002 році

- Coolio, 59, американський репер та актор[277].

### 27 вересня
- Джоан Готчкіс, 95, американська акторка та письменниця[278].
- Мойсеєв Борис Михайлович, 68, російський співак та хореограф, Заслужений артист Росії (2006)[279].

### 26 вересня
- Юсеф Аль-Карадаві, 96, ісламський релігійний діяч, письменник та правознавець[280].
- Джо Бассард, 86, американський колекціонер платівок зі швидкістю 78 об/хв[281].
- Єрмоленко Олександра Трохимівна, 84, радянська та українська художниця[282].
- Ронні Петтерссон, 82, шведський футболіст, голкіпер[283].

### 25 вересня
- Данильченко Микола Іванович, 23, російський військовик, Герой Росії (посмертно)[284].
- Журавко Олексій Валерійович, 48, український політик[285].
- Кандауров Олександр Володимирович, 24, український військовик, Герой України (посмертно)[286].
- Кирток Микола Наумович, 101, радянський воєнний льотчик, Герой Радянського Союзу (1945).
- Андрес Прієто, 93, чилійський футболіст та тренер[287].
- Сокульський Арнольд Леонідович, 84, український історик та краєзнавець, директор Національного заповідника «Хортиця» (1970—1979, 1981—1984)[288].
- Мередіт Текс, 80, американська письменниця-феміністка та політична активістка[289].
- Чимишкян Рафаель Аркадійович, 93, радянський грузинський важкоатлет[290].

### 24 вересня
- Рустем Мамут оглу Аблятіфов, 57, український кримськотатарський політолог та громадський діяч[291].
- Левченко Григорій Семенович, 89, радянський і український диригент, композитор та педагог, засновник і художній керівник хору «Калина», Заслужений діяч мистецтв України (1981)[292].
- Лялько Вадим Іванович, 91, радянський і український науковець у галузі аерокосмічних досліджень та гідрогелогії, Заслужений діяч науки і техніки України (1997)[293].
- Гадсон Остін, 84, гренадський військовик та політик, голова Революційної військової ради Гренади (1983)[294].

### 23 вересня
- Ворона Валерій Михайлович, 82, радянський і український соціолог та економіст, Заслужений діяч науки і техніки України (1998)[295].
- Добродєєв Борис Тихонович, 95, радянський та російський сценарист[296].
- Краснопольський Володимир Аркадійович, 89, радянський і російський режисер, сценарист та продюсер, Народний артист Росії (1983)[297].
- Францішек Печка, 94, польський актор[298].

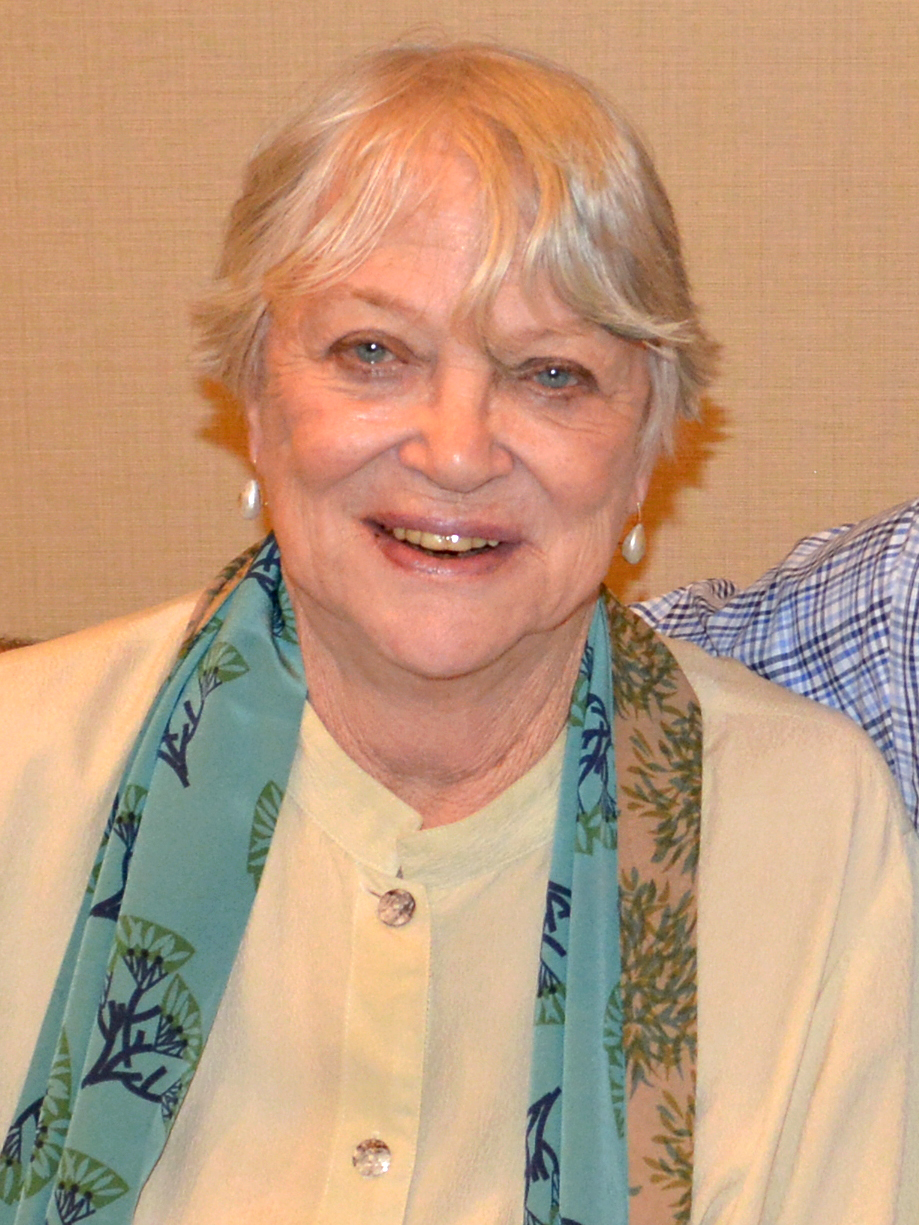
американська акторка Луїза Флетчер у 2014 році

- Луїза Флетчер, 88, американська акторка[299].

### 22 вересня
- Дональд Блінкен, 96, американський дипломат та підприємець, посол США в Угорщині (1994—1997)[300].
- Гіларі Ментел, 70, британська письменниця[301].
- Стадник Богдан Іванович, 86, український метролог та винахідник[302].
- Хорхе Фонс, 83, мексиканський режисер та сценарист[303].

### 21 вересня
- Лідія Альфонсі, 94, італійська акторка[304].
- Библюк Нестор Іванович, 87, український учений-лісівник, інженер-технолог та педагог[305].
- Дін Касвелл, 100, американський льотчик-ас[306].

### 20 вересня
- Нагін Олексій Юрійович, 41, російський військовик, Герой Росії (посмертно)[307].
- Пускепаліс Сергій Вітаутович, 56, радянський і російський актор, режисер та політик, Заслужений артист Росії (1999); ДТП[308].
- Самокиш Михайло Іванович, 89, український науковець-аграрій та педагог[309].

### 19 вересня
- Голубєв Володимир Євгенович, 72, радянський і російський футболіст та тренер[310].
- Іван (Стінка), 87, ієрарх Української православної церкви Канади, архієпископ Вінніпега і Центральної Єпархії, митрополит Канади (2006—2010)[311].
- Поляков Валерій Володимирович, 80, радянський та російський льотчик-космонавт, Герой Радянського Союзу (1989), Герой Росії (1995)[312].
- Дейв Формен, 72, американський природоохоронець, співзасновник природоохоронної організації «Земля передусім!»[313].

### 18 вересня
- Нік Голоняк, 93, американський фізик, винахідник та педагог[314].
- Мустафа Дагистанли, 91, турецький борець[315].
- Каміньков Петро Севастянович, 92, радянський та український педагог[316].

### 17 вересня
- Березний Андрій Вікторович, 63, український економіст та дипломат, посол України в Австрії (2010—2014).

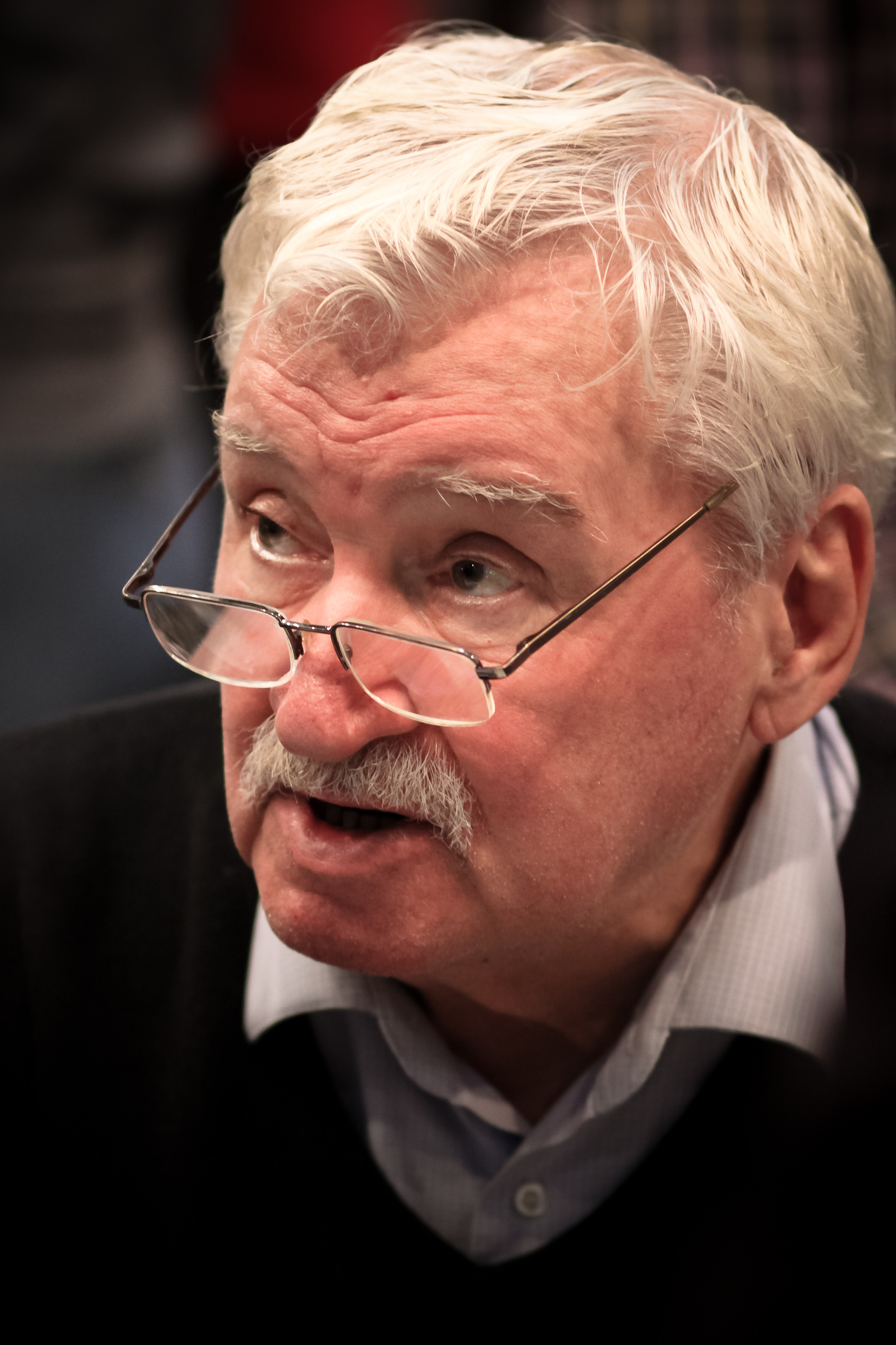
радянський та російський режисер Ігор Масленников у 2011 році

- Масленников Ігор Федорович, 90, радянський і російський режисер та сценарист, Народний артист Росії (1987)[317].
- Мартен Шмідт, 92, нідерландсько-американський астроном[318].

### 16 вересня
- Махса Аміні, 22, іранська жінка, заарештована і закатована іранською Поліцією моралі за порушення правил носіння хіджабу, смерть якої призвела до масових протестів у країні[319].
- Горенко Сергій Сергійович, 40, український правоохоронець[320].
- Міріям Клара Коваль, 87, релігійна діячка та педагог[321].
- Родіонов Михайло Кузьмич, 85, український політик, науковець та педагог[322].
- Хайрудін Сарачевич, 73, югославський і боснійський футболіст та тренер[323].

### 15 вересня
- Бабій Михайло Юхимович, 80, радянський та український релігієзнавець.
- Сол Кріпке, 81, американський філософ, логік та педагог[324].
- Куделя Надія Павлівна, 85, радянска і українська співачка (сопрано) та педагог, Народна артистка України (2021)[325].

### 14 вересня
- Биченко Нінель Антонівна, 94, радянська та українська театральна педагогиня, Заслужений діяч мистецтв України (2003)[326].
- Марія Віттнер, 85, угорська громадська активістка та політична діячка[327].
- Дніпренко Ірина Костянтинівна, 67, український телережиср та педагог[328].
- Бенґт Їнґше, 70, шведський плавець[329].
- Ірен Папас, 96, грецька акторка та співачка[330].
- Генрі Сільва, 95, американський актор[331].
- Сунгоркін Володимир Миколайович, 68, російський журналіст та медіаменеджер, головний редактор газети «Комсомольская правда» (1997—2022)[332].

### 13 вересня

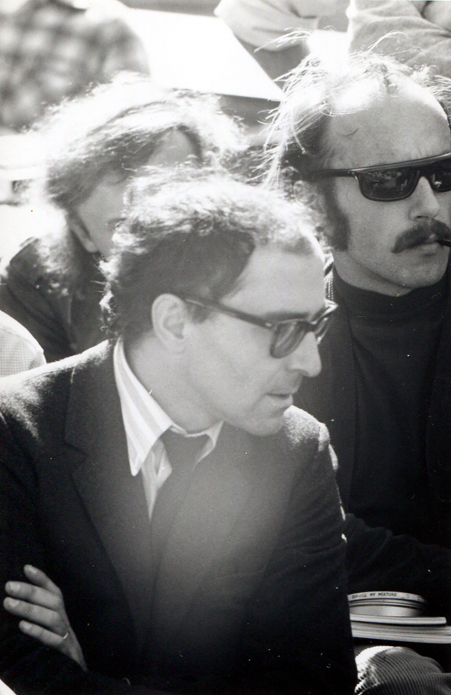
французько-швейцарський режисер Жан-Люк Годар у 1968 році

- Жан-Люк Годар, 91, французько-швейцарський режисер, актор, сценарист та продюсер[333].
- Цивірко Микола Євгенович, 69, український журналіст та поет.

### 12 вересня
- Рамсі Льюїс, 87, американський джазовий піаніст та композитор[334].
- Ерік Піанка, 83, американський біолог та еколог[335].
- Шаповал Олександр Миколайович, 47, український артист балету та педагог, Заслужений артист України (2013)[336].

### 11 вересня
- Хав'єр Маріас, 70, іспанський письменник, журналіст та перекладач; COVID-19[337].
- Мармус Василь Володимирович, 30, український музикант та військовик[338].
- Мимрик Дмитро Григорович, 74, український митець, майстер художньої обробки м'яких порід каменю та витинанки[339].
- Джойс Рейнольдс, 103, британська вчена у галузі антикознавства та римської історичної епіграфіки[340].

### 10 вересня
- Вільям Кляйн, 96, французький фотограф та режисер[341].

### 9 вересня
- Ніколає Булат, 70, молдовський історик[342].

### 8 вересня
- Гвоздєв Іван Олексійович, ?, український військовик, Герой України (посмертно)[343].

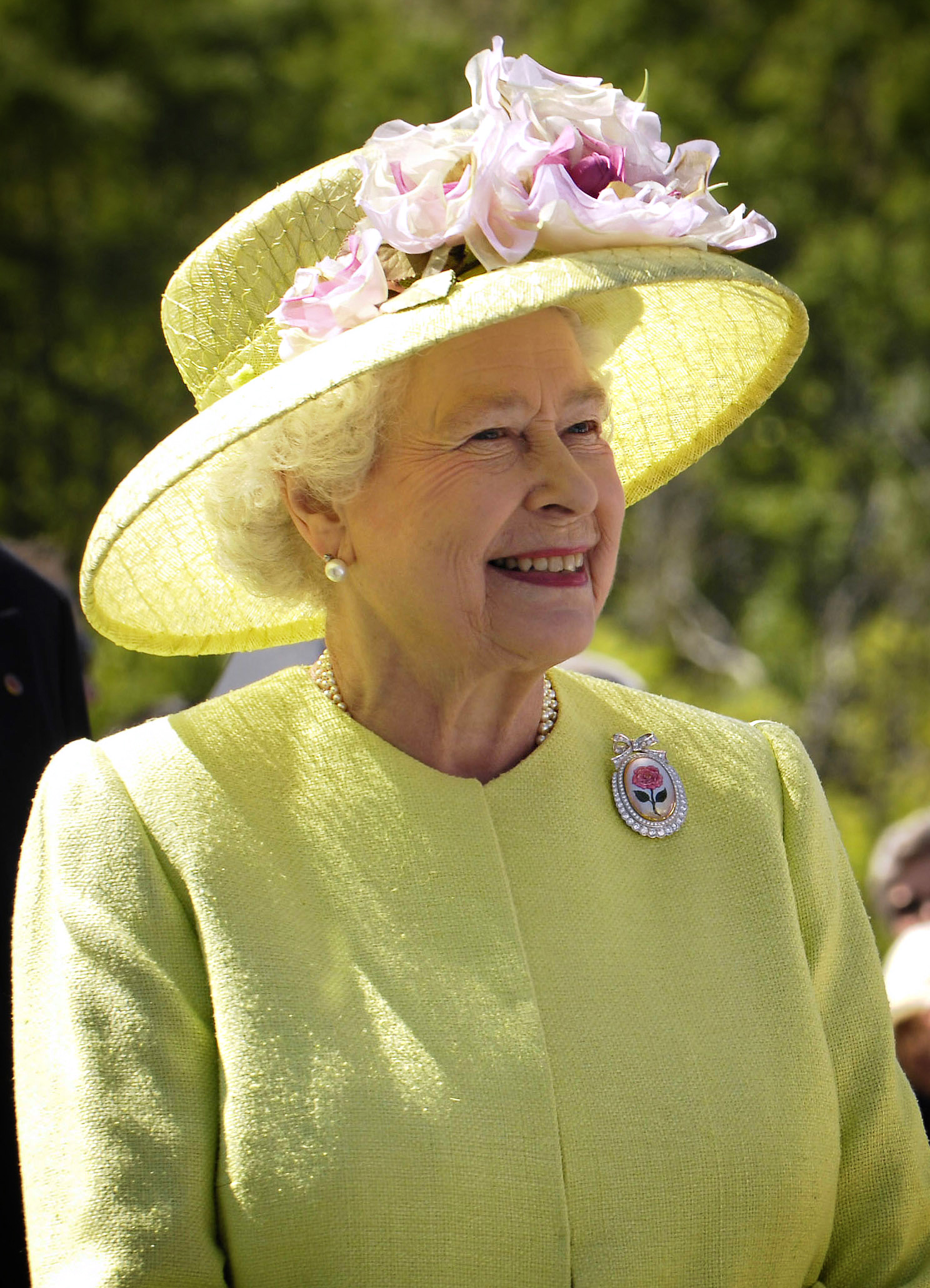
королева Єлизавета II у 2007 році

- Єлизавета II, 96, королева Великої Британії і Північної Ірландії та Королівств Співдружності (1952—2022)[344][345].

### 7 вересня
- Марша Гант, 104, американська акторка та модель[346][347].
- Грицьків Стефан Петрович, 86, український лікар, публіцист, педагог та громадський діяч[348].
- Молотай Анатолій Миколайович, 84, радянський і український футболіст, тренер та функціонер[349].
- Піт Схрейверс, 75, нідерландський футболіст (голкіпер) та тренер[350].

### 6 вересня
- Братко Богдан Мартинович, 80, український актор, Заслужений артист України (2008)[351].
- Жуст Жакен, 82, французький режисер та фотограф[352].
- Кондратович Олександра Павлівна, 86, українська фольклористка, етнограф та педагог[353].

### 5 вересня
- Марієлла Мер, 74, швейцарська письменниця, поетеса та журналістка[354].

### 4 вересня
- Бєлєнькій Мар'ян Давидович, 72, радянський і ізраїльський письменник та перекладач[355].
- Лагутін Борис Миколайович, 84, радянський боксер[356].

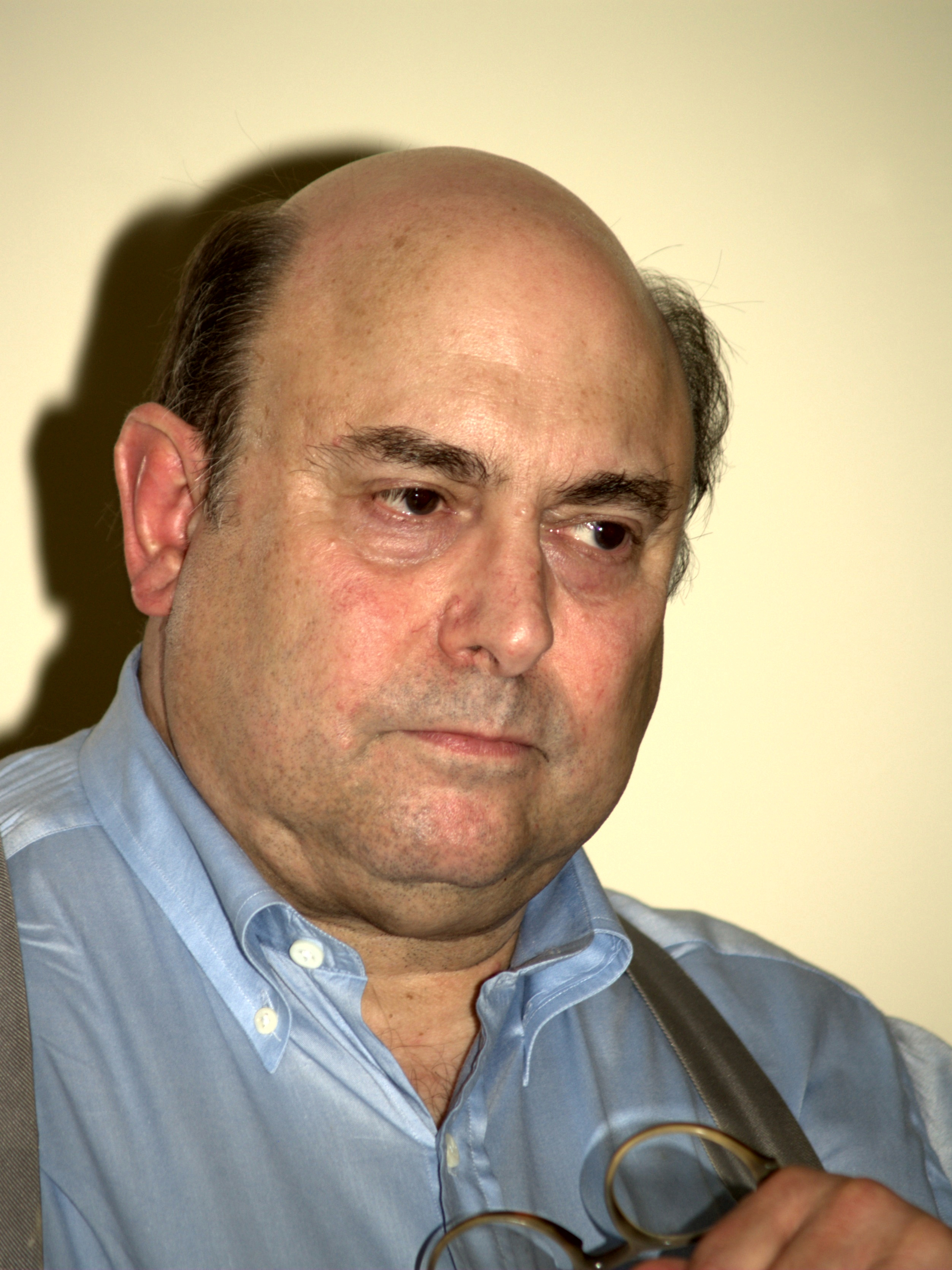
американський письменник Пітер Страуб у 2010 році

- Пітер Страуб, 79, американський письменник[357].

### 3 вересня
- Башкатов Юрій Миколайович, 54, радянський молдовський плавець[358].
- Мішо Цебало, 77, хорватський шахіст та тренер, гросмейстер (1985)[359].

### 2 вересня
- Власенков Олександр Олександрович, 24, російський військовик, Герой Росії (посмертно)[360].
- Гнатишин Михайло Миколайович, 74, радянський і український футболіст та тренер[361].
- Френк Дональд Дрейк, 92, американський астроном та педагог[362].
- Мануел Дуарті, 77, португальський футболіст[363].
- Раїзов Жумабай Нурбаєвич, 26, російський військовик, Герой Росії (посмертно)[364].
- Стефан Кароль Козловський, 83, польський археолог[365].
- Жорді Сервельо, 86, іспанський каталонський композитор, скрипаль та педагог[366].
- Сюе Фаня, 87, китайський музикознавець та перекладач[367].

### 1 вересня
- Духовичний Георгій Самуїлович, 68, український архітектор[368].
- Барбара Еренрайх, 81, американська журналістка, письменниця та громадська активістка[369].
- Маганов Равіль Ульфатович, 67, радянський та російський нафтовик, віцепрезидент компанії Лукойл (2006—2022)[370].
- Мишак Валентина Григорівна, 80, радянська волейболістка[371].
- Ерні Шейверс, 78, американський боксер[372].

## Серпень

### 31 серпня
- Александер Горват, 83, чехословацький і словацький футболіст та тренер[373].
- Ліджиєв Мінгіян Володимирович, 31, російський військовик, Герой Росії (посмертно)[374].

### 30 серпня

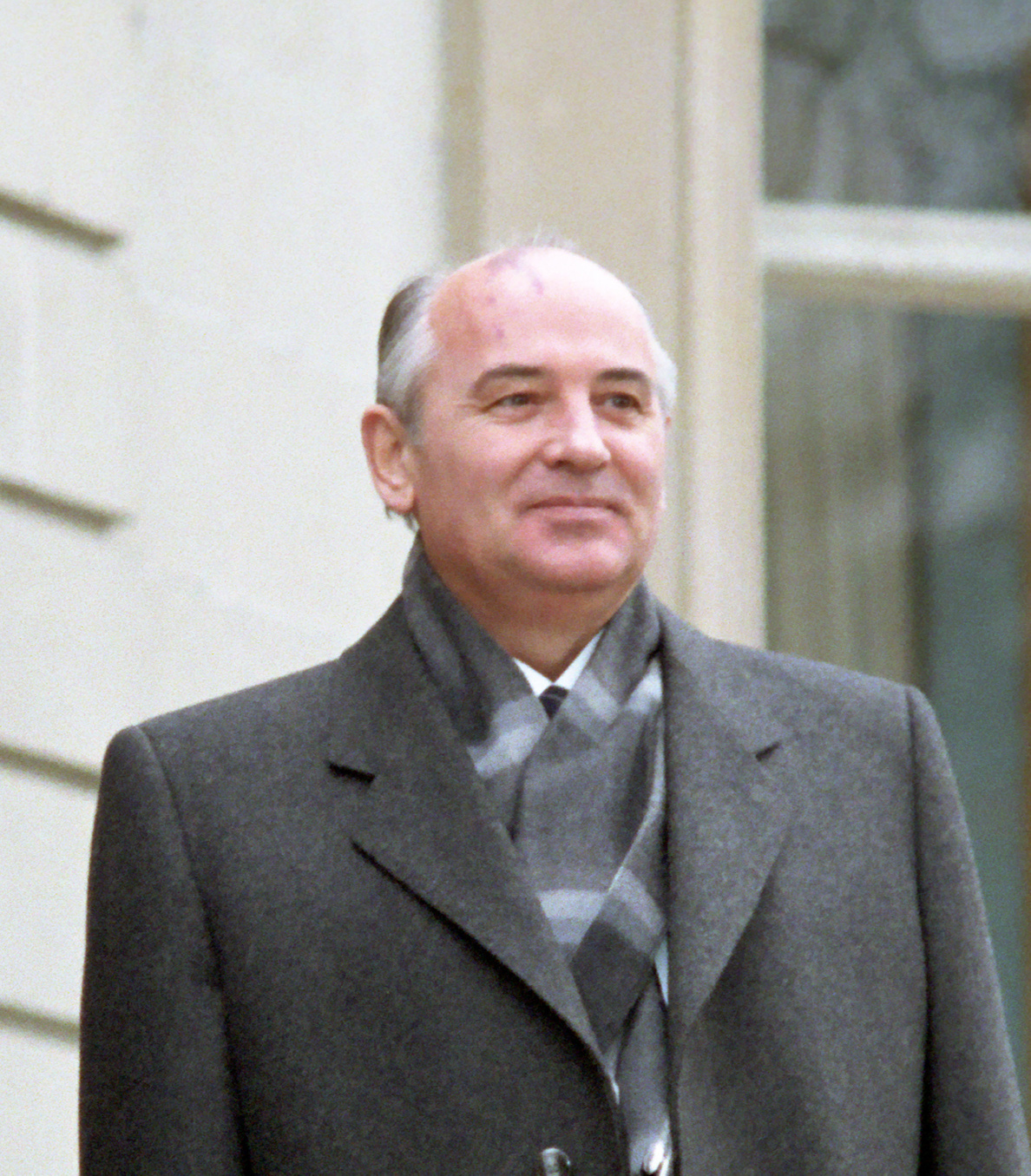
радянський та російський політик Михайло Горбачов у 1985 році

- Горбачов Михайло Сергійович, 91, радянський та російський політик, генсек ЦК КПРС (1985—1991), Президент СРСР (1990—1991), лауреат Нобелівської премії миру (1990)[375].
- Потапов Олександр Ігорович, 32, російський військовик, Герой Росії (посмертно)[376].

### 29 серпня
- Гусєв Володимир Кузьмич, 90, радянський та російський політик[377].
- Чарлбі Дін, 32, південноафриканська акторка та модель[378].

### 28 серпня
- Качар Ігор Олексійович, 90, радянський та український футбольний арбітр[379].
- Ковальов Олексій Іванович, 33, український підприємець та політик[380].

### 27 серпня
- Милутин Шошкич, 84, югославський і сербський футболіст та тренер[381].

### 26 серпня
- Медвідь Петро Іванович, 82, радянський і український журналіст та письменник[382].
- Йоже Менцінгер, 81, словенський юрист, економіст та політик[383].

### 25 серпня
- Орвел Тессьє, 89, канадський хокеїст та тренер[384].

### 24 серпня
- Ерар Абрахам, 82, гаїтянський військовик та політик, Президент Гаїті (1990)[385].
- Калліст (Вер), 87, ієрарх Константинопольської православної церкви, митрополит Діоклійський (2007—2022)[386].
- Людина з нори, ?, останній представник одного з неконтактних індіанських племен, який приблизно з 1996 року мешкав в ізоляції в амазонських джунглях у бразильському штаті Рондонія; дата повідомлення про смерть[387].
- Пол Нокс, 88, канадський хокеїст[388].
- Орландо де ла Торре, 78, перуанський футболіст[389].

### 23 серпня
- Божидар Делич, 66, сербський військовик та політик[390].
- Сандра Діл, 80, американський правозахисник та педагог[391].

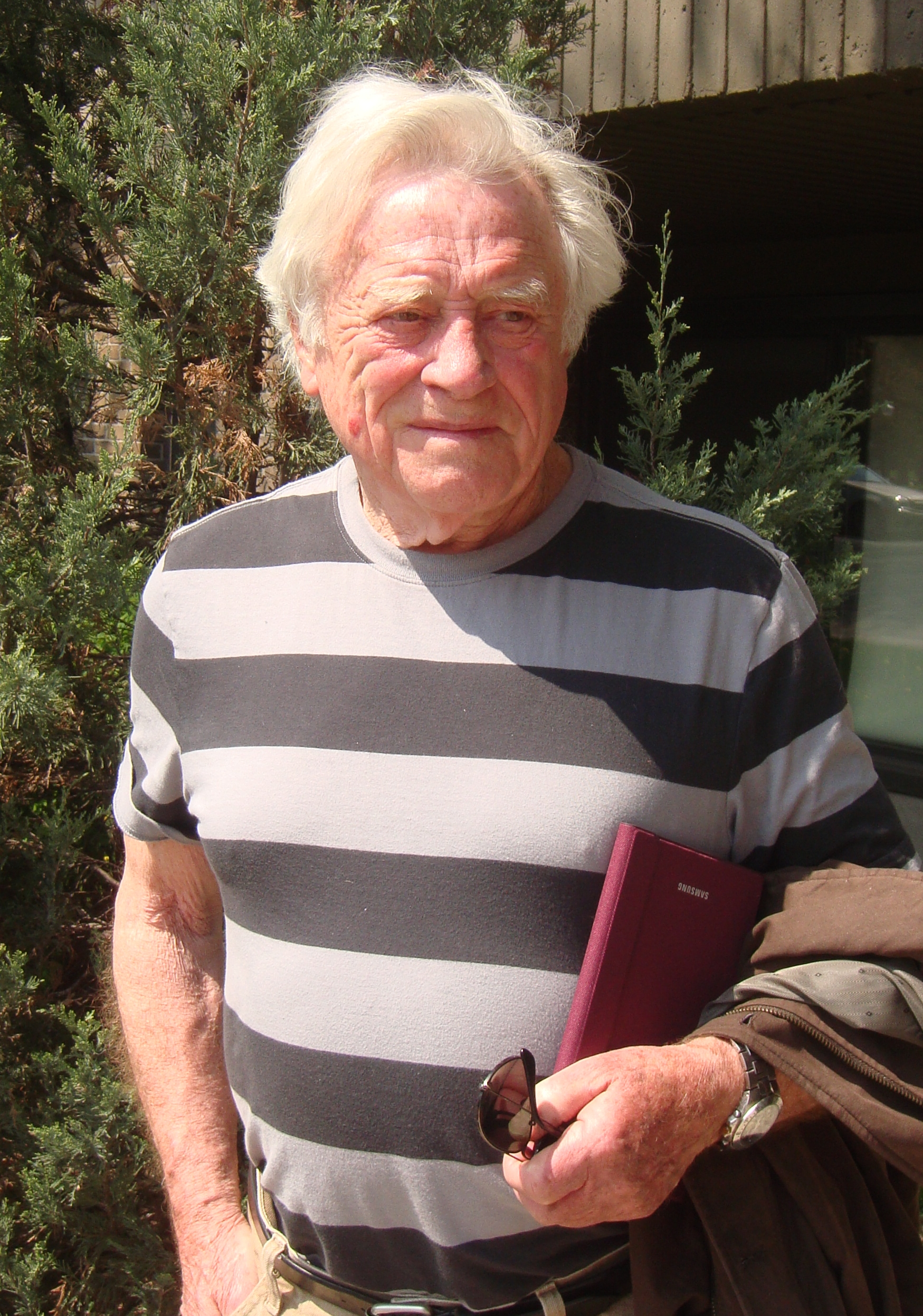
британсько-канадський режисер та художник-мультиплікатор Джеральд Поттертон у 2016 році

- Джеральд Поттертон, 91, британсько-канадський режисер, сценарист, продюсер та художник-мультиплікатор[392].
- Крід Тейлор, 93, американський музичний продюсер[393].
- Джим Шерідан, 69, британський політик[394].
- Євген Штендера, 98, український журналіст, діяч УПА[395].
- Дітмар Штюдеман, 80, німецький дипломат, юрист та економіст, посол Німеччини в Україні (2000—2006)[396].

### 22 серпня
- Бойчук-Щепко Ганна Михайлівна, 85, українська журналістка[397].
- Зеленюк Вадим Сергійович, 34, український військовик, Герой України (посмертно)[398].

### 21 серпня
- Ботушанський Василь Мефодійович, 86, український історик та педагог[399].
- Анабель Гутьєррес, 90, мексиканська акторка[400].
- Лебедєв Микола Сергійович, 100, радянський та російський актор, Народний артист Росії (2018)[401].
- Олексій Паншин, 82, американський письменник-фантаст[402].
- Села Моліса, 71, вануатський політик[403].
- Олівер Фрей, 74, швейцарський художник[404].

### 20 серпня
- Самар Банерджі, 92, індійський футболіст; COVID-19[405].
- Барвінок Роман Юрійович, 29, український музикант, громадський активіст та військовик[406].
- Дугіна Дар'я Олександрівна, 29, російська журналістка, радіоведуча та пропагандистка[407].

### 19 серпня
- Леон Віталі, 74, британський актор[408].
- Владиченко Іван Максимович, 98, радянський діяч, голова Держкомітету СРСР з нагляду за безпечним веденням робіт у промисловості і гірничому нагляду (1981—1989)[409].
- Текля Юневич, 116, польська довгожителька[410].

### 18 серпня
- Гамкало Михайло Зенонович, 45, український географ та педагог[411].
- Герберт Маллін, 75, американський серійний вбивця[412].
- Вірджинія Паттон, 97, американська акторка[413].

### 17 серпня
- Дієв Сергій Валеріанович, 64, радянський і український футболіст та тренер[414].

### 16 серпня
- Ева-Марія Гаґен, 87, німецька акторка та співачка[415].
- Джозеф Ділейні, 77, британський письменник[416].

### 15 серпня
- Заболотна Наталія Вікторівна, 65, радянський і російський музикознавець та педагог[417].
- Косубаєва Тамара Окіметівна, 94, радянська та казахстанська акторка, Заслужена артистка Казахстану (1998)[418].
- Цунеко Сасамото, 107, японська фотожурналістка[419].

### 14 серпня
- Врубель Дмитро Володимирович, 62, російський художник, автор графіті «Господи, допоможи мені вижити серед цієї смертної любові»; COVID-19[420].
- Крістач Дамо, 89, албанський режисер, сценарист та педагог, Народний артист Албанії (1987)[421].
- Листопад Антон Валентинович, 30, український воєнний льотчик[422].
- Лупій Олесь Васильович, 84, український письменник та поет, Заслужений діяч мистецтв України (1998)[423].
- Цвіка Пік, 72, ізраїльський співак, композитор та поет[424].

### 13 серпня
- Россана Ді Лоренцо, 84, італійська акторка[425].
- Манько Вадим Олександрович, ?, український військовик, Герой України (посмертно)[426].
- Мельничук Станіслав Тимофійович, 82, український скульптор та педагог[427].

### 12 серпня
- Гусяк Дарія Юріївна, 98, зв'язкова УПА[428].
- Клаудіо Гарелла, 67, італійський футболіст та тренер[429].

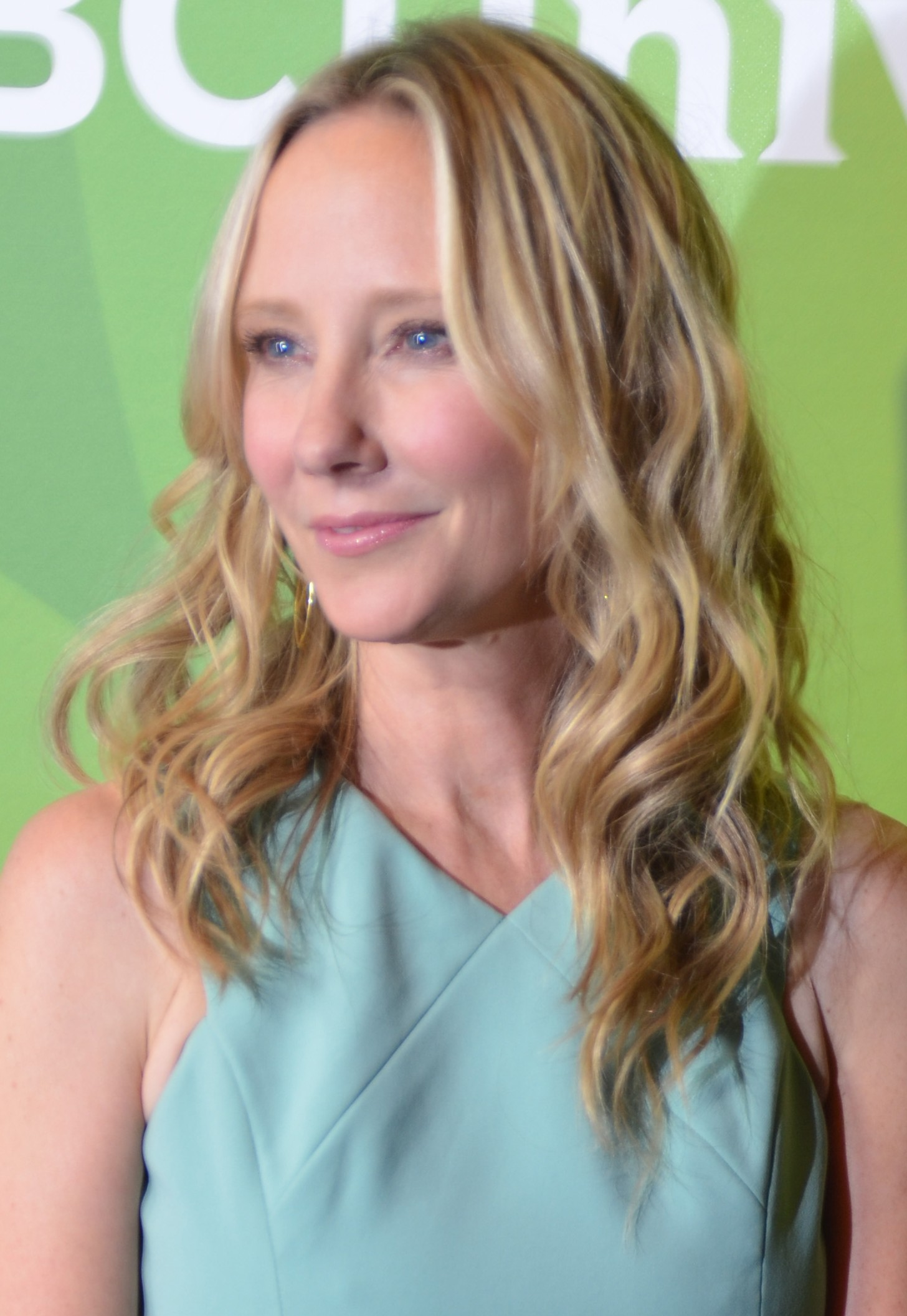
американська акторка Енн Гейч у 2014 році

- Енн Гейч, 53, американська акторка, режисер та сценарист; ДТП[430].
- Вольфганг Петерсен, 81, німецький режисер, сценарист та продюсер[431].
- Семенов В'ячеслав Михайлович, 74, радянський і український футболіст та тренер[432].

### 11 серпня
- Даріус Данеш, 41, шотландський співак, автор пісень, актор та кінопродюсер[433].
- Ігнатенко Олександр Степанович, 62, український політик та військовик, генерал-лейтенант[434].
- Кальмаєва Людмила Михайлівна, 76, білоруська художниця[435].
- Мануель Охеда, 81, мексиканський актор[436].
- Йожеф Тот, 70, угорський футболіст[437].

### 10 серпня
- Кирил Дойчиновський, 78, югославський і македонський футболіст та тренер[438].
- Веса-Матті Лойрі, 77, фінський актор та співак[439].
- Савка Остап Володимирович, 75, радянський футболіст[440].
- Фернанду Шалана, 63, португальський футболіст та тренер[441].

### 9 серпня
- Реймонд Бріггс, 88, британський художник[442].
- Інгемар Ерландссон, 64, шведський футболіст[443].
- Альберто Орцан, 91, італійський футболіст[444].
- Паламарчук Валерій Сергійович, 37, російський військовик, Герой Росії (посмертно)[445].
- Слюньков Микола Микитович, 93, білоруський радянський діяч, перший секретар ЦК КП Білоруської РСР (1983—1987), Герой Соціалістичної Праці (1974)[446].

### 8 серпня
- Лемонт Доузер, 81, американський співак, автор пісень та продюсер[447].
- Олівія Ньютон-Джон, 73, австралійська співачка та акторка[448].
- Зофія Посмиш, 98, польська письменниця та сценаристка[449].
- Терицану Василь Дмитрович, 76, український румунськомовний письменник, поет та журналіст[450].

### 7 серпня
- Єзекіїль Алебуа, 75, політик, Прем'єр-міністр Соломонових Островів (1986—1989)[451].

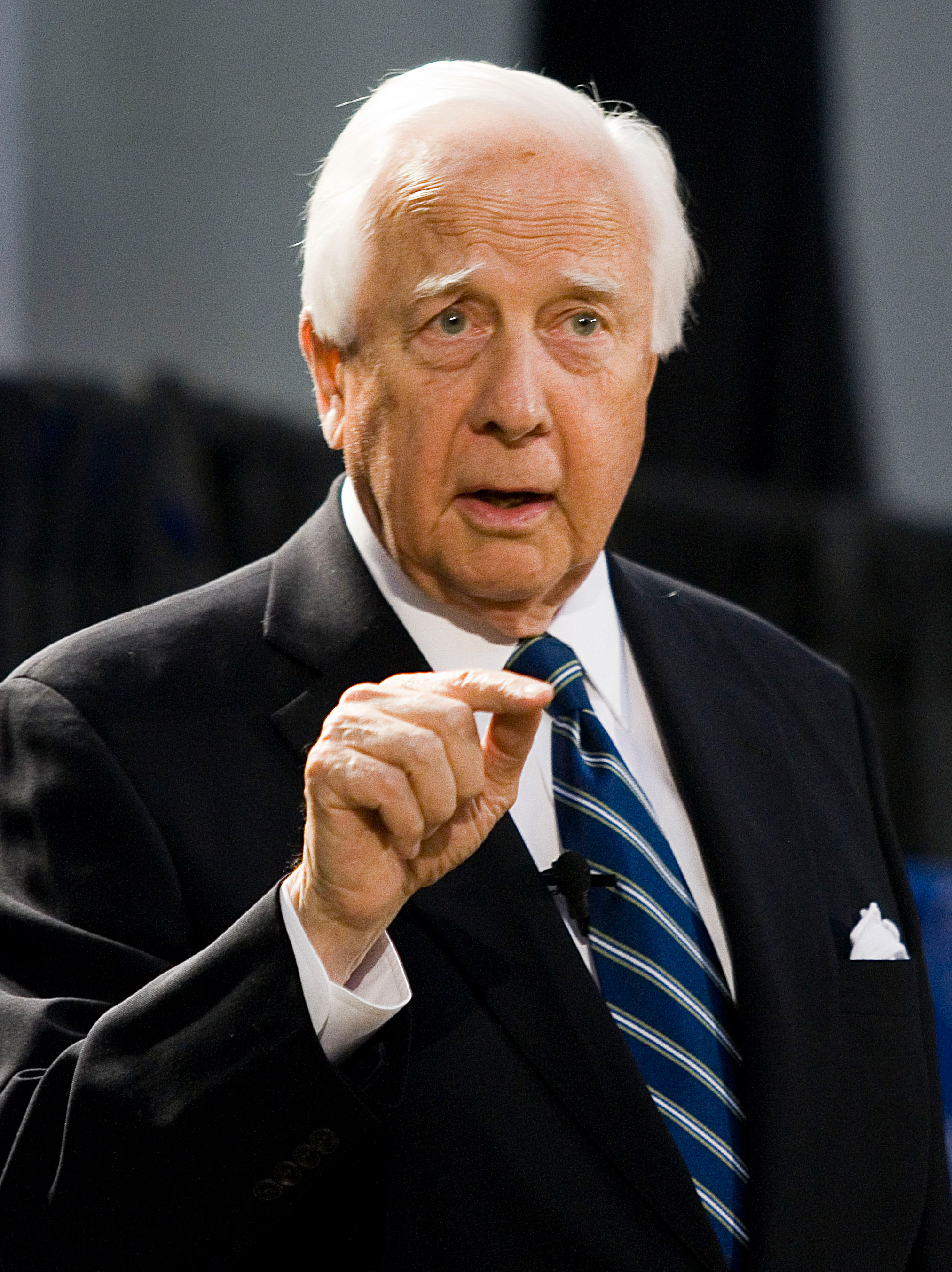
американський письменник та історик Девід Маккалоу у 2007 році

- Девід Маккалоу, 89, американський письменник й історик[452].
- Роберт (Москаль), 84, ієрарх УГКЦ у США, єпископ Пармської єпархії св. Йосафата (1983—2009)[453].
- Філіпченко Анатолій Васильович, 94, радянський космонавт, Герой Радянського Союзу (1969, 1974)[454].

### 6 серпня
- Саганюк Петро Данилович, 72, український політик, міський голова Володимира-Волинського (1998—2020)[455].

### 5 серпня
- Ана Луїза Амарал, 66, португальська поетеса, перекладач та педагог[456].
- Джудіт Дарем, 79, австралійська джазова співачка, вокалістка гурту The Seekers (1963—1968)[457].
- Тайсір Джабарі, 50, палестинський ісламський бойовик, лідер угрупування Ісламський джихад у Палестині (2019—2022)[458].
- Іссей Міяке, 84, японський модельєр[459].

### 4 серпня
- Карл Кабат, 88, американський релігійний діяч[460].
- Адріана Роель, 88, мексиканська акторка[461].

### 3 серпня
- Реймонд Вахан Дамадьян, 86, американський лікар, один з розробників МРТ[462].
- Качура Ольга Сергіївна, 52, проросійський бойовик, Герой Росії (посмертно); дата повідомлення про смерть[463].
- Кравчук Петро Костянтинович, 60, український політик[464].
- Андрейс Рубінс, 43, латвійський футболіст[465].

### 2 серпня
- Ганс Бангертер, 98, швейцарський футбольний функціонер, генеральний секретар УЄФА (1960—1989)[466].
- Бачило Олександр Геннадійович, 62, радянський і російський письменник-фантаст та сценарист[467].
- Болотських Микола Степанович, 83, радянський і український науковець та педагог[468].

### 1 серпня
- Джон Г'юз, 79, шотландський футболіст та тренер[469].
- Кобзаренко Анастасія Степанівна, 88, радянська і українська бібліотекознавиця, гендиректор Національної бібліотеки України для дітей (1967—2022), Герой України (2009)[470].
- Кольцова Міра Михайлівна, 83, радянська і російська балерина, балетмейстер та педагог, художній керівник ансамблю «Березка» (1979—2022), Народна артистка СРСР (1989)[471].
- Ілинка Митрева, 72, македонська політична діячка, міністр закордонних справ Македонії (2001, 2002—2006)[472].

## Липень

### 31 липня
- Бакатін Вадим Вікторович, 84, радянський партійний діяч, міністр внутрішніх справ СРСР (1988—1990), голова КДБ СРСР (1991—1992)[473].
- Вадатурський Олексій Опанасович, 74, український агропідприємець, Герой України (2007)[474].
- Айман аль-Завахірі, 71, египетський терорист, лідер аль-Каїди (2011—2022)[475].
- Мо Остін, 95, американський музичний директор[476].
- Фідель Рамос, 94, філіппінський військовик та політик, Президент Філіппін (1992—1998); COVID-19[477].
- Білл Расселл, 88, американський баскетболіст та тренер[478].

### 30 липня
- Нішель Ніколс, 89, американська акторка, співачка та танцівниця[479].
- Софія Рохас, 114, колумбійська довгожителька[480].

### 29 липня
- Бохонок Віталій Володимирович, 31, український військовик, Герой України (посмертно)[481].
- Юріс Гартманіс, 94, американський інформатик та педагог латвійського походження[482].

### 28 липня
- Бабіч Гліб Валерійович, 53, український поет, громадський активіст та військовик[483].
- Ільхан Ірем, 67, турецький співак, композитор та письменник[484].
- Йожеф Кардош, 62, угорський футболіст[485].
- Террі Ніл, 80, північноірландський футболіст та тренер[486].
- Поздєєв Іван Володимирович, 37, російський військовик, Герой Росії (посмертно)[487].

### 27 липня
- Бернард Кріббінс, 93, британський актор та співак[488].

### 26 липня
- Інгер Альфвен, 82, шведська письменниця, соціолог та феміністка[489].
- Каркач Павло Михайлович, 85, радянський та український правознавець[490].
- Кукурба Олександр Васильович, 28, український воєнний льотчик, Герой України (2022)[491].

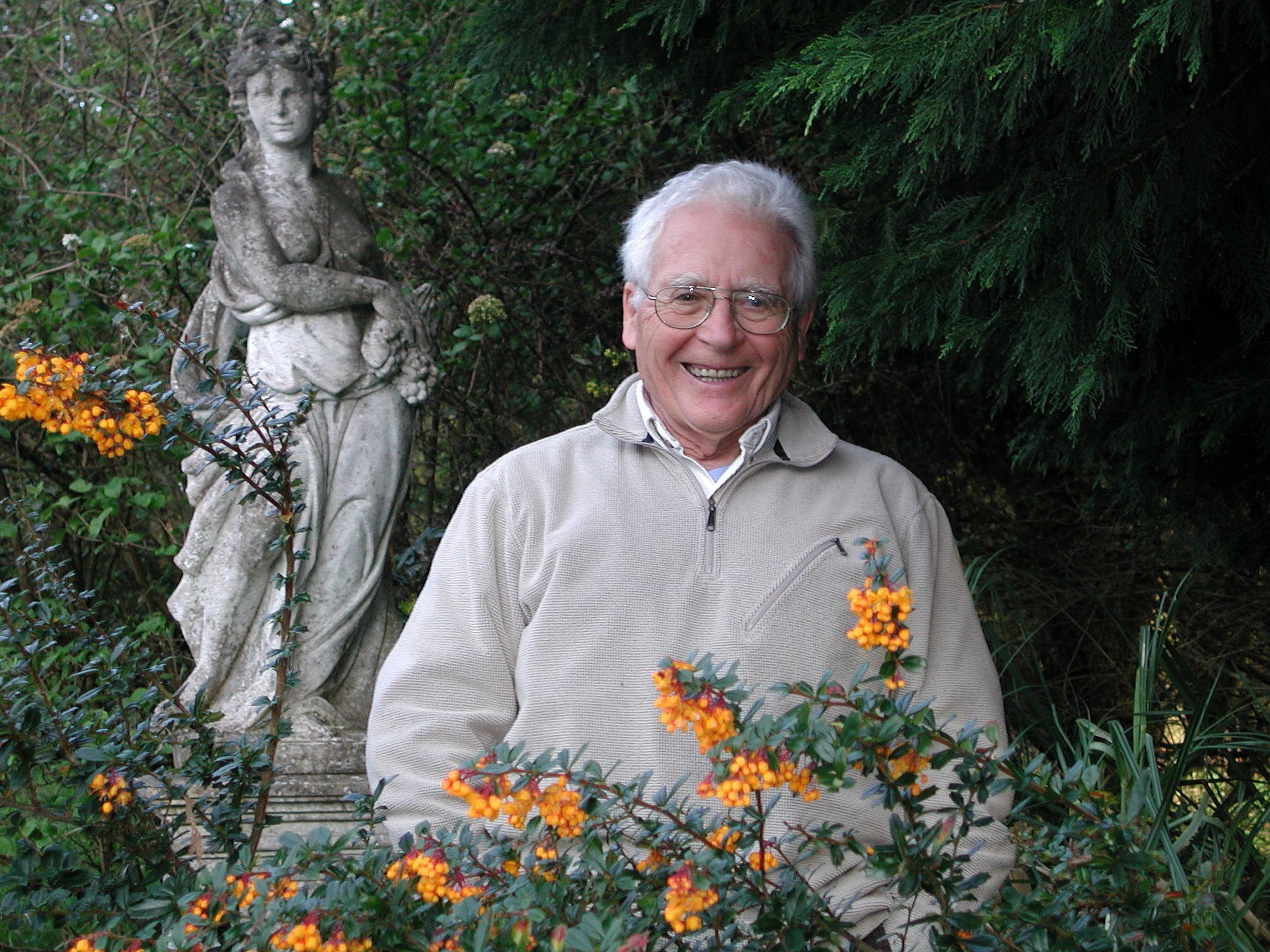
британський незалежний науковець Джеймс Лавлок у 2005 році

- Джеймс Лавлок, 103, британський незалежний науковець, еколог, автор гіпотези Геї[492].
- Поточняк Ростислав Мирославович, 74, радянський і український футболіст та тренер[493].
- Фелікс Тейссен, 88, нідерландський письменник, сценарист та перекладач[494].

### 25 липня
- Ірина Іонеско, 91, французька фотохудожниця[495].
- Корпанюк Микола Павлович, 72, український літературознавець, педагог та громадський діяч[496].
- Том Побережний, 75, американський авіатор, майстер аеробатики[497].
- Йоко Сімада, 69, японська акторка[498].
- Кнутс Скуеніекс, 85, латвійський поет, журналіст та перекладач[499].
- Девід Трімбл, 77, північноірландський політик, юрист та педагог, лауреат Нобелівської премії миру (1998, спільно з Джоном Г'юмом)[500].

### 24 липня
- Яніна Альтман, 91, польсько-ізраїльська письменниця та хімік, свідок Голокосту[501].
- Девід Ворнер, 80, британський актор[502].
- Горчинська Ванда Петрівна, 98, українська медсестра та зв'язкова УПА[503].
- Вітаутас Ромульдас Томкус, 81, литовський актор, Заслужений артист Литовської РСР (1982)[504].

### 22 липня
- Стюарт Вудс, 84, американський письменник детективного жанру[505].
- Гейккі Гаавісто, 86, фінський політик, міністр закордонних справ Фінляндії (1993—1995)[506].
- Боб Рейфелсон, 89, американський режисер, сценарист та продюсер[507].
- Рижов Сергій Миколайович, 72, український історик та археолог[508].

### 21 липня
- Гродзинський Михайло Дмитрович, 65, український географ-ландшафтознавець та педагог[509].
- Мілан Дворжак, 87, чехословацький футболіст[510].
- Уве Зеелер, 85, німецький футболіст[511].
- Корзюков Анатолій Іванович, 83, український зоолог, орнітолог та педагог[512].
- Вітаутас Паукште, 90, радянський та литовський актор, Народний артист Литовської РСР (1982)[513].
- Родні Старк, 88, американський соціолог релігії та педагог[514].

### 20 липня
- Бєлашов Валерій Іванович, 73, український історик та педагог[515].
- Пітер Індж, 86, британський військовик, фельдмаршал[516].

### 19 липня

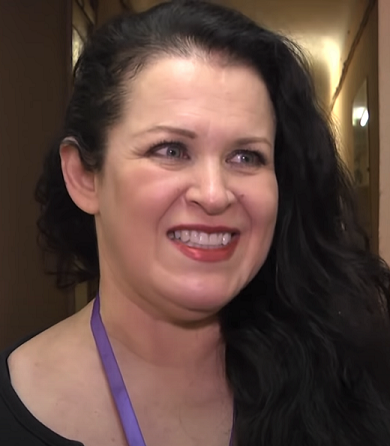
українська телеведуча та акторка Руслана Писанка у 2015 році

- Писанка Руслана Ігорівна, 56, українська телеведуча та акторка[517].
- Q Lazzarus, 61, американська співачка[518].

### 18 липня
- Ларрі Джеффрі, 81, канадський хокеїст[519].
- Клас Ольденбург, 93, американський скульптор шведського походження[520].

### 17 липня
- Гуламов Абдулкарім Курбаналійович, 34, український телеведучий та військовик[521].
- Яніс Прієдкалнс, 88, латвійський науковець та дипломат[522].
- Франческо Ріццо, 79, італійський футболіст[523].

### 16 липня
- Еллі Аппел-Вессіс, 69, нідерландська тенісистка[524].
- Віра Вовк, 96, українська і бразильська письменниця, літературознавець та перекладач[525].
- Радзієвський Олексій Васильович, 73, український політик[526].
- Герберт Франке, 95, австрійсько-німецький письменник-фантаст[527].

### 15 липня
- Денисенко Марина Геннадіївна, 60, український композитор, музикознавець та педагог.
- Козлов Олександр Сергійович, 29, російський футболіст[528].
- Ярцев Георгій Олександрович, 74, радянський і російський футболіст та тренер[529].

### 14 липня
- Броварець Ольга Олександрівна, 35, український біофізик[530].
- Ліза Дмитрієва, 4, українська дівчинка, одна з жертв ракетного удару по Вінниці[531].
- Крогіус Микола Володимирович, 91, радянський і російський шахіст та тренер, гросмейстер (1964)[532].
- Франсіско Моралес Бермудес, 100, перуанський політик, Президент Перу (1975—1980)[533].
- Еріка Педретті, 92, швейцарська письменниця та художниця[534].
- Плен Стрік, 78, нідерландський футболіст[535].

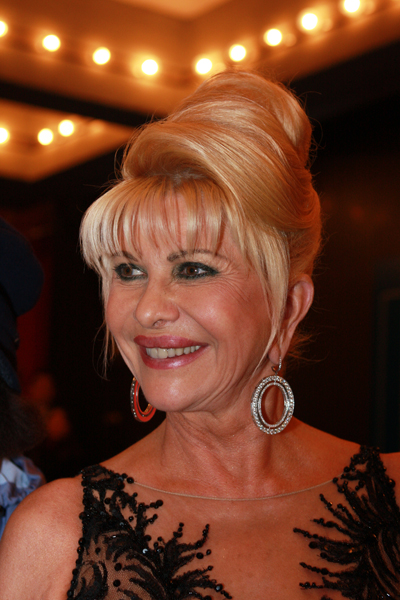
американська підприємниця Івана Трамп у 2007 році

- Івана Трамп, 73, чехословацька і американська підприємниця, письменниця та модель[536].

### 13 липня
- Шарлотта Валандре, 53, французька акторка та письменниця[537].
- Наумкін Ігор Геннадійович, 56, радянський та російський шахіст, гросмейстер (1990)[538].

### 12 липня
- Сергій (Рибко), 61, російський релігійний діяч[539].
- Тину Саар, 77, естонський актор[540].
- Сіренко Юрій Костянтинович, 73, радянський і український фізик та педагог[541].

### 11 липня
- Ананічев Олександр Михайлович, 31, російський військовик, Герой Росії (посмертно)[542].
- Донченко Наталія Сергіївна, 89, радянська ковзанярка[543].
- Мажуга Юрій Миколайович, 91, радянський і український актор та педагог, Народний артист СРСР (1981)[544].
- Монті Норман, 94, британський композитор, музикант та співак[545].

### 10 липня
- Анвар Чингиз-огли, 60, азербайджанський письменник, етнограф, сценарист та журналіст, Заслужений працівник культури Азербайджану (2019)[546].

### 9 липня
- Баланчук Сергій Олександрович, 47, український футболіст[547].
- Л. К. Джонс, 94, американський актор та режисер[548].
- Дар'я Курдель, 20, українська спортсменка (бальні танці)[549].
- Осадко Олександр Остапович, 46, український письменник та військовик[550].
- Андраш Теречик, 67, угорський футболіст[551].
- Енн Шульгіна, 91, американська письменниця[552].

### 8 липня
- Абе Сіндзо, 67, японський політик, Прем'єр-міністр Японії (2006—2007, 2012—2020); вбивство[553].
- Марта Аура, 82, мексиканська акторка[554].
- Луїс Ечеверрія, 100, мексиканський політик, Президент Мексики (1970—1976)[555].
- Грегорі Ітцін, 74, американський актор[556].
- Ковач Дезидерій Федорович, 87, радянський футболіст та тренер[557].
- Жозе Едуарду душ Сантуш, 79, ангольський політик, Президент Анголи (1979—2017), міністр закордонних справ Анголи (1975—1976, 1984—1985)[558].
- Тоні Сіріко, 79, американський актор[559].

### 7 липня
- Баранов Леонід Михайлович, 78, радянський та російський скульптор[560].
- Джейкоб Нена, 80, політик, Президент Федеративних Штатів Мікронезії (1996—1999)[561].
- Педро Феррандіс, 93, іспанський баскетбольний тренер[562].

### 6 липня
- Джеймс Каан, 82, американський актор[563].
- Браян Марчмент, 53, канадський хокеїст[564].
- Ільтер Тюркмен, 94, турецький дипломат та політик, міністр закордонних справ Туреччини (1980—1983)[565].
- Менні Чарлтон, 80, шотландський музикант та продюсер, гітарист гурту Nazareth[566].

### 5 липня
- Мохаммед Баркіндо, 63, нігерійський політик, генеральний секретар ОПЕК (2016—2022)[567].
- Хо Ван Лі, 93, південнокорейський епідеміолог, вірусолог та педагог[568].
- Павлик Михайло Володимирович, 54, український енергетик та військовик, Заслужений енергетик України (2016)[569].
- Слава Рабинович, 56, російський і американський фінансист та блогер[570].
- Ленні фон Долен, 63, американський актор[571].

### 4 липня
- Алан Блейклі, 82, британський автор пісень та композитор[572].

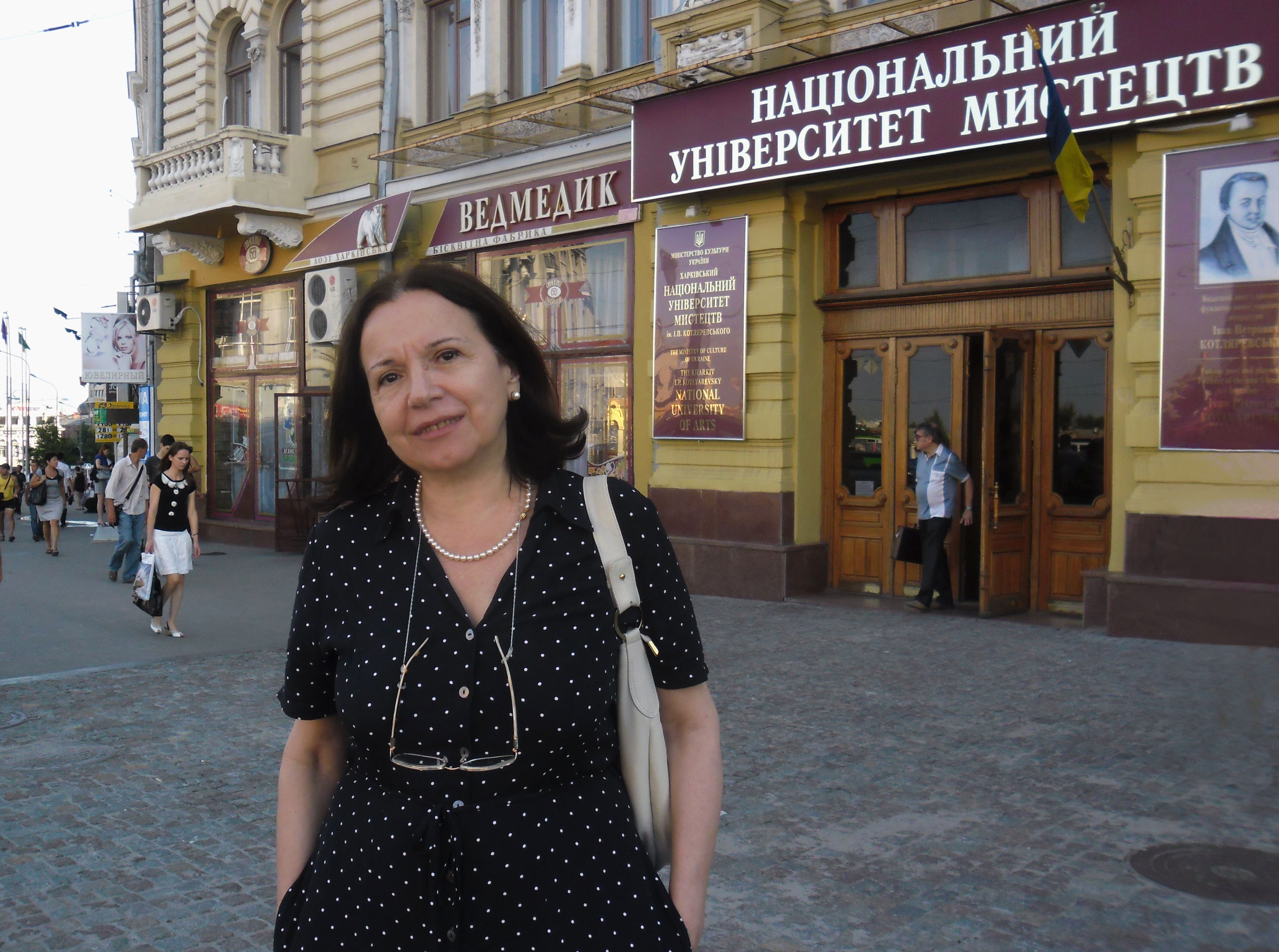
українська піаністка Тетяна Вєркіна у 2011 році

- Вєркіна Тетяна Борисівна, 75, українська піаністка, співачка, педагог та громадська діячка, Народна артистка України (2004)[573].
- Мона Гаммонд, 91, ямайсько-британська акторка[574].
- Ільгамов Тамерлан Айсарович, 28, російський військовик, Герой Росії (посмертно)[575].
- Ремко Камперт, 92, нідерландський письменник, поет та журналіст[576].
- Кубатієв Алан Кайсанбекович, 69, російський і киргизький письменник-фантаст, літературознавець та перекладач[577].
- Януш Купцевич, 66, польський футболіст та тренер[578].
- Остяк Максим Анатолійович, 35, український музикант та військовик[579].

### 3 липня
- Григор'єв Юрій Олександрович, 82, радянський і російський співак (баритон), мистецтвознавець та педагог, Народний артист Росії (1983)[580].
- Роберт Керл, 88, американський хімік та педагог, лауреат Нобелівської премії з хімії (1996, спільно з Гарольдом Крото і Річардом Смоллі)[581].
- Коген Юрій Борисович, 84, радянський і український економіст, фінансист, політик та громадський діяч.
- Сосновський Сергій Валентинович, 67, радянський та російський актор, Народний артист Росії (2004)[582].

### 2 липня
- Пітер Брук, 97, британський режисер, сценарист та письменник[583].
- Енді Горам, 58, шотландський футболіст[584].
- Сусана Досамантес, 74, мексиканська акторка[585].
- Загарія Дмитро Дмитрович, 64, український міліціонер, полковник міліції, начальник ГУМВС Львівської області (2014—2016)[586].
- Міла Мангольд, 114, американська довгожителька[480].
- Лоран Ноель, 102, канадський католицький прелат, єпископ Труа-Рів'єр (1975—1996)[587].

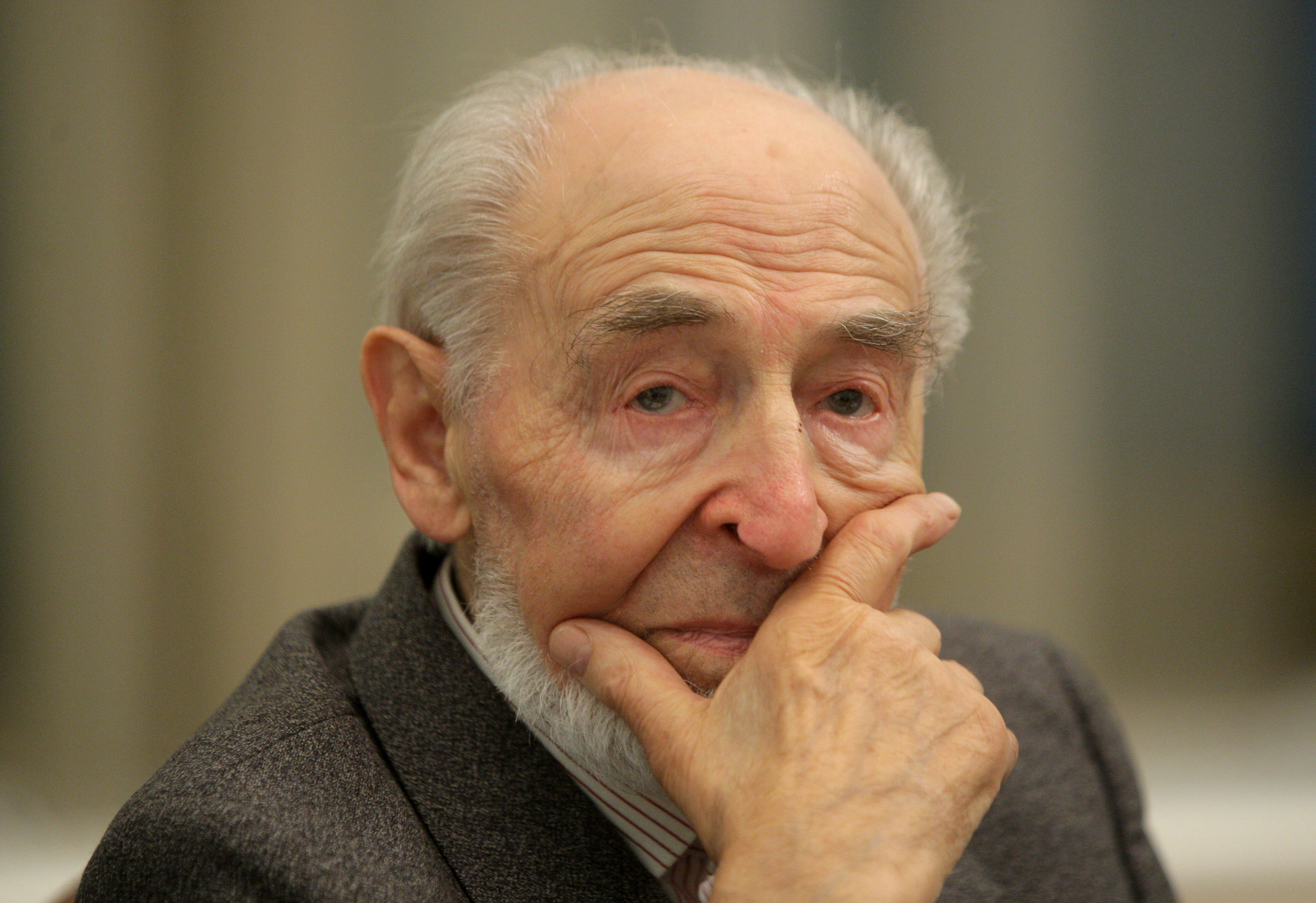
радянський режисер-мультиплікатор Леонід Шварцман у 2011 році

- Шварцман Леонід Аронович, 101, радянський і російський режисер-мультиплікатор та художник анімаційних фільмів[588].

### 1 липня
- Шишков Олександр Валерійович, 42, український спортсмен (пляжний футбол), тренер та функціонер[589].

## Червень

### 30 червня
- Таліта до Валле, 39, бразильська модель, акторка та снайпер[590].
- Жан-Гі Жендрон, 87, канадський хокеїст та тренер[591].
- Володимир Зеленко, 49, американський сімейний лікар, активіст проти щеплень[592].
- Казімеж Зімний, 87, польський легкоатлет[593].
- Калабухін Анатолій Васильович, 92, радянський і український диригент та педагог, Народний артист Української РСР (1991)[594].
- Technoblade, 23, американський ютубер та інтернет-особистість[595].

### 29 червня
- Андронаті Сергій Андрійович, 81, радянський і український хімік-органік, політик та педагог, Заслужений діяч науки і техніки УРСР (1991)[596].
- Гершел Вудроу Вільямс, 98, американський військовик[597].

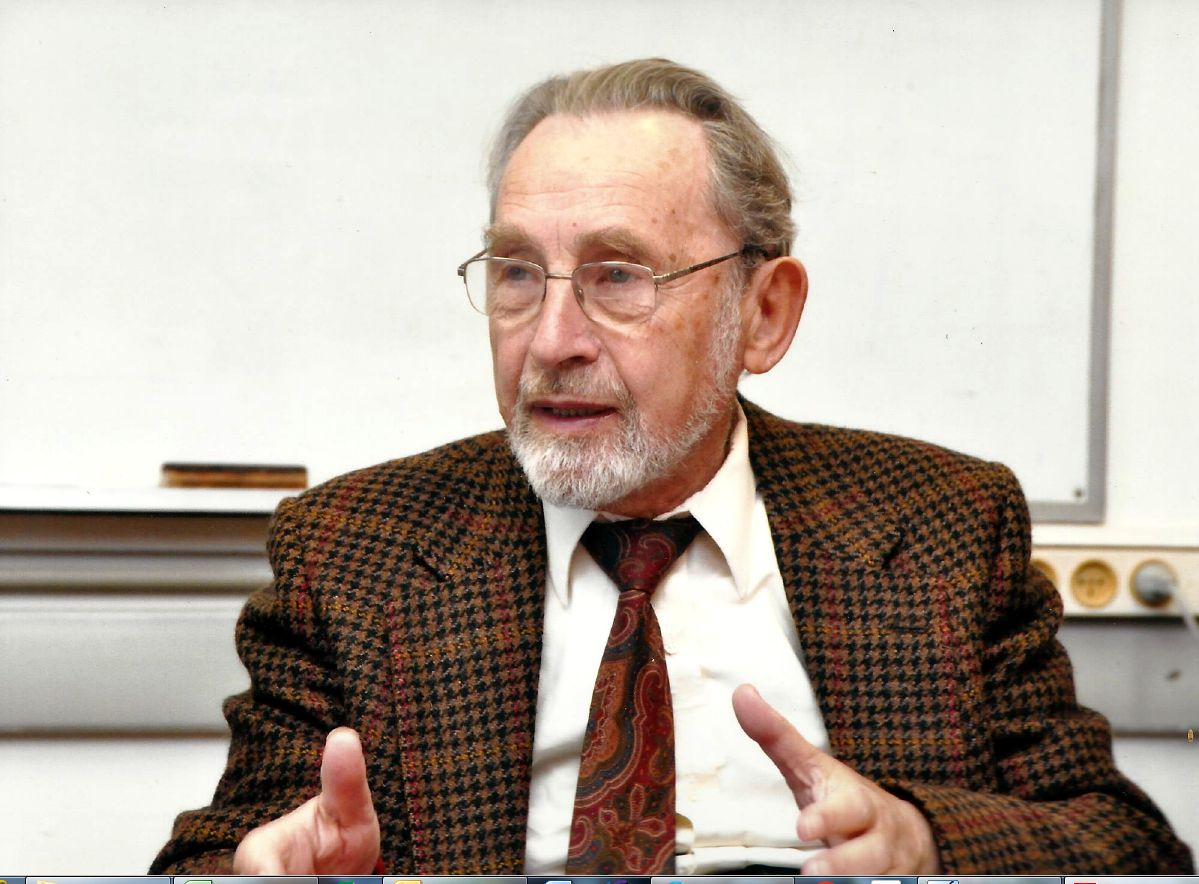
американсько-ізраїльський рабин Девід Вайс Галівні у 2016 році

- Девід Вайс Галівні, 94, американсько-ізраїльський рабин, науковець та педагог[598].
- Козловський Євген Валерійович, 34, російський військовик, Герой Росії (посмертно)[599].
- Коваль Елеонора Захарівна, 91, український біолог[600].
- Джим Паппен, 82, канадський хокеїст[601].
- Сидор Олег Федорович, 76, український історик і теоретик мистецтва[602].

### 28 червня
- Джунейт Аркин, 84, турецький актор, режисер та продюсер[603].
- Барсуков Сергій Ігорович, 29, український військовик, Герой України (посмертно)[604].
- Касільда Бенеґас-Ґаллеґо, 115, парагвайсько-аргентинська довгожителька[605].
- Невілл Гейз, 78, австралійський плавець[606].
- Матс Траат, 85, естонський письменник, поет, сценарист та перекладач[607].

### 27 червня
- Пивовар Анатолій Васильович, 64, український історик та економіст[608].
- Якимович Богдан Зіновійович, 70, український історик та педагог, Заслужений працівник культури України[609].

### 26 червня
- Горобець Юрій Васильович, 90, радянський та російський актор, Народний артист Росії (1993)[610].
- Маргарет Кін, 94, американська художниця[611].
- Матюшенко Михайло Юрійович, 61, український воєнний льотчик[612].

### 25 червня
- Білл Вулсі, 87, американський плавець[613].
- Хав'єр Карденас, 65, мексиканський футболіст[614].

### 24 червня
- Гаррі Грейшн, 74, британський журналіст та телеведучий[615].
- Петрушин Володимир Олександрович, 36, російський воєнний льотчик, Герой Росії (посмертно)[616].

### 23 червня
- Гарцман Аркадій Семенович, 75, радянський і український поет, сценарист та актор[617].
- Грядущий Борис Абрамович, 89, український науковець, фахівець у галузі гірничої механіки, Герой України (2008)[618].
- Стін Кайсер, 84, нідерландська ковзанярка[619].
- Назар Мялікгулиєв, 31, український поет та військовик туркменського походження[620].
- Попов Олександр Миколайович, 26, російський військовик, Герой Росії (посмертно)[621].

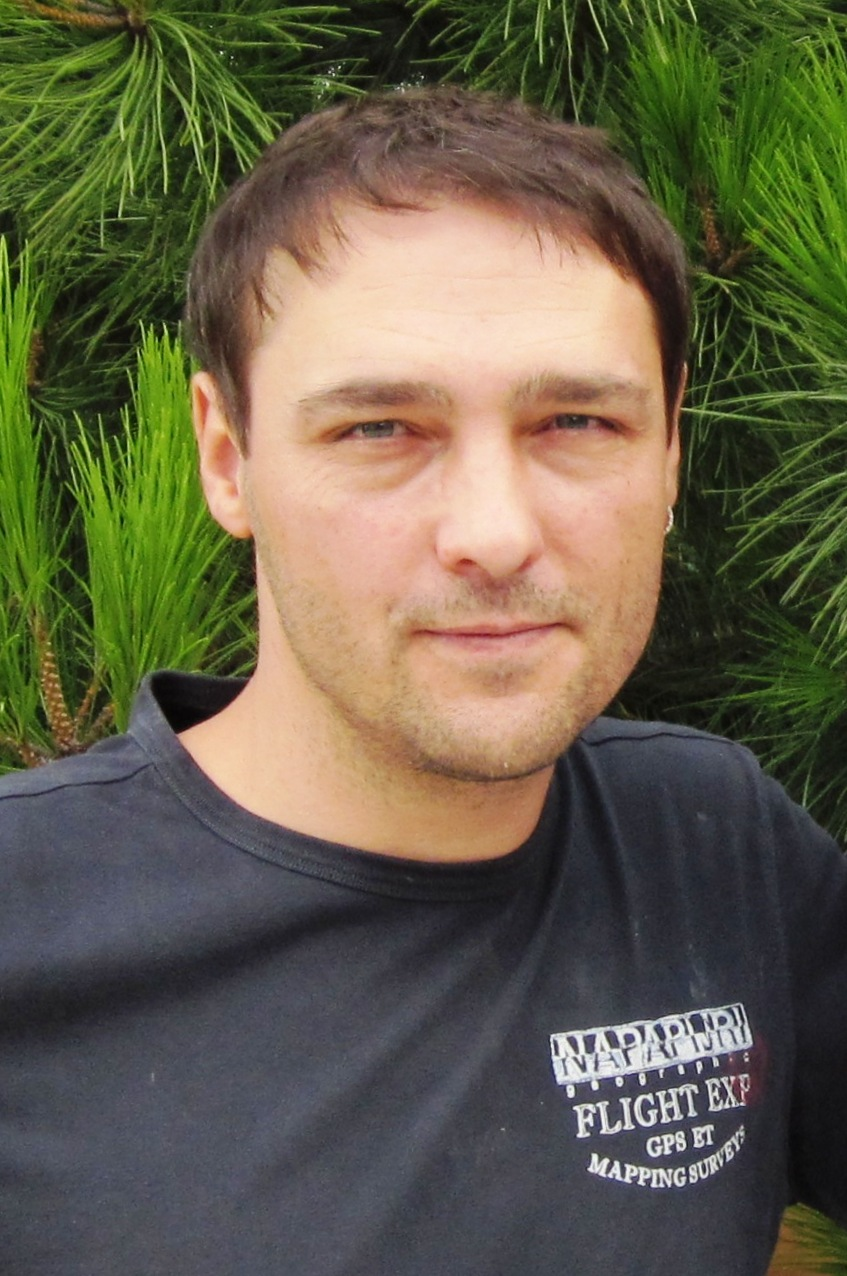
російський співак Юрій Шатунов у 2011 році

- Шатунов Юрій Васильович, 48, радянський та російський співак, соліст гурту Ласковый май (1986—1991)[622].
- Шевчук Федір Харитонович, 69, український журналіст[623].

### 22 червня
- Бабієнко Володимир Андрійович, 74, український поет, письменник та педагог, Заслужений вчитель України (2012).
- Верхогляд Андрій Леонідович, 27, український військовик, Герой України (посмертно)[624].
- Григор'єв Володимир Анатолійович, 68, радянський футболіст[625].
- Йонні Нільссон, 79, шведський ковзаняр[626].
- Сацький Павло Вікторович, 43, український історик права та педагог[627].
- Чеповий Володимир Віталійович, 55, український підприємець, письменник та громадський активіст; дата повідомлення про смерть[628].
- Чуб Олександр Сергійович, ?, український військовик, Герой України (посмертно); дата повідомлення про смерть[629].

### 21 червня
- Дорохін Владислав Олександрович, 21, російський військовик, Герой Росії (посмертно)[630].
- П'єр Нарцис, 45, російський співак камерунського походження[631].

### 20 червня
- Регімантас Адомайтіс, 85, радянський та литовський актор, Народний артист СРСР (1985)[632].
- Карватко Богдан Владиславович, 28, український військовик, Герой України (посмертно)[633].

### 19 червня
- Бурбуліс Геннадій Едуардович, 76, радянський і російський політик та педагог[634].
- Куцин Олег Іванович, 56, український політик, громадський діяч та військовик; дата повідомлення про смерть[635].
- Пацунов Валерій Петрович, 83, український режисер, сценограф та педагог, Заслужений діяч мистецтв України (1992)[636].
- Уффе Еллеман-Єнсен, 80, данський політик, міністр закордонних справ Данії (1982—1993)[637].

### 18 червня
- Димид Артемій Михайлович, 27, український громадський активіст, мандрівник та військовик[638].
- Наконечний Павло Юрійович, 25, український громадський діяч та військовик[639].

### 17 червня
- Конорєв Олександр Володимирович, 37, російський військовик, Герой Росії (посмертно)[640].
- Саша Скул, 33, російський репер[641].

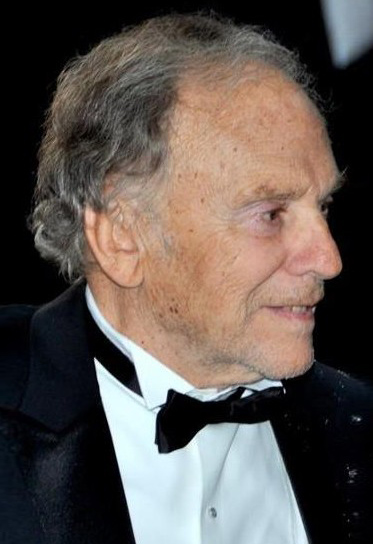
французький актор Жан-Луї Трентіньян у 2012 році

- Жан-Луї Трентіньян, 91, французький актор, режисер та автогонщик[642][643].

### 16 червня
- Тоні Бошкович, 89, австралійський футбольний суддя хорватського походження, арбітр ФІФА (1965—1982)[644].
- Савка Орест Іванович, 83, український актор, режисер, сценарист та громадський діяч, Заслужений діяч мистецтв України (2006)[645].
- Тім Сейл, 66, американський художник коміксів[646].

### 15 червня
- Гречко Іван Михайлович, 93, український колекціонер, мистецтвознавець та громадський діяч[647].
- Зданович Іван Юліянович, 95, білоруський педагог, краєзнавець та громадський діяч; дата повідомлення про смерть[648].

### 14 червня
- Степанов Володимир Севастянович, 95, радянський політик та дипломат, посол СРСР у Фінляндії (1973—1979)[649].

### 13 червня
- Роландо Серрано, 83, колумбійський футболіст та тренер[650].
- Спірін Андрій Олександрович, 39, російський військовик, Герой Росії (посмертно)[651].
- Александер Фрейзер, 85, британсько-американський інформатик[652].

### 11 червня
- Бернд Бранш, 77, німецький футболіст[653].
- Храпко Євген Вікторович, 37, український воєнний медик[654].

### 10 червня
- Золтан Дернеі, 62, британський лінгвіст угорського походження[655].
- Мороз Олег Романович, 29, український військовик, Герой України (2022)[656].
- Шерон Остер, 73, американський економіст та педагог[657][658].
- Чубашев Олексій Олександрович, 30, український воєнний журналіст[659].

### 9 червня
- Біллі Бінгем, 90, північноірландський футболіст та тренер[660].
- Кравець Володимир Йосипович, 86, радянський і український архітектор, художник та педагог[661].
- Джулі Круз, 65, американська співачка[662].
- Молибога Олег Олексійович, 69, радянський і російський волейболіст та тренер[663].
- Ратушний Роман Тарасович, 24, український громадський активіст[664].
- Олександр Август Чумаков, 64, український релігійний та громадський діяч, засновник благодійного фонду «Світлий дім»[665].

### 8 червня
- Василенко Анатолій Петрович, 83, український художник[666].
- Дейл Йоргенсон, 89, американський економіст та педагог[667].
- Шумілін Андрій Анатолійович, 52, радянський та російський борець вільного стилю[668].

### 7 червня

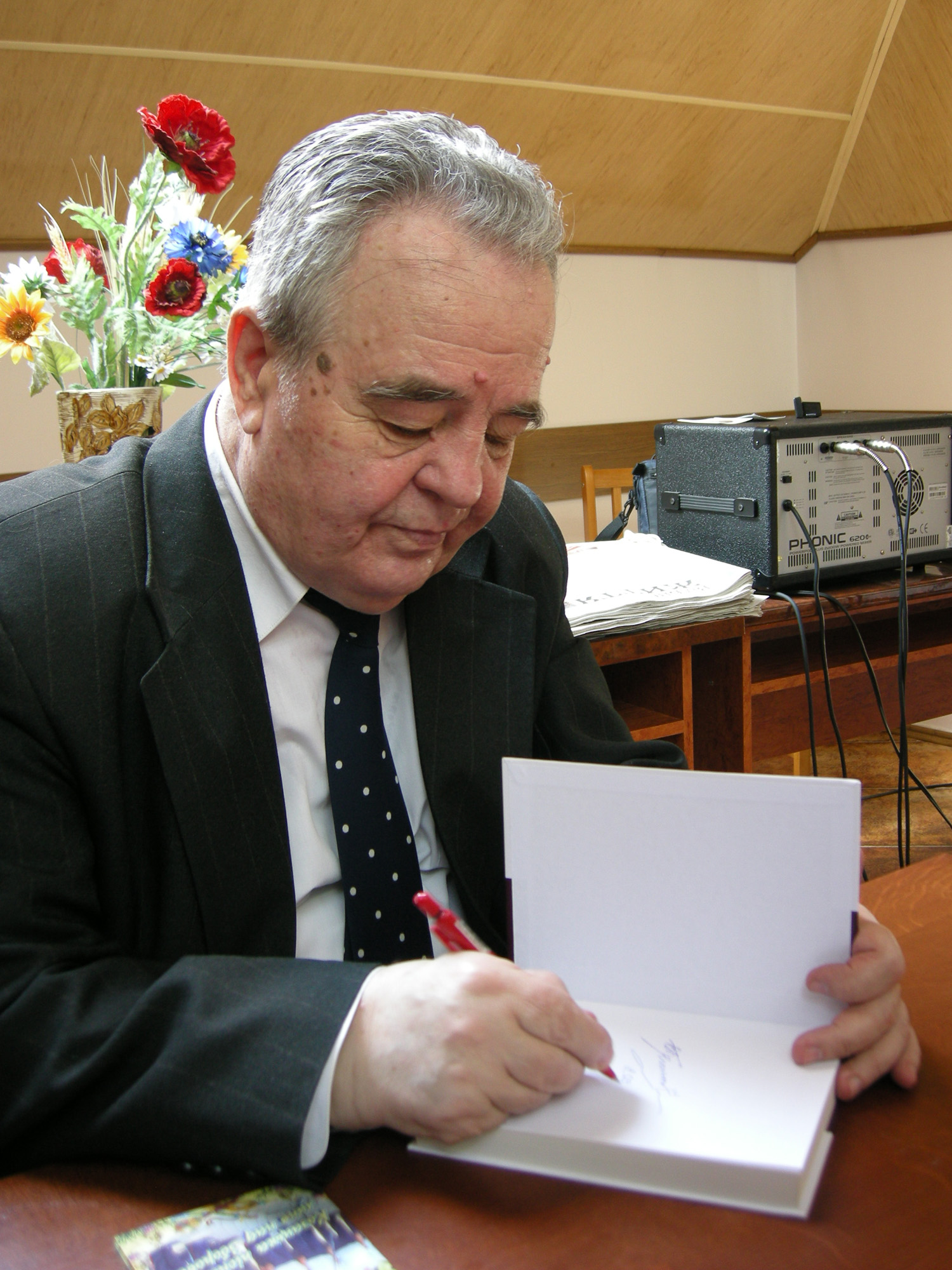
український письменник Володимир Білінський у 2012 році

- Білінський Володимир Броніславович, 86, український письменник[669].
- Йоханес Габріель, 52, німецький актор та педагог[670].
- Марко Луццаго, 71, італійський підприємець, лейтенант великого магістерства Мальтійського ордену (2020—2022)[671].
- Ладіслав Олійник, 90, чехословацький хокеїст та тренер[672].
- Пономаренко Марія Антонівна, 77, українська письменниця[673].
- Райво Трасс, 76, естонський актор, режисер та педагог[674].

### 6 червня
- Жержевський Сергій Олександрович, 34, український військовик, Герой України (посмертно)[675].
- Ерік Нестеренко, 88, канадський хокеїст[676].
- Ройзман Зиновій Олександрович, 80, радянський і російський режисер та сценарист, Заслужений діяч мистецтв Росії (2018)[677].
- Рюмін Валерій Вікторович, 82, радянський космонавт, Герой Радянського Союзу (1979, 1980)[678].

### 5 червня
- Пітер Ашерл, 68, німецький хокеїст канадського походження[679].
- Кутузов Роман Володимирович, 53, російський воєначальник, генерал-майор, Герой Росії (посмертно)[680].
- Алек Джон Сач, 70, американський музикант, бас-гітарист гурту Bon Jovi[681].
- Чхеїдзе Темур Нодарович, 78, радянський, грузинський і російський режисер та актор, Народний артист Грузинської РСР (1981), Народний артист Росії (1994)[682].

### 4 червня
- Ковтун Дмитро Володимирович, 56, російський підприємець, фігурант справи про отруєння О. Литвиненка; COVID-19[683].
- Щербак Василь Артемович, 94, український мистецтвознавець, Заслужений діяч мистецтв України (2004).

### 3 червня
- Ларрі Гіллмен, 85, канадський хокеїст та тренер[684].
- Кен Келлі, 76, американський художник-фантаст[685].
- Френк Кларк, 78, британський футболіст та тренер[686].
- Горан Санкович, 42, словенський футболіст[687].

### 2 червня
- Задорожна Людмила Іванівна, 80, українська художниця[688].
- Маляр Володимир Миколайович, 81, радянський та український актор, Народний артист Української РСР (1979)[689].
- Назарук Юрій Володимирович, ?, український військовик, Герой України (посмертно)[690].
- Карл Стінер, 85, американський воєначальник, генерал армії США[691].

### 1 червня
- Ілля Елошвілі, 47, грузинський політик, міністр енергетики Грузії (2016, 2017)[692].
- Іштван Секе, 75, угорський футболіст та тренер[693].

## Травень

### 31 травня
- Долінський Анатолій Андрійович, 90, український науковець у галузі теплоенергетики, тепломасообміну та теплотехнологій, педагог, Заслужений діяч науки і техніки України (1991)[694].

- КК, 53, індійський співак[695].

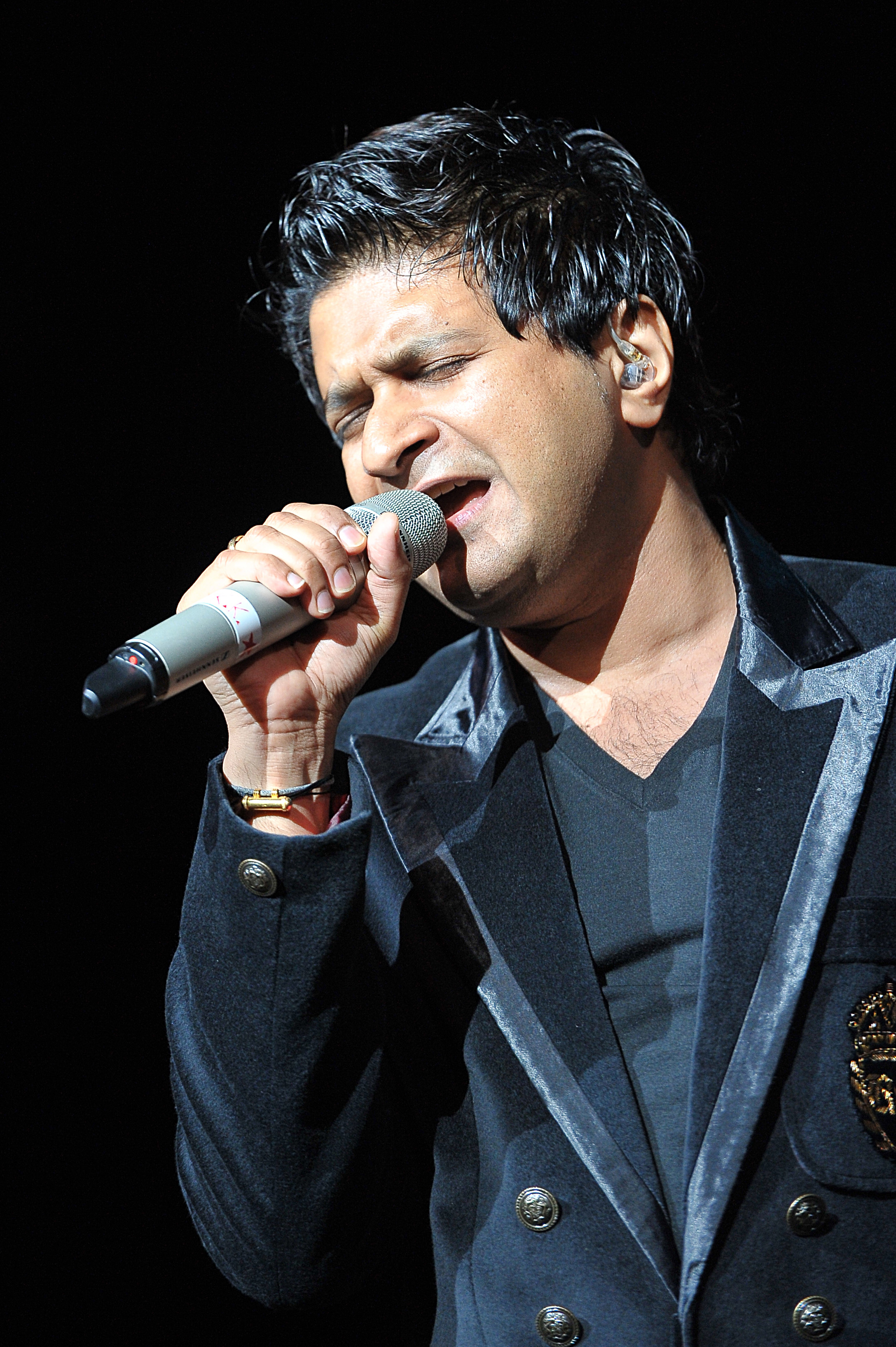
індійський співак КК у 2012 році

- Жак Н'Геа, 66, камерунський футболіст[696].
- Стефанов Олександр Іванович, 40, російський військовик, Герой Росії (посмертно)[697].

### 30 травня
- Мілтон Гонсалвіш, 88, бразильський актор та режисер[698].
- Довжик Василь Михайлович, 78, український письменник, актор та радіоведучий, Заслужений діяч мистецтв України (2006)[699].
- Ігнатов Володимир Миколайович, 36, російський військовик, Герой Росії (посмертно)[700].
- Борис Пахор, 108, словенський письменник[701].
- Роджер Шепард, 93, американський психолог та педагог[702].
- Япринцев Віктор Захарович, 67, радянський і російський футболіст та арбітр[703].

### 29 травня
- Аусма Кантане, 80, радянська і латвійська акторка та політична діячка, Народна артистка Латвійської РСР (1990)[704].
- Соколовський Андрій Андрійович, 28, російський військовик, Герой Росії (посмертно)[705].

### 28 травня
- Бо Гопкінс, 80, американський актор[706].
- Дерех Віталій Мирославович, 34, український журналіст[707].
- Заволянський Валерій Іванович, 28, російський військовик, Герой Росії (посмертно)[708].
- Еварісту Карвалью, 80, політик, Президент Сан-Томе і Принсіпі (2016—2021), Прем'єр-міністр Сан-Томе і Принсіпі (2001—2002)[709].
- Буяр Нішані, 55, албанський політик, Президент Албанії (2012—2017); COVID-19[710].
- Семенов Дмитро Володимирович, 32, російський військовик, Герой Росії (посмертно)[711].

### 27 травня
- Жаворонков Михайло Борисович, 52, український ілюзіоніст, режисер та педагог[712].
- Карнаухов Сергій Олександрович, 43, український спортсмен (пауерліфтинг) та військовик[713].
- Міягашев Аймир Євгенович, 26, російський військовик, Герой Росії (посмертно)[714].
- Панчук Надія Михайлівна, 81, українська поетеса[715].
- Міхаель Села, 98, ізраїльський лікар-імунолог, хімік та педагог[716].
- Анджело Содано, 94, італійський кардинал, держсекретар Святого Престолу і Ватикану (1991—2006), декан Колегії кардиналів (2005—2019); COVID-19[717].

### 26 травня
- Кукуруза Теодор Дмитрович, 65, український поет, композитор та виконавець пісень[718].

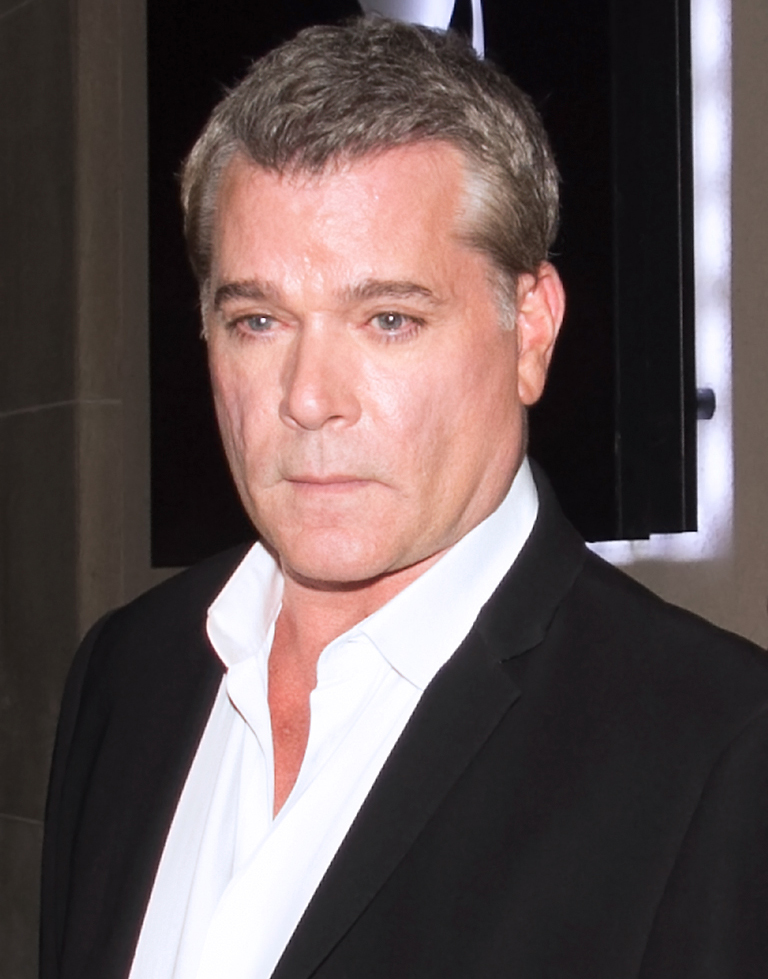
американський актор Рей Ліотта у 2012 році

- Рей Ліотта, 67, американський актор та продюсер[719].
- Чіріако Де Міта, 94, італійський політик, Прем'єр-міністр Італії (1988—1989)[720].
- Єньо Тодоров, 79, болгарський борець вільного стилю[721].
- Ендрю Флетчер, 60, британський музикант, співзасновник гурту Depeche Mode[722][723].
- Яковенко Володимир Мефодійович, 87, радянський і український фізик та педагог, Заслужений діяч науки і техніки України (1990)[724].

### 25 травня
- Тобі Берґер, 81, американський науковець у галузі теорії інформації[725].
- Досягаєв Олександр Сергійович, 32, російський військовик, Герой Росії (посмертно)[726].
- Солодкий Вадим Петрович, 51, український футболіст; дата повідомлення про смерть[727].

### 23 травня
- Майя Лідія Коссаковська, 50, польська письменниця-фантаст та журналістка[728].
- Ілкка Суомінен, 83, фінський політик[729].

### 22 травня
- Боташев Канамат Хусеєвич, 63, російський воєначальник, генерал-майор, Герой Росії (посмертно)[730].
- Дмитрієнко Марія Федорівна, 87, радянський і український історик та педагог, Заслужений діяч науки і техніки України (1995)[731].
- Прудкий Олег Вікторович, 30, український боксер[732].

### 21 травня
- Величко Наталія Яківна, 81, радянська і російська акторка та режисер, Заслужена артистка Росії (1985)[733].
- Гороховодацький Сергій Олексійович, 72, радянський і казахстанський футболіст та тренер[734].
- Марко Корнес, 63, чилійський футболіст[735].
- Ліщук Володимир Савич, 81, український спортивний тренер та педагог[736].
- Шишков Олександр Володимирович, 34, російський військовик, Герой Росії (посмертно)[737].

### 20 травня
- Хамхоєв Адам Єрахович, 30, російський військовик, Герой Росії (посмертно)[738].

### 19 травня
- Григорюк Іван Панасович, 80, український біолог, еколог та педагог, Заслужений діяч науки і техніки України (2009)[739].
- Чете Лера, 72, іспанський актор; ДТП[740].

### 18 травня
- Фаузі Мансурі, 66, алжирський футболіст[741].
- Смик Олександр Іванович, 64, український бард та драматург, Заслужений діяч мистецтв України (2018)[742].

### 17 травня

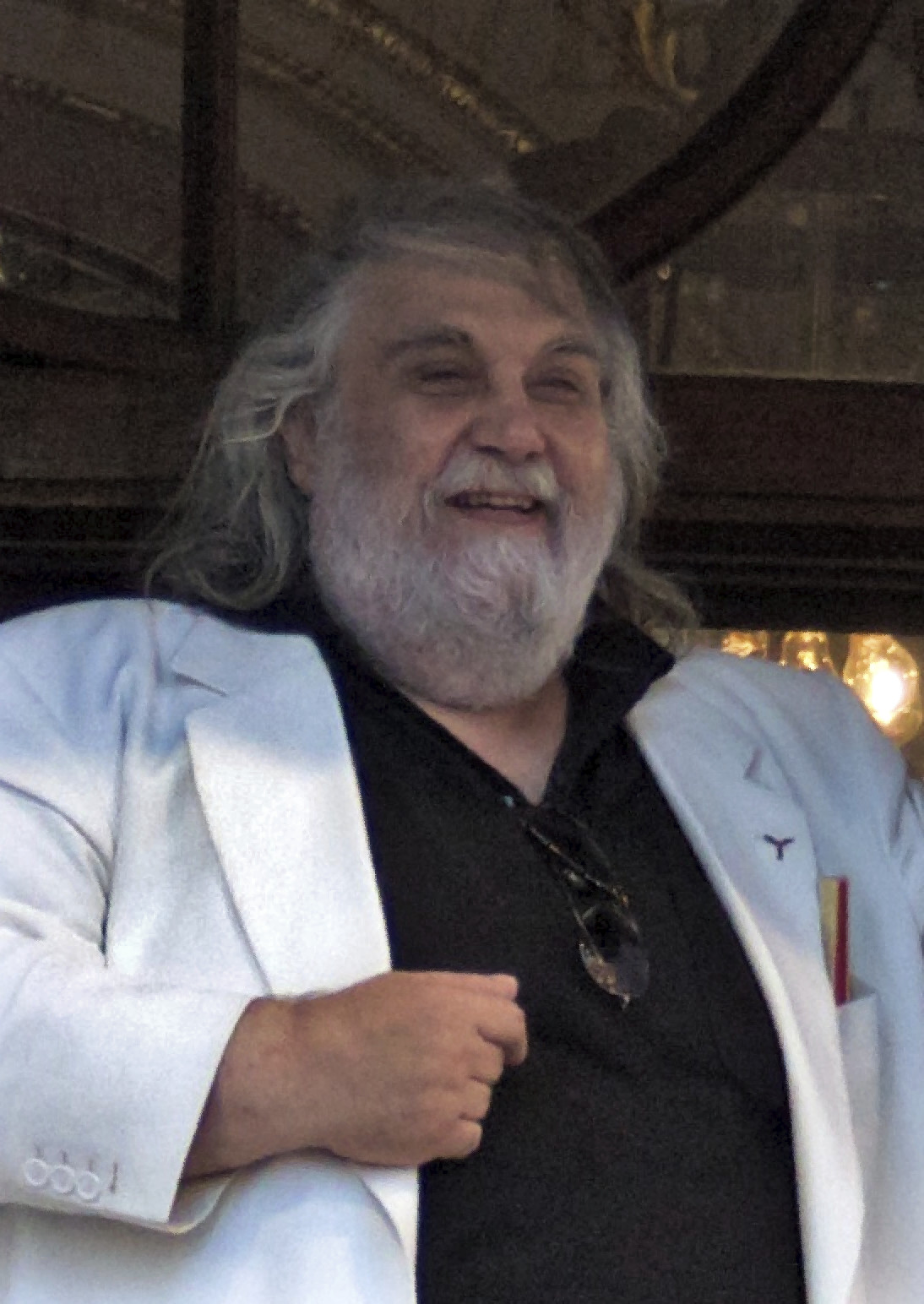
грецький композитор Вангеліс у 2012 році

- Вангеліс, 79, грецький композитор та продюсер; COVID-19[743].
- Клименко Віктор Іванович, 90, український художник, Заслужений діяч мистецтв України (2000)[744].
- Франсіско Родрігес Гарсія, 88, іспанський каталонський футболіст та тренер[745].

### 16 травня
- Іларіон (Капрал), 74, предстоятель РПЦЗ, митрополит Східно-Американський та Нью-Йоркський (2008—2022)[746].

### 15 травня
- Єжи Треля, 80, польський актор[747].
- Шон Шенаген, 71, канадський хокеїст[748].

### 14 травня
- Ібрагімов Ренат Ісламович, 74, радянський і російський співак (баритон) та продюсер, Народний артист Росії (1981)[749].
- Пархоменко Сергій Ігорович, 25, український військовик, Герой України (посмертно)[750].
- Полонський Фелікс Михайлович, 81, український художник[751].
- Максі Ролон, 27, аргентинський футболіст; ДТП[752].

### 13 травня
- Тереса Берганса, 89, іспанська співачка (меццо-сопрано) та педагог[753].
- Бен Рой Моттельсон, 95, данський фізик, лауреат Нобелівської премії з фізики (1975, спільно з Оге Нільсом Бором та Лео Джеймсом Рейнвотером)[754].
- Халіфа бін Заїд Аль Нахайян, 73, еміратський політик, Президент ОАЕ (2004—2022)[755].
- Lil Keed, 24, американський репер[756].

### 12 травня
- Ґафур Акбар Дармапутра, 58, індонезійський дипломат, посол Індонезії в Україні (2021—2022)[757].
- Ковтун Геннадій Прокопович, 85, радянський і український фізик-матеріалознавець та педагог[758].
- Цвєтков Олексій Петрович, 75, російський поет, письменник та перекладач[759].

### 11 травня
- Єрун Брауверс, 82, нідерландський письменник та журналіст[760].
- Генк Грот, 83, нідерландський футболіст[761].

### 10 травня

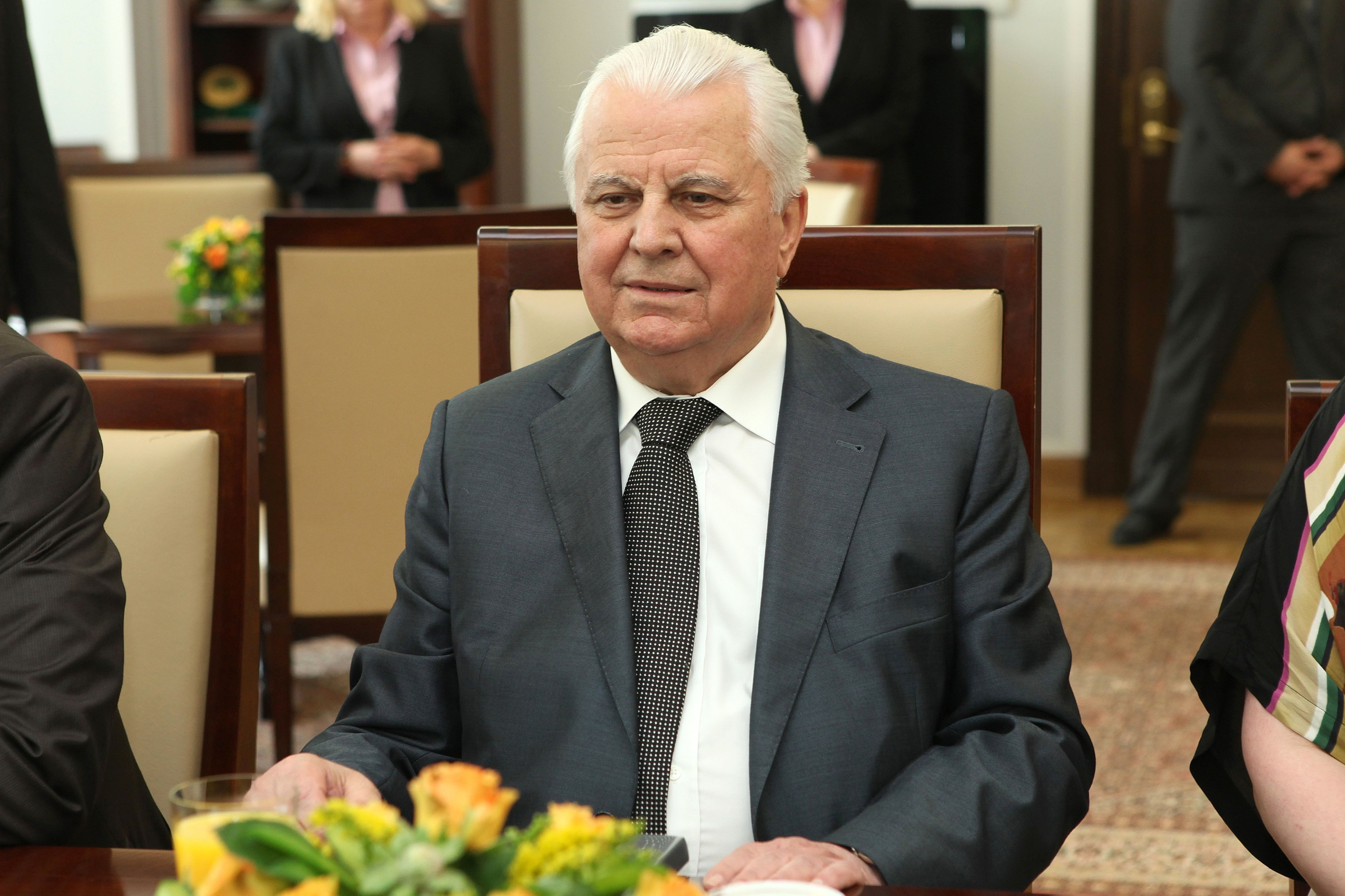
український політик, перший президент незалежної України, Леонід Кравчук у 2013 році

- Кравчук Леонід Макарович, 88, український політик та економіст, Президент України (1991—1994), Герой України (2001)[762].
- Боб Леньє, 73, американський баскетболіст та тренер[763].

### 9 травня
- Дубров Денис Віталійович, 33, український плавець-паралімпієць[764].
- Жванія Давид Важаєвич, 56, український політик та підприємець грузинського походження, міністр надзвичайних ситуацій України (2005)[765].
- Ріеко Кодама, 59, японська розробниця відеоігор, геймдизайнер та продюсер[766].
- Лінда Ле, 58, французька письменниця в'єтнамського походження[767].
- Джоді Лукокі, 29, конголезький та нідерландський футболіст[768].

### 8 травня
- Богач Василь Володимирович (Іван Богдан), 42, український військовик та письменник[769].
- Фред Ворд, 79, американський актор[770].
- Жежеленко Ігор Володимирович, 92, український науковець та педагог, Заслужений діяч науки і техніки України (1990)[771].
- Слющинський Богдан Васильович, 75, український поет, соціолог та педагог[771].

### 7 травня
- Авербах Юрій Львович, 100, радянський шахіст, гросмейстер (1952)[772].
- Адаменко Микола Петрович, 90, український письменник та філолог[773].
- Антон Арієта, 76, іспанський футболіст[774].
- Бедзай Ігор Володимирович, 49, український військовик, Герой України (посмертно)[775].
- Попов Руслан Юрійович, 44, український військовик, Герой України (посмертно)[776].

### 6 травня
- Борота Віктор Степанович, 85, український тренер з вільної боротьби, поет та письменник[777].
- Патриція Маккілліп, 74, американська письменниця-фантаст[778].
- Джордж Перес, 67, американський художник-карикатурист та автор коміксів[779].

### 5 травня
- Лео Вільден, 85, німецький футболіст[780].
- Духовний Леонід Самійлович, 83, радянський і американський бард[781].

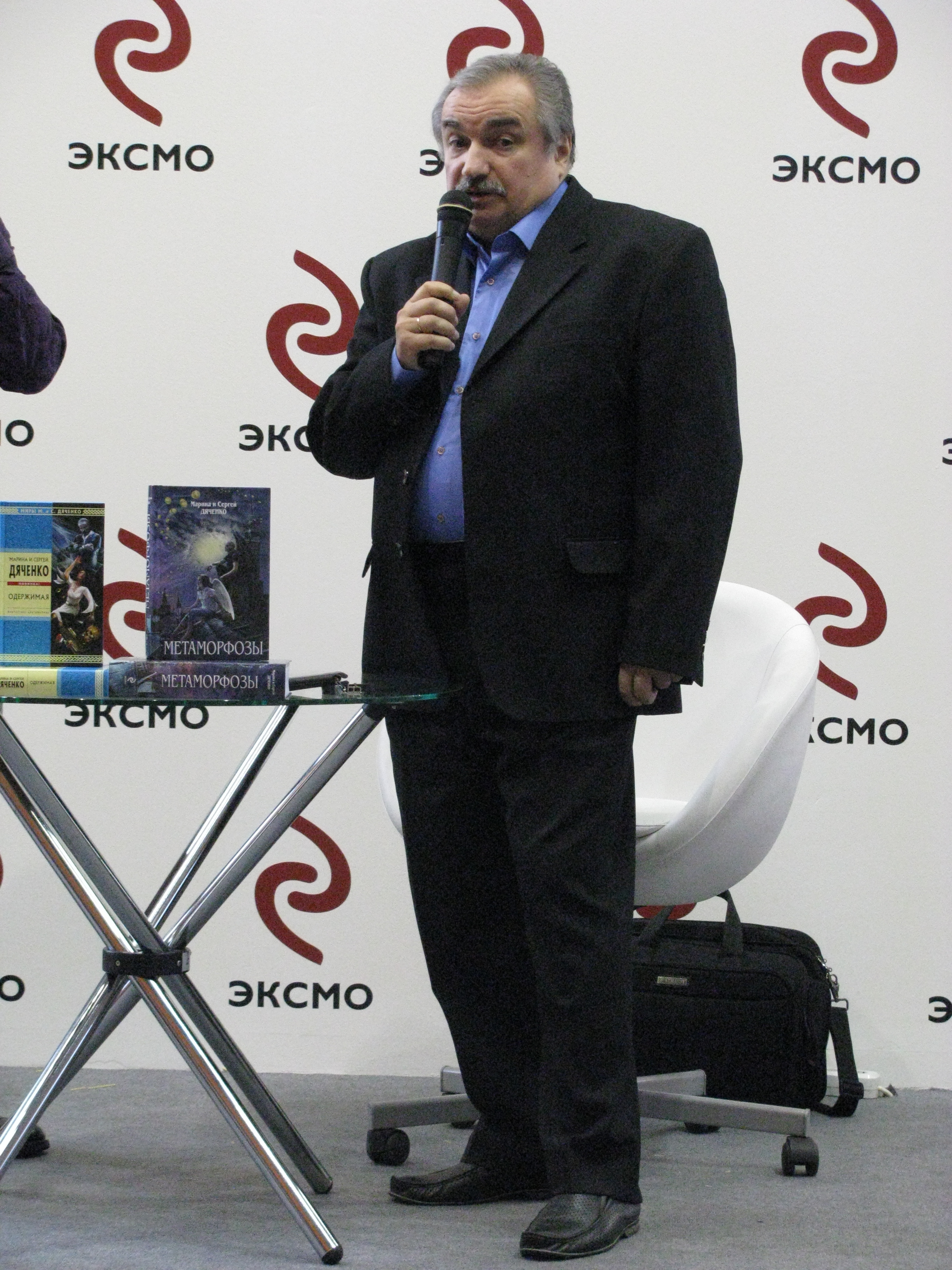
український письменник Сергій Дяченко у 2011 році

- Дяченко Сергій Сергійович, 77, український письменник-фантаст та сценарист[782].
- Євстіфеєв Павло Федорович, 77, український педагог, Заслужений вчитель України (1996)[783].
- Рибалка Олександр Володимирович, 55, український і ізраїльський російськомовний письменник, журналіст та перекладач[784].
- Стеценко Святослав Олександрович, 56, український громадський діяч та військовик[785].

### 4 травня
- Махов Олександр Володимирович, 36, український журналіст та військовик[786].

### 3 травня
- Ліно Каполікйо, 78, італійський актор, режисер та сценарист[787].
- Качараба Степан Петрович, 64, український історик, краєзнавець та педагог[788].
- Шушкевич Станіслав Станіславович, 87, радянський та білоруський політик, голова Верховної Ради Республіки Білорусь (1991—1994); COVID-19[789].

### 2 травня
- Васенін Юрій Миколайович, 78, радянський футболіст та тренер[790].
- Джозеф Раз, 83, ізраїльський філософ та педагог[791].

### 1 травня
- Нафталі Блюменталь, 100, ізраїльський політик[792].
- Звоник Дан Русланович, 25, український спортсмен (кіокушинкай карате); дата повідомлення про смерть[793].
- Івиця Осим, 80, югославський і боснійський футболіст та тренер[794].

## Квітень

### 30 квітня
- Боровик Руслан Анатолійович, 41, український військовик та фотограф[795].
- Коваленко Володимир Сергійович, 80, радянський та український фізик, Заслужений діяч науки і техніки України (1993)[796].
- Боб Крюгер, 86, американський політик та дипломат, посол США у Бурунді (1994—1995) і Ботсвані (1996—1999)[797].
- Панченко Любов Михайлівна, 84, українська художниця та модельєр[798].
- Міно Райола, 54, нідерландський футбольний агент італійського походження[799].
- Старчков Олександр Іванович, 21, російський військовик, Герой Росії (посмертно)[800].
- Шаймарданов Дамір Едуардович, 23, російський військовик, Герой Росії (посмертно)[801].

### 29 квітня
- Мединський Максим Сергійович, 33, український журналіст[802].
- Онуфрійчук Михайло Якович, 77, український політик, історик та педагог, міністр преси та інформації України (1994—1996); дата повідомлення про смерть.
- Симонов Андрій Дмитрович, 55, російський воєначальник, генерал-майор[803].

### 28 квітня
- Віра Гирич, 54, українська журналістка[804].
- Пацера Віталій Володимирович, 86, український композитор[805].
- Рофе-Бекетов Федір Семенович, 89, радянський і український математик та педагог[806].
- Ященко Ярослав Володимирович, 95, радянський і український фізик та педагог.

### 27 квітня
- Жильбер Фесселє, 94, швейцарський футболіст[807].

### 26 квітня
- Ісмаїл Оган, 89, турецький борець вільного стилю[808].
- Клаус Шульце, 74, німецький музикант[809].

### 25 квітня
- Хоссейн Ебрагіміян, 89, іранський борець вільного та греко-римського стилю[810].
- Лопатін Михайло Олексійович, 81, український військовик та науковець, генерал-полковник, командувач повітряних сил ЗС України (1992—1996)[811].

### 23 квітня

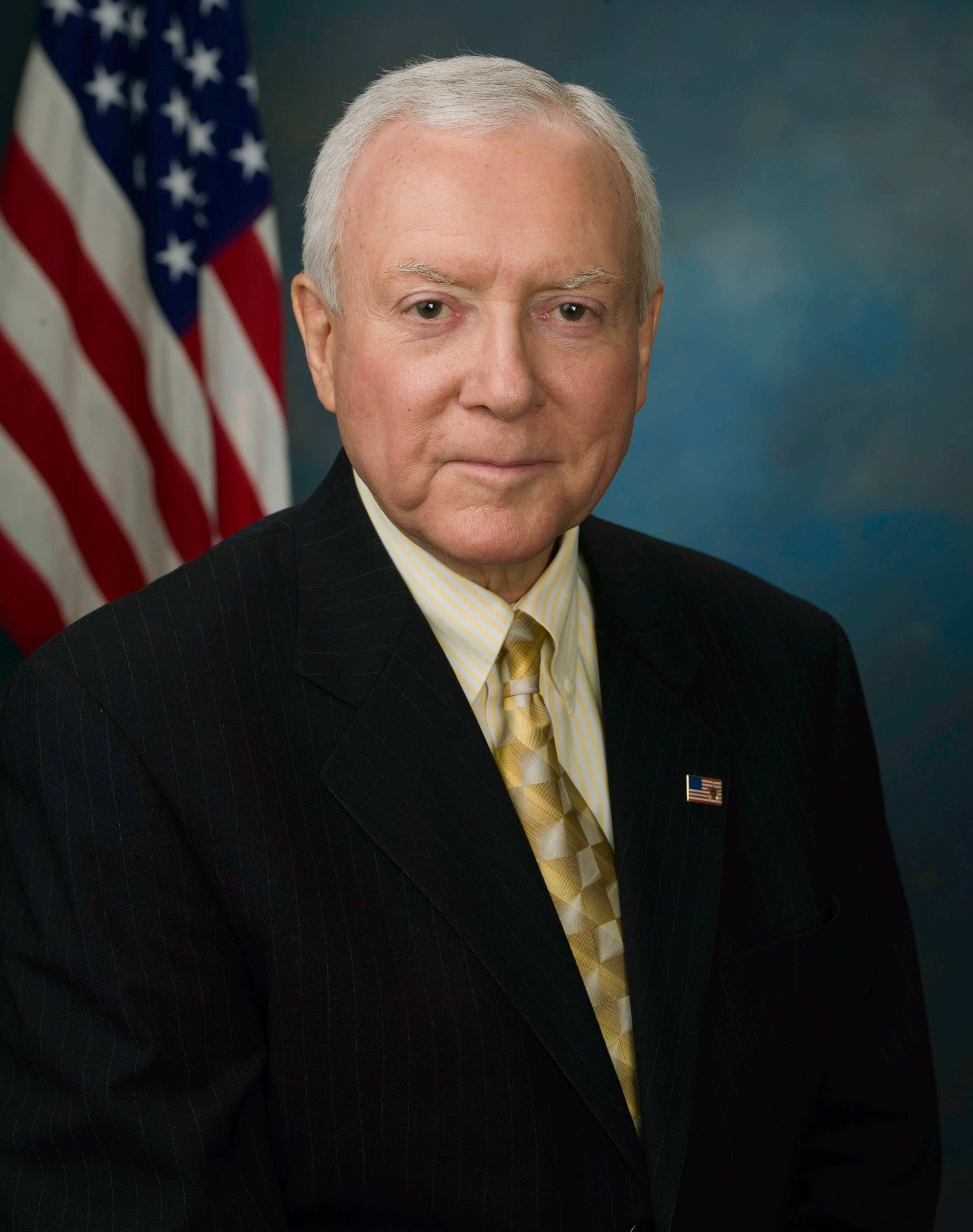
американський політик Оррін Гетч у 2007 році

- Оррін Гетч, 88, американський політик[812].

### 22 квітня
- Гриценко Артур Володимирович, 43, український футболіст[813].
- Звягінцев Віктор Олександрович, 71, радянський і український футболіст та футбольний арбітр[814].
- Гі Лафлер, 70, канадський хокеїст[815].
- Сергій Скальд, 43, український поет та військовик[816].
- Стефан (Корзун), 78, ієрарх РПЦ, архієпископ Пінський та Лунинецький (2000—2022)[817].

### 21 квітня
- Бондаревська Ольга Дмитрівна, 86, український педагог, науковець, організатор навчально-виховного процесу[818].
- Денщиков Володимир Анатолійович, 69, радянський і український актор та художник, Народний артист України (2002)[819].
- Мваї Кібакі, 90, кенійський політик, Президент Кенії (2002—2013)[820].
- Жак Перрен, 80, французький актор, продюсер та режисер[821].
- Скрентович Ярослав Юрійович, 73, український архітектор.

### 20 квітня
- Ільда Бернард, 101, аргентинська акторка[822].
- Бідняк Іван Олександрович, 36, український спортсмен (кульова стрільба)[823].

### 19 квітня
- Карлос Лукас, 91, чилійський боксер[824].
- Сова Сергій Олександрович, 35, український спортсмен та військовик, Герой України (посмертно)[825].
- Танака Кане, 119, японська довгожителька[826].

### 18 квітня
- Алфеєва Лідія Миколаївна, 76, радянська легкоатлетка (стрибки у довжину)[827].
- Валеріо Еванджелісті, 69, італійський письменник-фантаст[828].
- Анджей Кожиньський, 82, польський композитор[829].
- Герман Нітш, 83, австрійський художник[830].

### 17 квітня
- Катрін Спаак, 77, бельгійсько-італійська акторка та співачка[831].

### 16 квітня
- Анастасьєва Маргарита Вікторівна, 97, радянська і російська акторка та письменниця, Заслужена артистка Росії (1967)[832].
- Гайдук Микола Васильович, 74, український художник[833].
- Йоахім Штрайх, 71, німецький футболіст[834].

### 15 квітня
- Майк Боссі, 65, канадський хокеїст[835].
- Клещенко Василь Петрович, 45, російський воєнний льотчик, Герой Росії (посмертно)[836].
- Чарльз Генрі Пламб, 79, британський політик[837].
- Середюк Єгор Васильович, 26, український воєнний льотчик, Герой України (посмертно)[838].

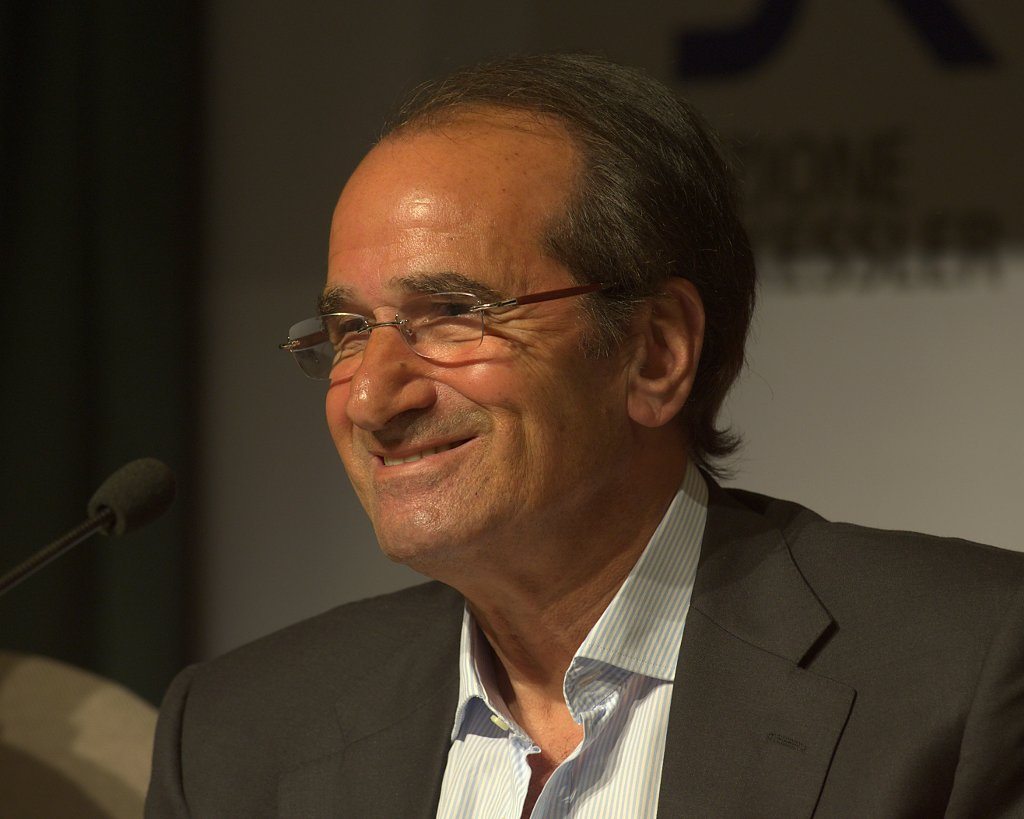
французький економіст Жан-Поль Фітуссі у 2009 році

- Жан-Поль Фітуссі, 79, французький економіст та педагог[839].
- Хромченков Володимир Олександрович, 38, український та російський військовик, капітан 2-го рангу[840].
- Ліз Шерідан, 93, американська акторка[841].

### 14 квітня
- Каневська Владислава Дмитрівна, 52, українська громадська діячка[842].
- Ілкка Канерва, 74, фінський політик та дипломат, міністр закордонних справ Фінляндії (2007—2008)[843].
- Михаїл (Лярош), 79, архієрей Православної церкви України, письменник та богослов[844].
- Птушкін Володимир Михайлович, 73, радянський і український композитор, піаніст та педагог, Народний артист України (2009)[845].

### 13 квітня
- Мішель Буке, 96, французький актор та педагог[846].
- Купрін Антон Валерійович, 43, російський військовик, капітан 1-го рангу[847].
- Том Маккарті, 61, канадський хокеїст[848].
- Фредді Рінкон, 55, колумбійський футболіст та тренер; ДТП[849].
- Вольфганг Фаріан, 80, німецький футболіст[850].
- Шаропов Біжан Рашидович, 32, український біолог та військовик[851].

### 12 квітня
- Воробйова Ірина Миколаївна, 63, радянська фігуристка[852].
- Гілберт Готтфрід, 67, американський актор[853].
- Костишин Степан Степанович, 90, український біолог та педагог, ректор Чернівецького університету (1987—2001), Заслужений діяч науки і техніки України (1990)[854].

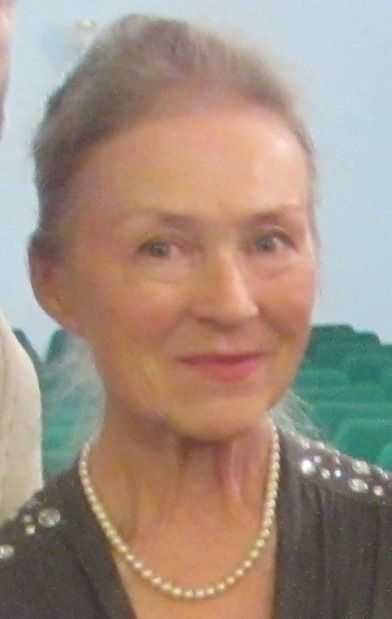
українська акторка та політик Лариса Хоролець у 2016 році

- Хоролець Лариса Іванівна, 73, радянська і українська акторка, драматург та політична діячка, міністр культури України (1991—1992), Народна артистка Української РСР (1988)[855].
- Чуб Олександр Володимирович, 25, український військовик[856].
- Звонимир Янко, 89, хорватський математик та педагог[857].
- Яшин Сергій Анатолійович, 60, радянський хокеїст[858].

### 11 квітня
- Бакуменко Олександр Борисович, 62, український політик та громадський діяч[859].
- Дибченко Ігор Васильович, 61, радянський і український футболіст та тренер[860].
- Калмиков Олексій Миколайович, 33, російський військовик, Герой Росії (посмертно)[861].

### 10 квітня
- Косенко Іван Семенович, 81, радянський і український ботанік та педагог, директор дендропарку «Софіївка», Заслужений працівник культури України (2000)[862].
- Межуєв Денис Валерійович, 39, російський військовик, Герой Росії (посмертно)[863].
- Старостіна Римма Федорівна, 83, радянська і українська легкоатлетка та тренер[864].

### 9 квітня
- Дашко Ігор Тарасович, 44, український військовик, Герой України (посмертно)[865].
- Джек Хіггінс, 92, британський письменник[866].

### 8 квітня
- Бобанич Тарас Миколайович, 33, український військовик, Герой України (посмертно)[867].

### 7 квітня
- Людвік Дорн, 67, польський політик, міністр внутрішніх справ Польщі (2005—2007)[868].
- Емільяно Маскетті, 79, італійський футболіст[869].
- Отченашенко Світлана Іванівна, 76, радянська та українська акторка, Народна артистка України (2001)[870].
- Фудзіко Фудзіо, 88, японський мангака[871].
- Олексій Янін, 38, український кікбоксер[872].

### 6 квітня
- Васенков Михайло Анатолійович, 79, радянський розвідник, Герой Радянського Союзу (1990)[873].
- Ана Дершидан-Ене-Паску, 77, румунська фехтувальниця на рапірах[874].

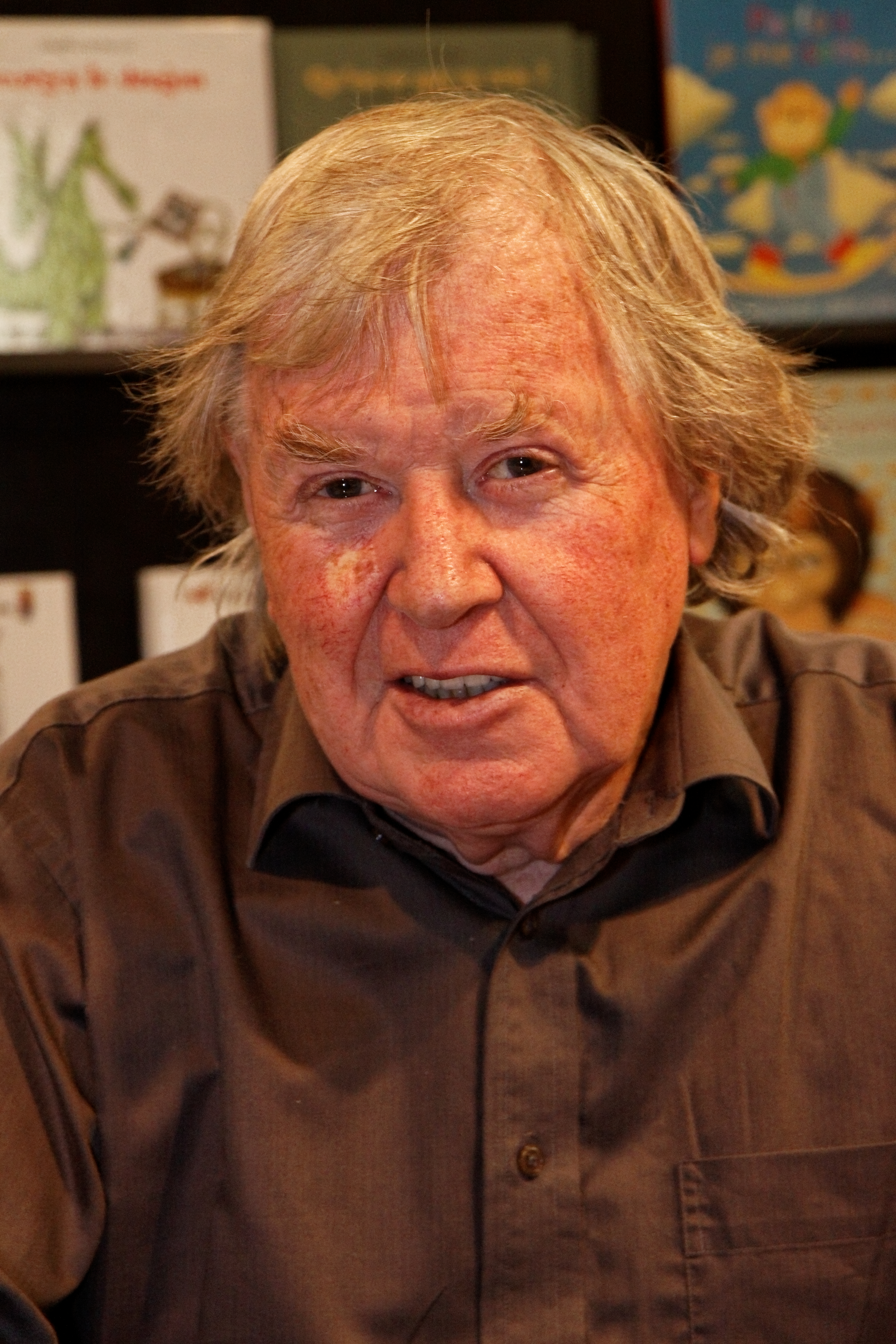
британський письменник Девід Маккі у 2011 році

- Девід Маккі, 87, британський письменник та ілюстратор[875].
- Жириновський Володимир Вольфович, 75, російський політик; COVID-19[876].
- Нергуїн Енхбат, 60, монгольський боксер[877].
- Оцерклевич Віктор Ярославович, 35, український військовик, Герой України (посмертно)[878].

### 5 квітня
- Балюк Володимир Петрович, 25, український військовик, Герой України (посмертно)[879].
- Жуакім Карвалью, 84, португальський футболіст[880].
- Сідні Олтмен, 82, канадський молекулярний біолог та педагог, лауреат Нобелівської премії з хімії (1989, спільно з Томасом Чеком)[881].
- Боббі Райделл, 79, американський співак та актор[882].
- Редчиць Іван Юхимович, 72, український поет, перекладач, хормейстер та педагог[883].
- Сидорук Дмитро Юрійович, 39, український спортсмен (стрільба з лука) та військовик[884].
- Соколов Єфрем Овсійович, 95, білоруський радянський діяч, перший секретар ЦК КП Білоруської РСР (1987—1990), Герой Соціалістичної Праці (1986)[885].
- Валдімар Тріггвейзон, 76, канадський фізик та астронавт[886].
- Фаршиньов Дмитро Олександрович, 21, російський військовик, Герой Росії (посмертно)[887].

### 4 квітня
- Об'єдкова Ванда Семенівна, 91, українська єврейка, свідок Голокосту[888].
- Джанго Сіссоко, 74, малійський політик, Прем'єр-міністр Малі (2012—2013), міністр фінансів Малі (1984—1989)[889].

### 3 квітня
- Аве Алавайну, 79, естонська поетеса та письменниця[890].
- Джун Браун, 95, британська акторка та письменниця[891].
- Круковський Володимир Якович, 85, білоруський художник-плакатник[892].
- Майоров Генріх Олександрович, 85, радянський, український і російський артист балету та балетмейстер, Заслужений діяч мистецтв Росії (2007)[893].
- Росовецький Станіслав Казимирович, 77, український письменник, філолог та педагог[894].

### 2 квітня
- Баль Євген Миколайович, 78, радянський і український військовик-підводник, капітан 1-го рангу, письменник та журналіст[895].
- Естель Гарріс, 93, американська акторка[896].
- Мантас Кведаравічюс, 45, литовський режисер-документаліст[897].
- Левін Максим Євгенович, 40, український фотокореспондент; дата повідомлення про смерть[898].
- Сільвіо Лонгобукко, 70, італійський футболіст[899].

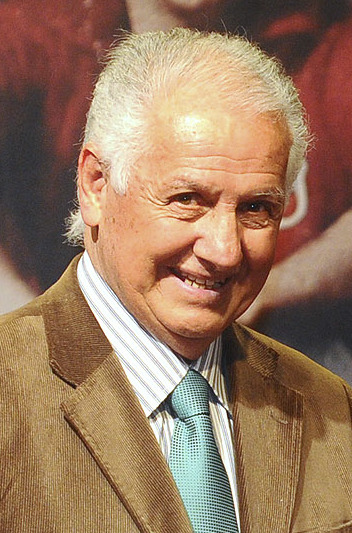
чилійський футболіст Леонель Санчес у 2012 році

- Леонель Санчес, 85, чилійський футболіст[900].
- Магура Ігор Сильвестрович, 93, радянський та український біофізик[901].

### 1 квітня
- Переверзєва Ніна Василівна, 93, російська радянська діячка, Герой Соціалістичної Праці (1973)[902].
- Руф Юрій Романович, 41, український поет та письменник[903].
- Шкуратова Поліна Олександрівна, 74, радянська та українська акторка, Заслужена артистка України (1993)[904].
- Яковлєва Олександра Євгенівна, 64, радянська та російська акторка[905].

## Березень

### 31 березня
- Георгій Атанасов, 88, болгарський політик, голова Ради міністрів НРБ (1986—1990)[906].
- Ридван Болатли, 93, турецький футболіст[907].
- Булатецька Людмила Іванівна, 71, українська лінгвістка та освітянка[908].
- Патрік Демаршельє, 78, французький фешн-фотограф[909].
- Турянчик Василь Юрійович, 86, радянський і український футболіст та тренер[910][911].
- Золтан Фрідманскі, 87, угорський футболіст та тренер[912].
- Цибко Олексій Олександрович, 55, український політик, спортсмен та військовик, міський голова Сміли (2015—2017)[913].

### 30 березня
- Мазур Дмитро Дмитрович, 82, український педагог, радянський дисидент[914].
- Егон Франке, 86, польський фехтувальник на рапірах[915].
- Шаймарданов Дамір Едуардович, 23, російський військовик, Герой Росії (посмертно)[801].

### 29 березня
- Агафонова Надія Олександрівна, 44, українська поетеса[916].
- Відуліна Аліса Костянтинівна, 95, радянська і українська диригентка та педагог[917].
- Гришко Петро Артемович, 100, ветеран Другої світової війни.
- Демочко Марія Олексіївна, 26, українська акторка[918].
- Мелані Кларк Пуллен, 46, ірландська акторка, продюсер та письменниця[919].
- Насібуллін Ігор Леонідович, 26, російський військовик, Герой Росії (посмертно)[920].
- Харакоз Наталія Георгіївна, 86, українська письменниця, журналістка та громадська діячка грецького походження[921][922].

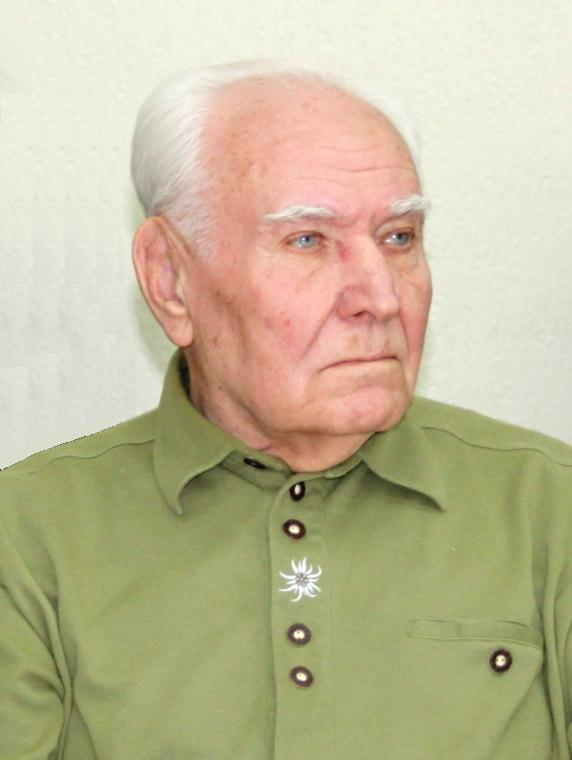
український журналіст Микола Шибик у 2015 році

- Шибик Микола Олександрович, 91, радянський і український журналіст, редактор та громадський діяч, Заслужений працівник культури України; дата повідомлення про смерть[923].

### 28 березня
- Джунківський Олексій Васильович, 39, український боксер та дитячий тренер з боксу[924].
- Наджі Ердем, 91, турецький футболіст[925].
- Кот Сергій Іванович, 63, український історик, краєзнавець та громадський діяч, Заслужений працівник культури України (2008)[926].
- Юджин Мельник, 62, канадський бізнесмен та меценат[927].
- Ракель Панковські, 69, мексиканська акторка[928].
- Ткачов Сергій Петрович, 99, радянський і російський художник та педагог[929].

### 27 березня
- Тітус Буберник, 88, чехословацький футболіст та тренер[930].
- Забеліна Олександра Іванівна, 85, радянська фехтувальниця на рапірах[931].
- Аяз Муталібов, 83, азербайджанський політик, Президент Азербайджану (1990—1992)[932].
- П'ятаченко Григорій Олександрович, 90, український економіст та політик, міністр фінансів України (1991—1994)[933].
- Ржавський Олександр Миколайович, 63, український політик та підприємець[934].

### 26 березня
- Вознюк Степан Тихонович, 94, український вчений-агроном[935].
- Носов Володимир Миколайович, 33, російський військовик, Герой Росії (посмертно)[936].
- Прохоров Костянтин Олександрович, 97, російський та український художник, Заслужений діяч мистецтв України (1960)[937].

### 25 березня
- Грейс Алель-Вільямс, 89, нігерійський математик та педагог[938].
- Бондарук Віталій Анатолійович, 24, український військовик, Герой України (посмертно)[939].
- Тейлор Гокінс, 50, американський музикант, барабанщик рок-гурту Foo Fighters[940].
- Єфімов Олександр Олександрович, 27, російський військовик, Герой Росії (посмертно)[941].
- Кагал Максим Володимирович, 30, український спортсмен-кікбоксер, Герой України (посмертно)[942].
- Найдек Володимир Леонтійович, 84, радянський і український науковець у галузі матеріалознавства та металургії, Заслужений діяч науки і техніки України[943].
- Секержитський Єгор Олександрович, 25, російський військовик, Герой Росії (посмертно)[944].
- Соболєв Микола Володимирович, 86, радянський та російський науковець у галузі петрології[945].
- Тарасенко Георгій Олександрович, 25, український громадський активіст та військовик, Герой України (посмертно)[946].
- Дірк Холстід, 85, американський фотожурналіст[947].

### 24 березня
- Гарбуз Олександр Русланович, 19, український військовик, Герой України (посмертно); дата повідомлення про смерть[948].
- Дьяконов Едуард Станіславович, 21, російський військовик, Герой Росії (посмертно)[949].
- Даґні Карлссон, 109, шведська блогерка та інфлуенсер[950].
- Концов Максим Андрійович, 33, російський військовик, Герой Росії (посмертно)[951].
- Михайлов Максим Ігорович, 28, російський військовик, Герой Росії (посмертно)[952].
- Резанцев Яків Володимирович, 48, російський воєначальник, генерал-лейтенант[953].
- Слісарчук Артем Олександрович, 31, український військовик, Герой України (посмертно)[954].
- Сухенко Олександр Ігорович, 25, український футболіст[955].
- Сухенко Ольга Петрівна, 50, українська громадська діячка, староста села Мотижин[956].

### 23 березня
- Бауліна Оксана Вікторівна, 42, російська журналістка[957].
- Дорфман Борис Менделевич, 98, радянський і український єврейський публіцист та громадський діяч[958].

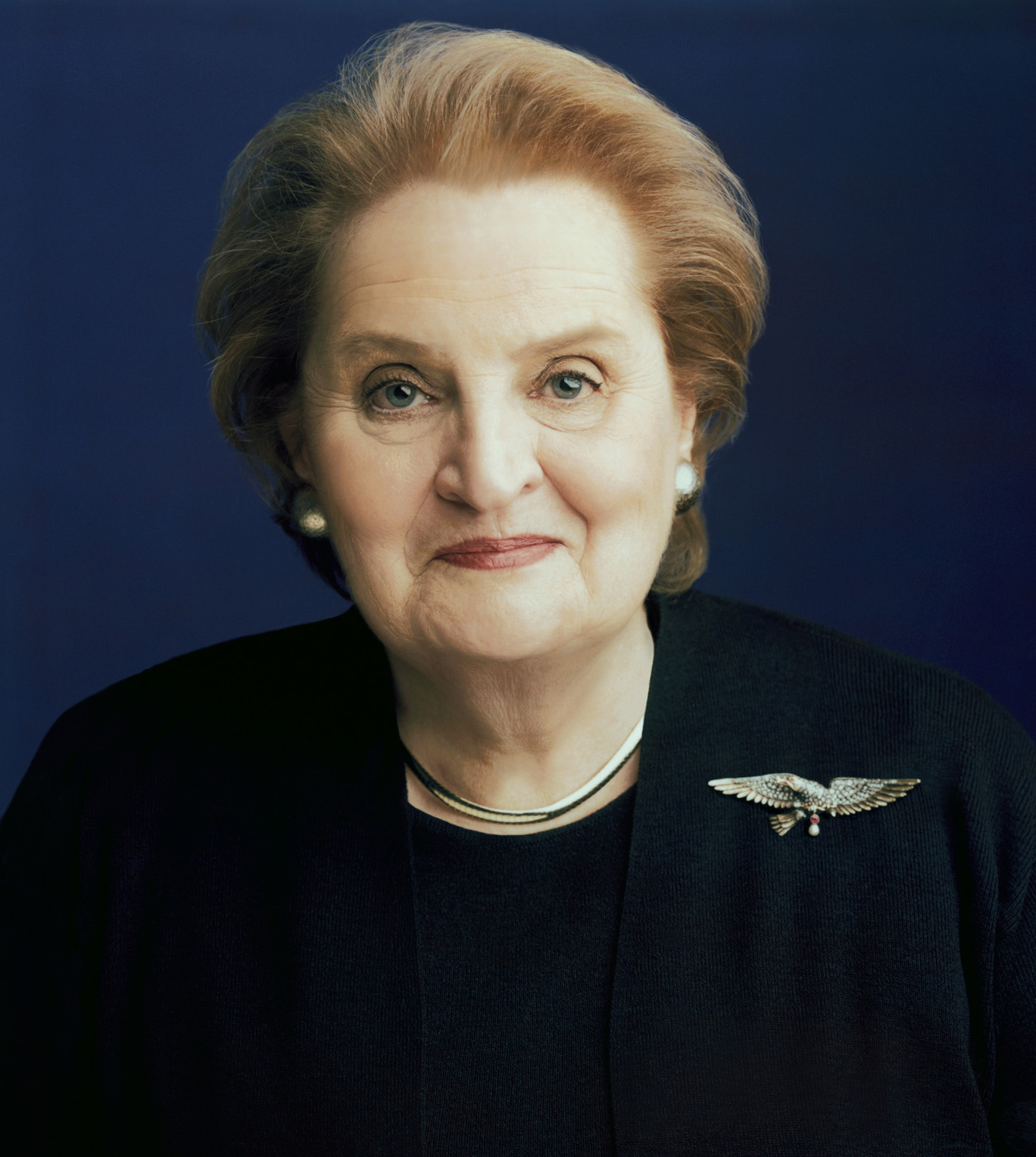
американська політична діячка та дипломат Мадлен Олбрайт у 1997 році

- Мадлен Олбрайт, 84, американська політична діячка та дипломат, держсекретар США (1997—2001)[959].
- Рейвен Алексіс, 35, американська порноакторка[960].
- Шевченко Юрій Валентинович, 68, радянський та український композитор, Заслужений діяч мистецтв України (1997); COVID-19[961].
- Ягідаров Денис Сергійович, 38, російський військовик, Герой Росії (посмертно)[962].

### 22 березня
- Едмунд Піщ, 92, польський римо-католицький діяч, єпископ та архієпископ Вармії (1988—2006)[963].
- Померанцев Юрій Борисович, 99, радянський і казахстанський актор, режисер та політик, Народний артист Казахської РСР (1961)[964].

### 21 березня
- Юз Алешковський, 92, російський і американський письменник, поет та бард[965].
- Мельников Віталій В'ячеславович, 93, радянський і російський режисер  та сценарист, Народний артист Росії (1987)[966].
- Осянін Микола Вікторович, 80, радянський футболіст[967].

### 20 березня
- Бровдій Василь Михайлович, 86, український ентомолог та педагог[968].
- Бувалкін Владислав Віталійович, 42, український військовик, Герой України (посмертно)[969].
- Макаренко Олександр Олександрович, 28, український військовик, Герой України (посмертно)[970].
- Ольмезов Костянтин Іванович, 26, український математик та поет; самогубство[971].
- Параскевич Павло Кіндратович, 100, радянський і український літературознавець та педагог[972].

### 19 березня
- Васильєв Дмитро Миколайович, 43, український військовик, Герой України (посмертно)[973].
- Грицаєнко Віталій Миколайович, 31, український військовик, Герой України (посмертно)[28].
- Палій Андрій Миколайович, 51, російський військовик, капітан 1-го рангу[974].
- Сорокін Денис Михайлович, 39, російський військовик, Герой Росії (посмертно)[975].
- Чупрін Михайло Русланович, 31, український військовик, Герой України (посмертно)[976].
- Шахабуддін Ахмед, 92, політик Бангладеш, Президент Бангладеш (1990—1991, 1996—2006), міністр юстиції Бангладеш (1990—1995)[977].
- Юровський Михайло Володимирович, 76, російський диригент[978].

### 18 березня
- Бахарев Олексій Олександрович, 45, український та російський футболіст[979].
- Березовський Орест Іванович, 80, український хірург, письменник та громадський діяч.
- Мордвічев Андрій Миколайович, 46, російський воєначальник, генерал-лейтенант[980].
- Романченко Борис Тимофійович, 96, український громадський діяч[981].
- Самофалов Валерій Михайлович, ?, український військовик, Герой України (2022)[982].
- Шипіцин Олег Олександрович, 47, російський військовик, Герой Росії (посмертно)[983].
- Якунін Олег Іванович, 52, український журналіст та редактор[984][985].

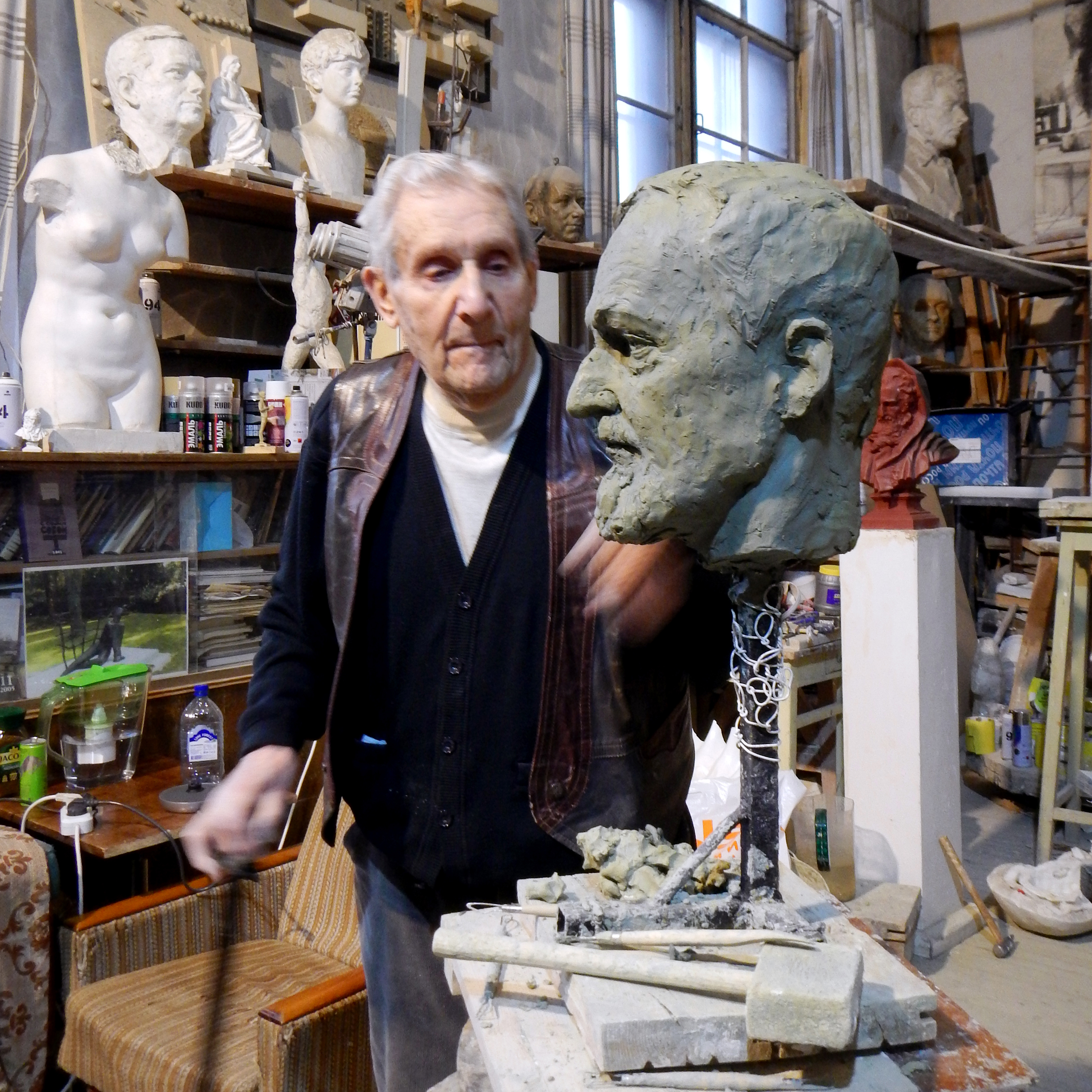
радянський і російський скульптор Григорій Ястребенецький у 2020 році

- Ястребенецький Григорій Данилович, 98, радянський та російський скульптор[986].

### 17 березня
- Назарова Наталія Іванівна, 72, радянська та російська акторка, Заслужена артистка Росії (1988)[987].
- Обединський Євген Олександрович, 38, український ватерполіст[988].
- Пєсковой Максим Володимирович, 26, російський військовик, Герой Росії (посмертно)[989].
- Прокуратов Юрій Олександрович, 79, український архітектор та інженер-будівельник[990].
- Рибинок Віктор Олександрович, 84, радянський український промисловий діяч.
- Сухарєв Сергій Володимирович, 41, російський військовик, Герой Росії (посмертно)[991].
- Тимошевська Любов Петрівна, 63, українська акторка.
- Швець Оксана Олександрівна, 67, українська акторка, Заслужена артистка України (1996)[992].

### 16 березня
- Безсалий Олександр Михайлович, 75, український співак, Заслужений артист України (2001)[993].

### 15 березня
- Артуро Бонін, 78, аргентинський актор[994].
- Лауро Кавазос, 95, американський педагог та політик, міністр освіти США (1988—1990)[995].
- Олександра Кувшинова, ?, українська журналістка, фотограф та волонтерка[996].
- Мітяєв Олег Юрійович, 47/48, російський воєначальник, генерал-майор[997][998].
- Юджин Паркер, 94, американський астроном та геофізик[999].
- Жан Потвен, 72, канадський хокеїст[1000].
- Юджин Паркер, 94, американський астроном та геофізик[999].
- Жан Потвен, 72, канадський хокеїст[1000].

### 14 березня
- Чарльз Грін, 76, американський легкоатлет[1001].
- П'єр Закжевський, 55, французько-ірландський журналіст та воєнний фотокореспондент[1002].
- Кваша Ніна Петрівна, 23, український воєнний медик[1003].
- Кравченко Микола Сергійович, 38, український громадсько-політичний активіст[1004].
- Лабунський Олександр Миколайович, 39, український військовик, Герой України (посмертно)[1005].
- Максишко Денис Костянтинович, 38, український військовик, Герой України (посмертно)[1006].

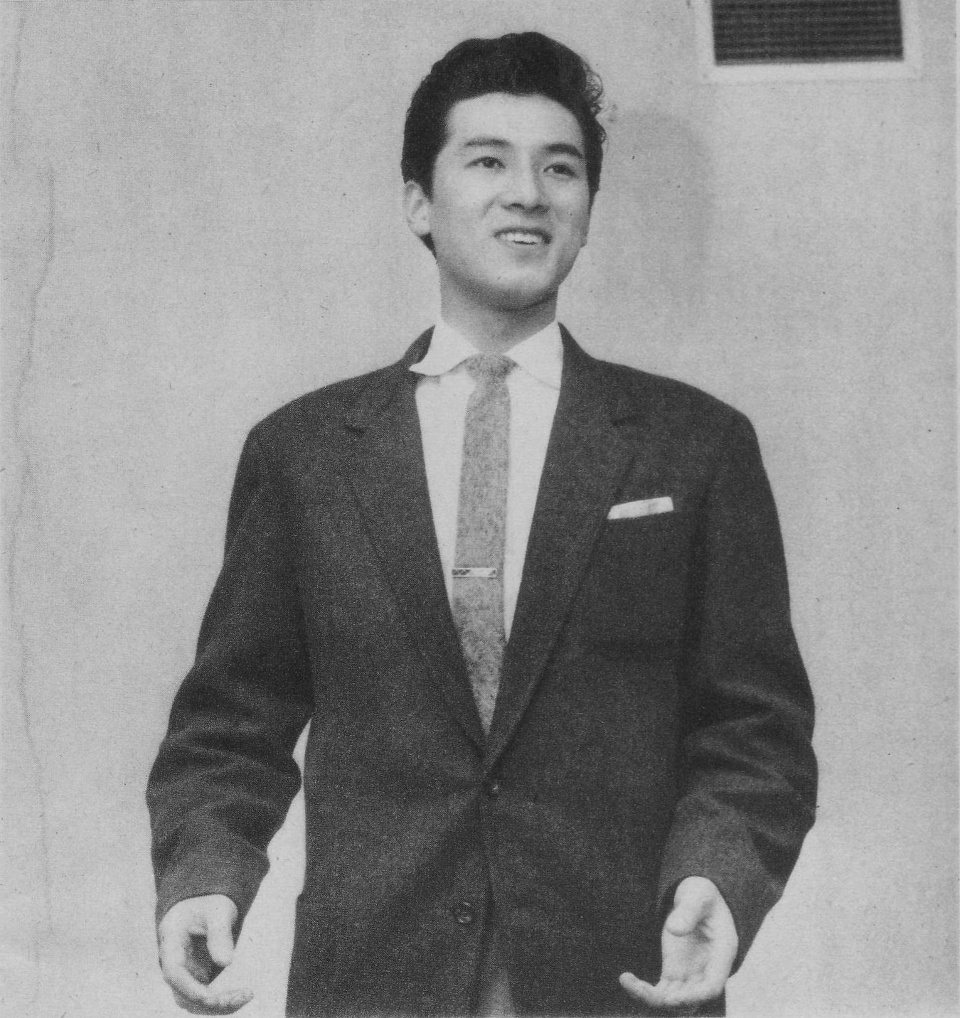
японський актор Такарада Акіра у 1956 році

- Такарада Акіра, 87, японський актор[1007].

### 13 березня
- Вільям Герт, 71, американський актор[1008].
- Еждер Ісмаїлов, 83, радянський і азербайджанський філолог, історик та політик[1009].
- Кладько Василь Петрович, 65, український фізик та педагог[1010][1011].
- Кучерявий Віталій Вікторович, 32, український військовик, Герой України (посмертно)[1012].
- Норов Андрій Олексійович, 44, український військовик, Герой України (посмертно)[1013].
- Брент Рено, 50, американський журналіст, письменник та режисер-документаліст[1014].
- Скобля Олексій Миколайович, 31, український військовик, Герой України (посмертно)[1015].
- Тарабалка Степан Іванович, 29, український військовик, Герой України (посмертно)[1016].

### 12 березня
- Адамовський Олег Олегович, 30, український військовик, Герой України (посмертно)[1017].
- Апухтін Дмитро Олександрович, 44, український військовик, Герой України (посмертно)[976].
- Гавриленко Сергій Анатолійович, 42, український військовик[1018].
- Головко Віктор Олександрович, 37, український військовик, Герой України (посмертно)[1019].
- Гудзь Валерій Федорович, 51, український військовик, Герой України (посмертно)[1020].
- Зозулін Володимир Миколайович, 30, російський військовик, Герой Росії (посмертно)[1021].
- Лещишин Богдан Григорович, 39, український військовик, Герой України (посмертно)[1022].
- Ніконов Микола Артурович, 36, український військовик, Герой України (посмертно)[1023].
- Карл Оффманн, 81, маврикійський політик, Президент Маврикію (2002—2003)[1024].
- Сбитов Павло Олегович, 27, український військовик, Герой України (посмертно)[1025].
- Собків Роман Васильович, 32, український військовик, Герой України (посмертно)[1012].
- Цюрик Микола Володимирович, 40, український військовик, Герой України (посмертно)[1026].

### 11 березня
- Рупія Банда, 85, замбійський політик, Президент Замбії (2008—2011)[1027].
- Тіріоро Віллі, 22, легкоатлет з Кірибаті.
- Ібрагімбеков Рустам Ібрагімович, 83, радянський і азербайджанський сценарист та режисер, Заслужений діяч мистецтв Азербайджанської РСР (1976)[1028].
- Колесников Андрій Борисович, 45, російський воєначальник, генерал-майор[1029].
- Марценюк Роман Юрійович, 29, український військовик, Герой України (посмертно)[1030].
- Московець Валерій Іванович, 72, радянський і український міліціонер, соціолог та педагог[1031].
- Питель Олександр Ігорович, 25, український військовик[1032].
- Рудяк Тимофій Ярославович, 43, український військовик та політик[1033].
- Усов Павло Віталійович, 26, український військовик, Герой України (посмертно)[1034].
- Цюпак Олександр Сергійович, 39, український військовик, Герой України (посмертно)[1035].

### 10 березня
- Волков Євгеній Володимирович, ?, український військовик, Герой України (посмертно); дата повідомлення про смерть[1036].

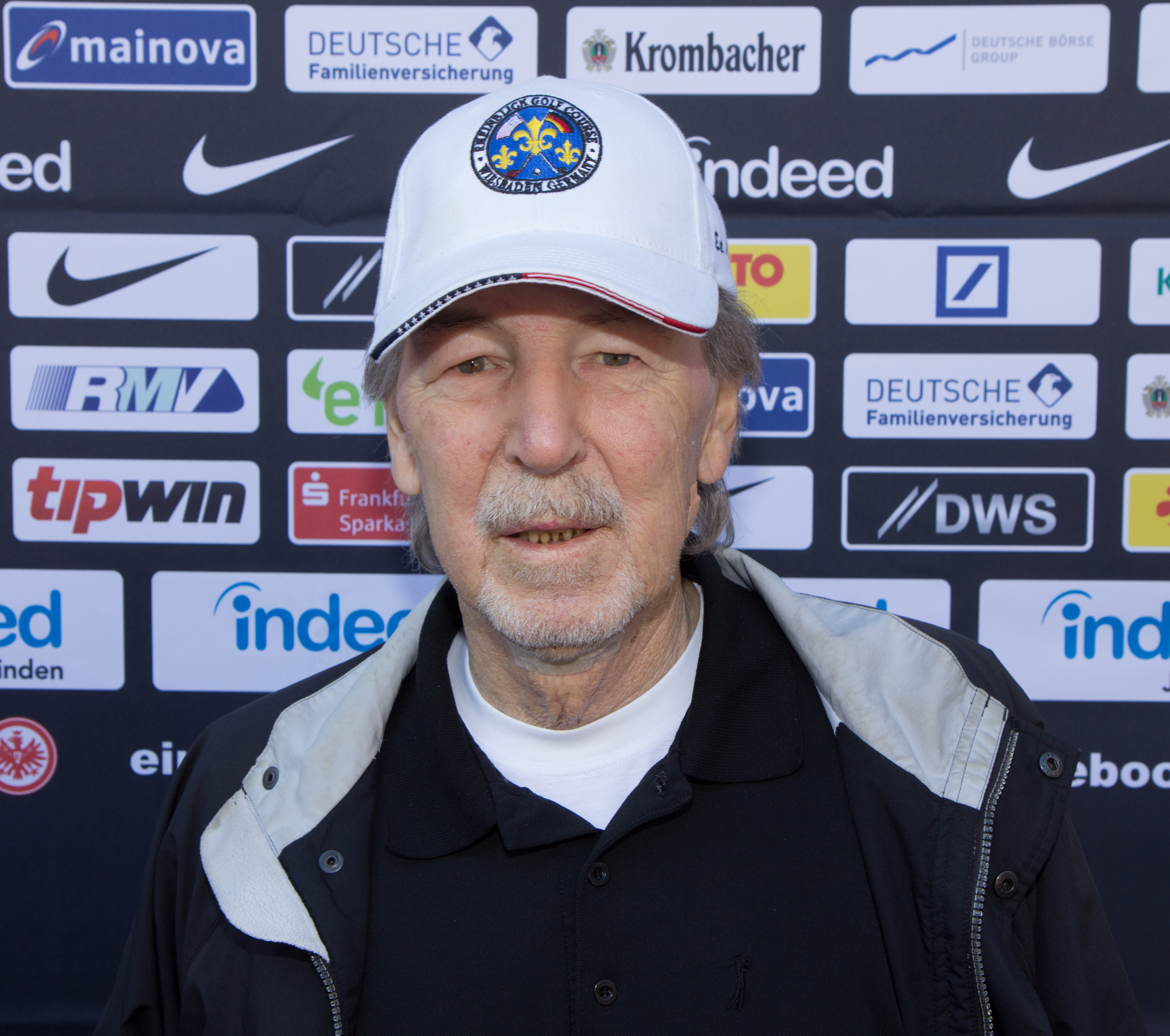
німецький футболіст Юрген Грабовський у 2018 році

- Юрген Грабовський, 77, німецький футболіст[1037].
- Данько Володимир Григорович, 87, радянський і український науковець та педагог, фахівець в галузі електротехніки, надпровідності та генераторобудування[1038].
- Павлик Геннадій Васильович, 52, український музикант, Заслужений артист України (2018)[1039].
- Фролов Володимир Петрович, 54, російський воєначальник, генерал-майор[1040].

### 9 березня
- Котенко Сергій Леонідович, 54, український військовик, Герой України (посмертно)[1041].
- Джастіс Крістофер, 40, нігерійський футболіст[1042].
- Русник Роман Васильович, 23, український військовик, Герой України (посмертно)[1043].

### 8 березня
- Томас Бой, 69, мексиканський футболіст та тренер[1044].
- Васіч Сергій Вікторович, 50, український військовик, Герой України (посмертно)[1045].
- Гегечкорі Олег Іродійович, 50, український військовик, Герой України (посмертно)[1046].
- Герасимов Вадим Сергійович, 36, російський військовик, Герой Росії (посмертно)[1047].
- Горін Сергій Борисович, 31, російський військовик, Герой Росії (посмертно)[1048].
- Журавльов Борис Борисович, 43, російський військовик, Герой Росії (посмертно)[1049].
- Здановська Юлія Янівна, 21, український математик, педагог та волонтерка[1050].
- Купирєв Олексій Вікторович, 46, український боксер, рефері та тренер[1051].
- Люташин Андрій Олександрович, 47, український військовик, Герой України (посмертно)[1052].
- Мандреко Сергій Володимирович, 50, радянський, таджицький і російський футболіст та тренер[1053].
- Мариняк Олександр Мирославович, 42, український воєнний льотчик, Герой України (посмертно)[1054].
- Мрочко Костянтин Васильович, 37, український військовик, Герой України (посмертно)[1045].
- Пархомук Віталій Васильович, 37, український військовик, Герой України (посмертно)[1045].
- Петров Валерій Павлович, 67, радянський і український футболіст та тренер; COVID-19[1055].
- Прийменко Артем Віталійович, 15, український самбіст[1056].
- Роговський Володимир Григорович, 68, радянський український футболіст[1057].
- Свинчук Олег Анатолійович, 28, український військовик, Герой України (посмертно)[1058].
- Ступак Юліан Юрійович, 21, український військовик, Герой України (посмертно)[1059].
- Маргарет Ферроу, 87, американська політична діячка, віцегубернатор штату Вісконсин (2001—2003)[1060].

### 7 березня
- Герасимов Віталій Петрович, 44, російський воєначальник, генерал-майор[1061].
- Гілемханов Дамір Рашидович, 22, російський військовик, Герой Росії (посмертно)[1062].
- Авраам Гіршзон, 81, ізраїльський політик, міністр туризму Ізраїлю (2005—2006), міністр зв'язку Ізраїлю (2006), міністр фінансів Ізраїлю (2006—2007)[1063].
- Ісламов Дамір Назірович , 25, російський військовик, Герой Росії (посмертно)[1064].
- Курганов Олексій Сергійович, 31, російський військовик, Герой Росії (посмертно)[1065].
- Марченко Олександр Олександрович, 57, український політик та підприємець[1066].
- Орлов Олександр Олександрович, 35, український військовик, Герой України (посмертно)[1067].
- Прилипко Юрій Ілліч, 61, український політик, голова Гостомеля (2015—2022)[1068].
- Рафік Тарар, 92, пакистанський юрист та політик, Президент Пакистану (1998—2001)[1069].
- Іштван Хорват, 68, угорський та американський хімік[1070].
- Цевун Іван Геннадійович, 23, російський військовик, Герой Росії (посмертно)[1071].
- Щедрова Валентина Іларіонівна, 92, радянський та український скульптор[1072].

### 6 березня
- Веселовська Ніна Валентинівна, 89, радянська та російська акторка, Заслужена артистка Росії (1984)[1073].
- Джузеппе Вілсон, 76, італійський футболіст[1074].
- Іванов Андрій Андрійович, 32, російський військовик, Герой Росії (посмертно)[1075].
- Корнійчук Богдан Сергійович, 23, український військовик, Герой України (посмертно)[1006].

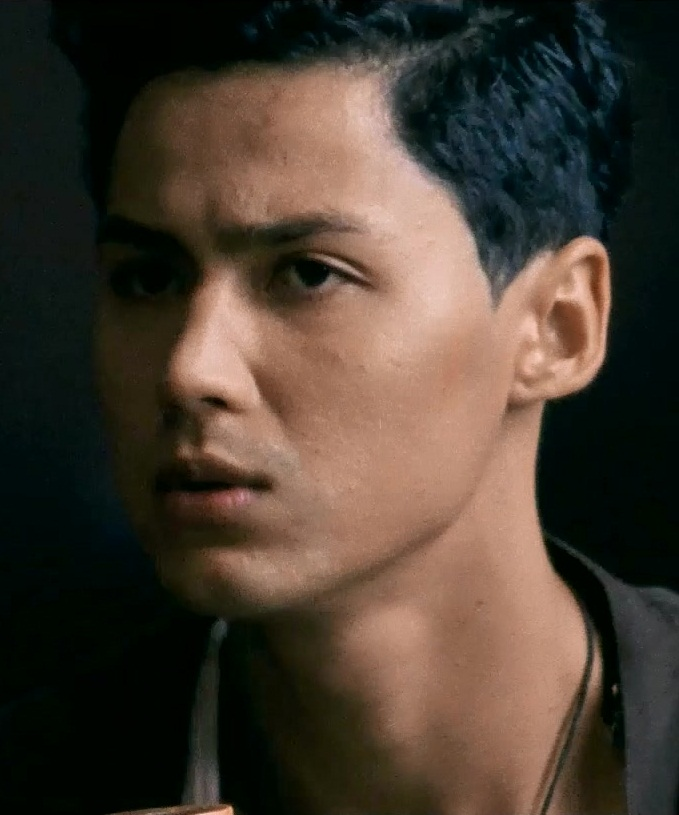
український актор та співак Павло Лі

- Лі Павло Романович, 33, український актор, співак та композитор[1076].
- Літун Андрій Миколайович, 37, український військовик, Герой України (посмертно)[1036].
- Френк О'Феррелл, 94, ірландський футболіст та тренер[1077].

### 5 березня
- Азаров Артем В'ячеславович, 26, український військовик, художник та громадський активіст[1078].
- Жога Володимир Артемович, 28, проросійський бойовик, Герой Росії (посмертно)[1079].
- Антоніо Мартіно, 79, італійський політик та дипломат, міністр закордонних справ Італії (1994—1995), міністр оборони Італії (2001—2006)[1080].
- Кислюк Олександр Іванович, 60, український поліглот та перекладач[1081].
- Кірєєв Денис Борисович, 45, український експерт банківського сектора та розвідник, застрелений Службою безпеки України через підозру в державній зраді на користь Росії[1082].

### 4 березня
- Беккер Давид Юлійович, 82, радянський і український художник та педагог[1083].
- Мар'ян Виснєський, 85, французький футболіст польського походження[1084].
- Шейн Ворн, 52, австралійський крикетчик[1085].
- Григоренко Валерій Миколайович, 58, український художник[1086].
- Козін Вадим Венедиктович, 82, український скрипаль та педагог, Заслужений діяч мистецтв України (1996)[1087].
- Панов Сергій Олександрович, 32, російський військовик, Герой Росії (посмертно)[1088].

### 3 березня
- Антонець Семен Свиридонович, 86, радянський та український аграрій, Герой Соціалістичної Праці (1991), Герой України (1999)[1089].
- Антонюк Антон Андрійович, 23, український військовик[1090].
- Кулик Сергій Григорович, 54, український військовик, Герой України (посмертно)[1006].
- Осокін Олексій Миколайович, 32, російський військовик, Герой Росії (посмертно)[1091].
- Бруно Сауль, 90, радянський естонський політик, голова Ради міністрів Естонської РСР (1984—1988)[1092].
- Семидьянова Ольга Олександрівна, 48, український воєнний медик[1093].
- Тарасенко Олександр Кирилович, 61, український художник та педагог, Відмінник освіти України[1094].
- Хоменко Андрій Вікторович, 24, український військовик, Герой України (посмертно)[1095].
- Чайковський Юрій Богданович, 70, український науковець та педагог, Заслужений діяч науки і техніки України (2001)[1096].
- Чибінєєв Валерій Вікторович, 34, український військовик, Герой України (2016)[1097].
- Яницький Йосип Кузьмович, 82, український співак, бандурист та педагог, Заслужений артист України (2005)[1098].

### 2 березня
- Бринжала Олександр Петрович, ?, український воєнний льотчик, Герой України (посмертно)[1099].
- Дудар Віктор Васильович, 44, український журналіст[1100].
- Корпан Олександр Богданович, 27, український військовик, капітан повітряних сил ЗС України, Герой України (посмертно)[1101].
- Партала Станіслав Юрійович, 37, український військовик, Герой України (посмертно)[1102].

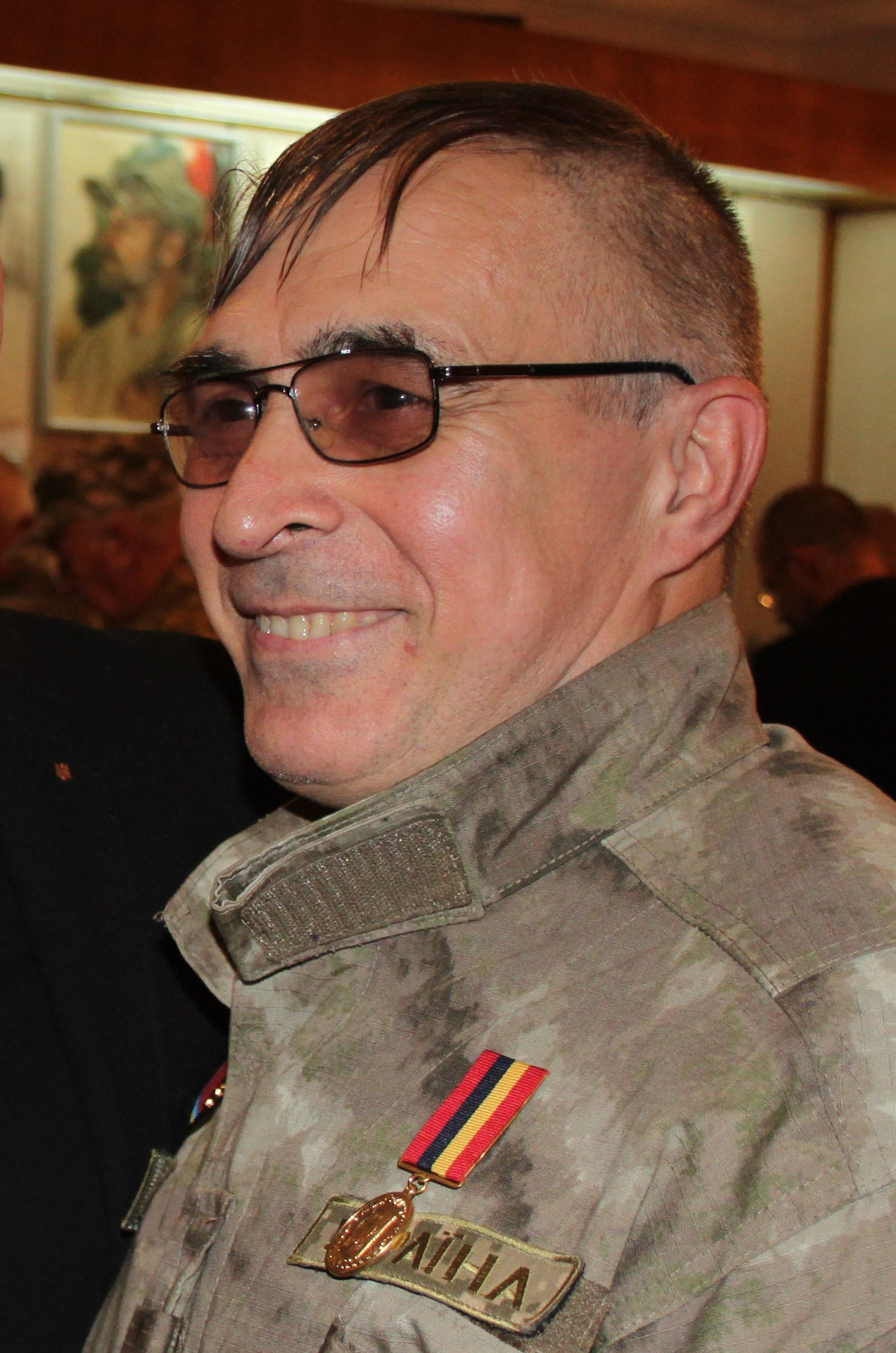
український художник Сергій Пущенко у 2017 році

- Пущенко Сергій Миколайович, 61, український художник та культуролог, Заслужений діяч мистецтв України (2019)[1103].
- Струк Володимир Олексійович, 57, український політик, міський голова Кремінної (2020—2022)[1104].
- Фредерік Трістан, 90, французький письменник, поет та мистецтвознавець[1105].

### 1 березня
- Амосов Олег Юрійович, 67, радянський і український економіст та педагог, Заслужений діяч науки і техніки України (2013)[1106].
- Блоха Юрій Ігорович, 33, український військовик, Герой України (посмертно)[1036].
- Головач Григорій Петрович, 82, радянський і український математик та педагог.
- Кравченко Сергій Григорович, 61, український науковець у галузі державного управління[1107].
- Кулик Олександр Васильович, 64, український тренер з велосипедного спорту[1108][1109].
- Малишев Євген Валентинович, 19, український біатлоніст та військовик[1110].
- Чубур Василь Васильович, 72, український поет, перекладач, журналіст та педагог[1111].

## Лютий

### 28 лютого
- Григор'єв Олександр Олександрович, ?, український військовик, Герой України (посмертно)[1112].
- Абузід Омар Дорда, 77, ліванський політик та дипломат, Прем'єр-міністр Лівії (1990—1994)[1113].
- Диковець Іван Васильович, 84, радянський український футболіст[1114].
- Івко Валерій Микитович, 80, український композитор, диригент та педагог, Заслужений артист України (1979)[1115].
- Місяць Андрій Васильович, 45, український лікар-нарколог та громадський активіст[1116].
- Панчук Олег Ельпідефорович, 89, український хімік, педагог та громадський діяч[1117].
- Суховецький Андрій Олександрович, 47, російський воєначальник, генерал-майор[1118].

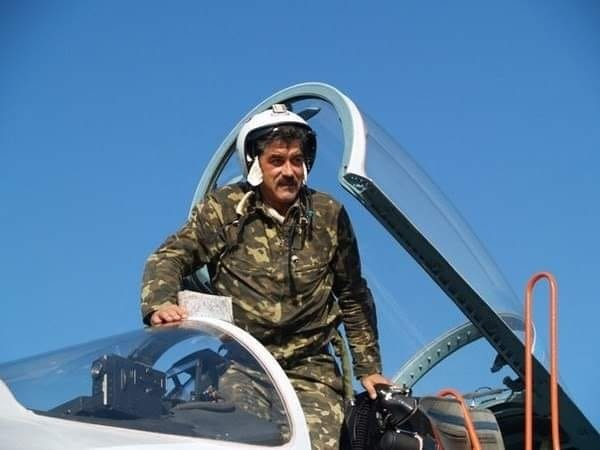
український льотчик Степан Чобану

- Чобану Степан Іванович, 58, український військовик, Герой України (посмертно)[1119].
- Янцен Олександр Юрійович, 52, український громадський діяч та активіст[1120].

### 27 лютого
- Білоконь Максим Віталійович, 24, український військовик, Герой України (посмертно)[1119].
- Гаральд Вайнріх, 94, німецький лінгвіст, літературознавець, письменник та перекладач[1121].
- Гаврилець Ганна Олексіївна, 63, радянський та український педагог, Заслужений діяч мистецтв України (2005)[1122].
- Гребенюк Сергій Васильович, 36, український військовик[1123].
- Жихарєв Олександр Миколайович, 28, російський військовик, Герой Росії (посмертно)[1124].
- Капічун Олександр Валерійович, 35, український військовик, Герой України (посмертно)[1125].
- Кунцевич Всеволод Михайлович, 92, радянський та український науковець, фахівець у галузі автоматизованих систем керування, Заслужений діяч науки і техніки України (1999)[1126].
- Кялундзюга Валентина Тунсянівна, 86, удегейська письменниця, фольклористка та громадська діячка[1127].
- Пушич Валентина Михайлівна, 51, український воєнний медик[1128].
- Сенюк Олексій Олександрович, 47, український військовик, Герой України (посмертно)[1129].
- Серафімов Максим Володимирович, 27, російський військовик, Герой Росії (посмертно)[1130].
- Соколов Олександр Ігорович, 22, російський військовик, Герой Росії (посмертно)[1131].
- Сумська Ганна Іванівна, 88, радянська та українська акторка, Заслужена артистка Української РСР (1975)[1132].
- Марієтта Яннаку, 70, грецька політична діячка, міністр охорони здоров'я Греції (1990—1991), міністр освіти Греції (2004—2007)[1133].

### 26 лютого
- Амелін Артем Андрійович, 27, український військовик, Герой України (посмертно)[1134].
- Дацишин Артем Вікторович, 43, український артист балету[1135][1136].
- Дерусова Інна Миколаївна, 51, український воєнний медик, Герой України (посмертно)[1137].
- Зорін Денис Ігорович, 39, російський військовик, Герой Росії (посмертно)[1138].
- Тимченко Олександр Олександрович, 23, український військовик, Герой України (посмертно)[1139].
- Ханін Андрій Павлович, 33, український військовик, Герой України (посмертно)[1140].

### 25 лютого
- Веслав Вітковський, 95, польський лінгвіст та педагог[1141].
- Лук'янович Олександр Володимирович, 33, український військовик, Герой України (посмертно)[1142].
- Матуляк Геннадій Васильович, 44, український військовик, Герой України (посмертно)[1143].

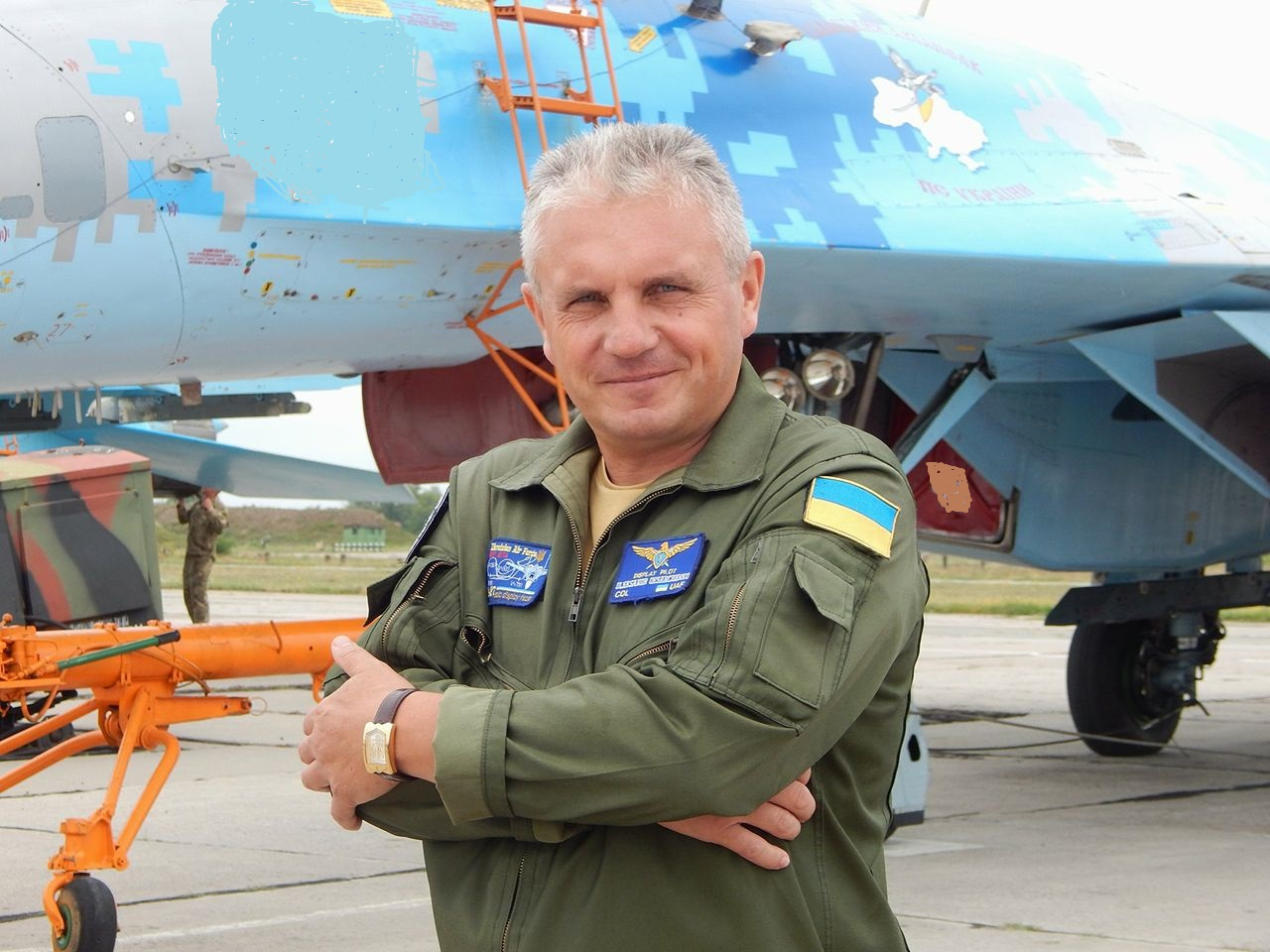
український льотчик Олександр Оксанченко

- Оксанченко Олександр Якович, 53, український льотчик, Герой України (посмертно)[1144].
- Поліщук Іванна Володимирівна, ?, українська воєнний медик[1145].
- Сапило Віталій Романович, 21, український військовик, лейтенант, Герой України (посмертно)[1146].
- Цвіла Ірина Володимирівна, 52, українська громадська активістка, педагог та фотохудожниця, учасниця російсько-української війни та боїв за Київ[1147].

### 24 лютого
- Вагоровський Едуард Миколайович, 56/57, український військовик, Герой України (посмертно)[1148].
- Гаджімагомедов Нурмагомед Енгельсович, 25, російський військовик, Герой Росії (посмертно)[1149].
- Дебелка Дмитро Володимирович, 46, білоруський борець греко-римського стилю; дата повідомлення про смерть[1150].
- Єрко В'ячеслав Володимирович, ?, український воєнний льотчик[1151].
- Івашко Андрій Олександрович, 40, український військовик, Герой України (посмертно)[1152].
- Саллі Келлерман, 84, американська акторка та співачка[1153].
- Коломієць Дмитро Валерійович, 48, український воєнний льотчик, Герой України (посмертно)[1154].
- Джон Ленді, 91, австралійський легкоатлет та політик, губернатор штату Вікторія (2001—2006)[1155].
- Мовчан Віталій Анатолійович, 23, український військовик, Герой України (посмертно)[1156].
- Несольоний Михайло Михайлович, 33, український військовик, Герой України (посмертно)[1157][1158].
- Нікончук Андрій Валерійович, ?, український військовик, Герой України (посмертно)[1119].
- Катлін Норд, 56, німецька плавчиня[1159].
- Радіонов В'ячеслав Денисович, 25, український воєнний льотчик, Герой України (посмертно)[1160].
- Скакун Віталій Володимирович, 25, український військовик, Герой України (посмертно)[1161].
- Українець Владислав Петрович, 22, український військовик, Герой України (посмертно)[1162].
- Іванка Христова, 80, болгарська легкоатлетка (штовхання ядра)[1163].

### 23 лютого
- Демидов Маркіян Дмитрович, 86, український громадський діяч, голова Української спілки в'язнів-жертв нацизму.
- Джим Милисавльєвич, 70, австралійський футболіст (голкіпер) та тренер[1164].
- Йон Адріан Заре, 62, румунський футболіст[1165].
- Скрипник Олексій Олексійович, 57, український політик та підприємець[1166].
- Щербак Галина Йосипівна, 91, радянський і український зоолог та педагог[1167].

### 22 лютого
- Вавилов Олег Михайлович, 72, радянський та російський актор, Народний артист Росії (1996)[1168].
- Дзюба Іван Михайлович, 90, український літературознавець, радянський дисидент, міністр культури України (1992—1994), Герой України (2001)[1169].
- Козіна Наталія Петрівна, 73, радянська і українська піаністка та педагог, Заслужений діяч мистецтв України (2000)[1170].
- Кушнірова Сталіна Дмитрівна, 82, українська радянська діячка[1171].

### 21 лютого
- Козирєв Микола Кузьмич, 83, український правозахисник, філософ, політик та громадський діяч[1172].
- Козловський Євген Олександрович, 92, радянський і російський геолог та політик, міністр геології СРСР (1975—1989)[1173].
- Літус Микола Гнатович, 97, радянський та український режисер, Заслужений діяч мистецтв України (2005)[1174].

### 20 лютого
- Бебко Василь Степанович, 89, радянський та російський дипломат, посол СРСР і Росії у Ліберії (1987—1992)[1175].
- Стюарт Беван, 73, британський актор[1176].
- Гірсон Арон Ісакович, 83, радянський футболіст[1177].
- Гладких Василь Іванович, 78, радянський футболіст[1178].
- Пеленський Ярослав Богданович, 92, український історик та політолог[1179].
- Сидоренко Олександр Олександрович, 61, радянський український плавець[1180].

### 19 лютого
- Апанасенко Геннадій Леонідович, 86, радянський і український лікар-санолог та педагог, Заслужений працівник освіти України (2003)[1181].
- Мімура Какуїті, 90, японський футболіст[1182].
- Жак Поос, 86, люксембурзький політик, міністр фінансів Люксембургу (1976—1979), міністр закордонних справ Люксембургу (1984—1999)[1183].

### 18 лютого

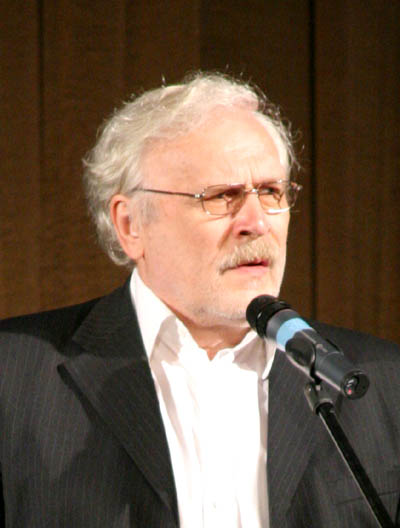
радянський і російський актор Борис Невзоров у 2010 році

- Невзоров Борис Георгійович, 72, радянський і російський актор, режисер та педагог, Народний артист Росії (2011); COVID-19[1184].
- Ектор Пулідо, 79, мексиканський футболіст[1185].
- Юхтін Геннадій Гаврилович, 89, радянський та російський актор, Народний артист Росії (1994); COVID-19[1186].
- Янов Олександр Львович, 91, радянський і американський історик, політолог та публіцист[1187].

### 17 лютого
- Стів Бертеншоу, 86, британський футболіст та тренер[1188].
- Івакін Олексій Аркадійович, 85, радянський і український філософ та педагог[1189].
- Холлай Кальман, 72, угорський актор[1190].
- Карпенко Володимир Пилипович, 86, радянський та український російськомовний письменник[1191].
- Мате Феньвеші, 88, угорський футболіст[1192].

### 16 лютого
- Бальмонт Борис Володимирович, 94, радянський і російський науковець та політик, міністр верстатобудівної та інструментальної промисловості СРСР (1981—1986), Герой Соціалістичної Праці (1978)[1193].
- Това Берлінські, 106, ізраїльська художниця[1194].
- Ґейл Галворсен, 101, американський льотчик[1195].
- Гаріфуліна Нурдіда Кіяметдінівна, 96, радянська господарська діячка, Герой Соціалістичної Праці (1973)[1196].
- Мішель Дегі, 91, французький поет, есеїст та перекладач[1197].
- Кристіна Кальдерон, 93, чилійська співачка та етнограф, остання з чистокровних представників індіанського племені яганів, остання носійка яганської мови; COVID-19[1198].
- Палієнко Микола Олександрович, 77, радянський та український поет, Заслужений працівник культури України[1199].

### 15 лютого
- Акрамов Рустам Акрамович, 73, радянський і узбекистанський футболіст та тренер[1200].
- Бєлозьорова Лідія Олексіївна, 76, радянська та українська акторка, Народна артистка України (1993)[1201].
- Бушин Микола Іванович, 84, радянський і український історик та педагог, Заслужений працівник освіти України (2007)[1202].
- Тамаз Мечіаурі, 67, грузинський політик та економіст; COVID-19[1203].
- Пламеницька Ольга Анатоліївна, 65, радянський і український архітектор та педагог[1204].

### 14 лютого
- Борислав Івков, 88, сербський шахіст, гросмейстер (1955)[1205].
- Купріянов Степан Андрійович, 86, український радянський діяч[1206].
- Хуліо Моралес, 76, уругвайський футболіст[1207].
- Ідріс аль-Хурі, 83, марокканський письменник та журналіст[1208].

### 13 лютого

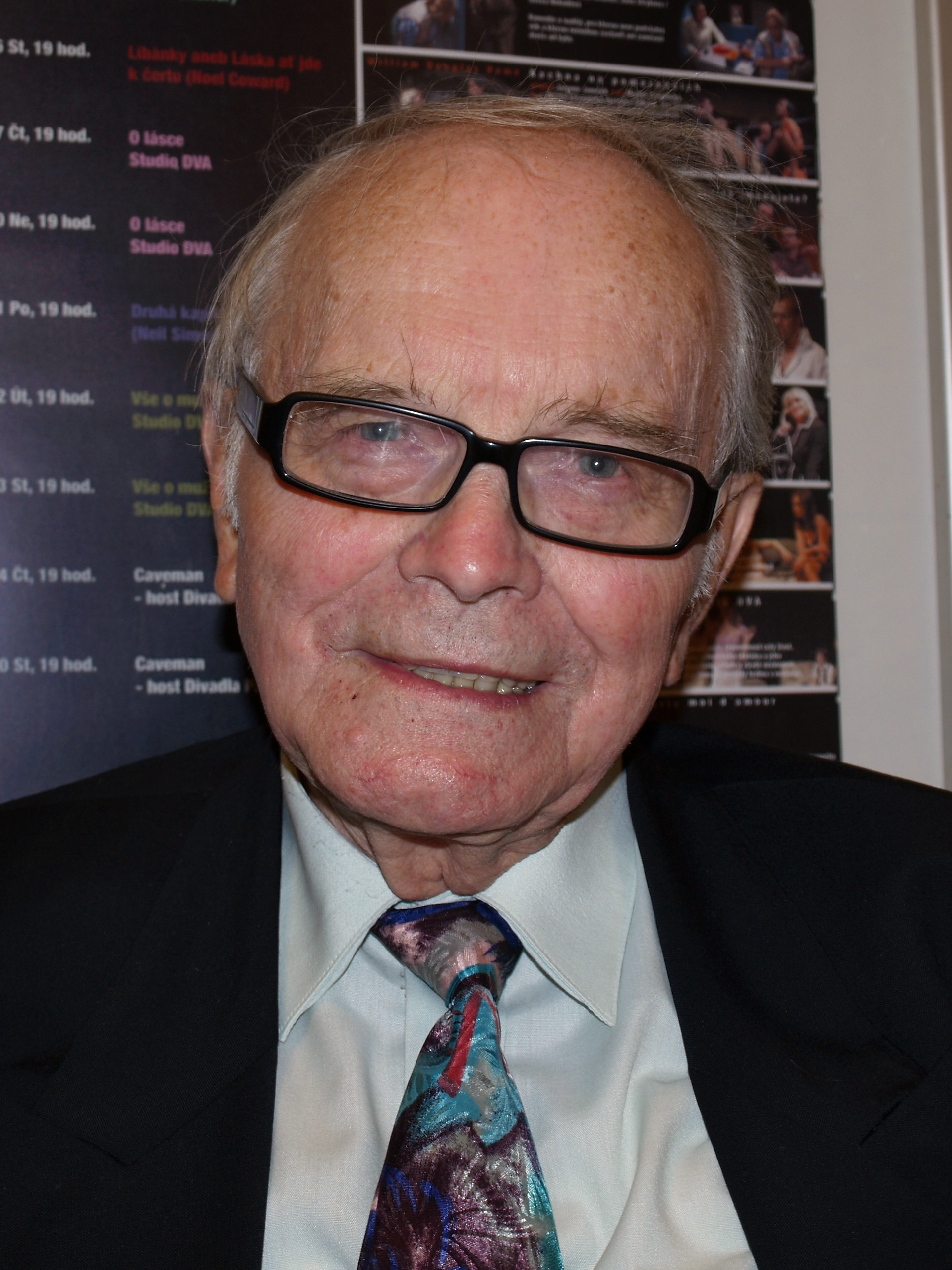
чеський ботанік Ян Єнік у 2009 році

- Ян Єнік, 93, чеський ботанік та педагог[1209].
- Севрук Галина Сильвестрівна, 92, українська художниця[1210].

### 12 лютого
- Вайно Карл Генріхович, 98, естонський радянський діяч; дата повідомлення про смерть[1211].
- Кирієнко Зінаїда Михайлівна, 88, радянська та російська акторка, Народна артистка Росії (1977)[1212].
- Айван Райтман, 75, канадський режисер та продюсер[1213].
- Шамрай Галина Яківна, 90, радянська гімнастка[1214].

### 11 лютого
- Ахвледіані Ломер Бідзинович, 87, радянський та грузинський кінооператор, Народний артист Грузинської РСР (1984)[1215].
- Датунашвілі Ілля Ілліч, 84, радянський грузинський футболіст[1216].
- Мартіньш Рітіньш, 72, латвійський кулінар, ресторатор та телеведучий; COVID-19[1217].
- Сташук Василь Федорович, 78, український письменник, поет, журналіст та літературний критик[1218].

### 10 лютого
- Брик Євгенія Володимирівна, 40, російська акторка[1219].
- Мануель Есківель, 81, політик Белізу, Прем'єр-міністр Белізу (1984—1989, 1993—1998)[1220].
- Стефан Животько, 102, польський футболіст та тренер[1221].
- Кенін-Лопсан Монгуш Барахович, 96, тувинський письменник, поет та етнограф[1222].
- Едуард Кукан, 82, словацький політик та дипломат, міністр закордонних справ Словаччини (1998—2006)[1223].
- Маношин Микола Олексійович, 83, радянський і російський футболіст та тренер[1224].
- Омельянчук Олександр Миколайович, 74, радянський та український фізик[1225].

### 9 лютого
- Білошицький Павло Васильович, 85, радянський і український лікар, математик та письменник[1226].
- Губський Ігор Іванович, 67, радянський та український художник[1227].

### 8 лютого
- Хав'єр Берасалусе, 91, іспанський футболіст[1228].

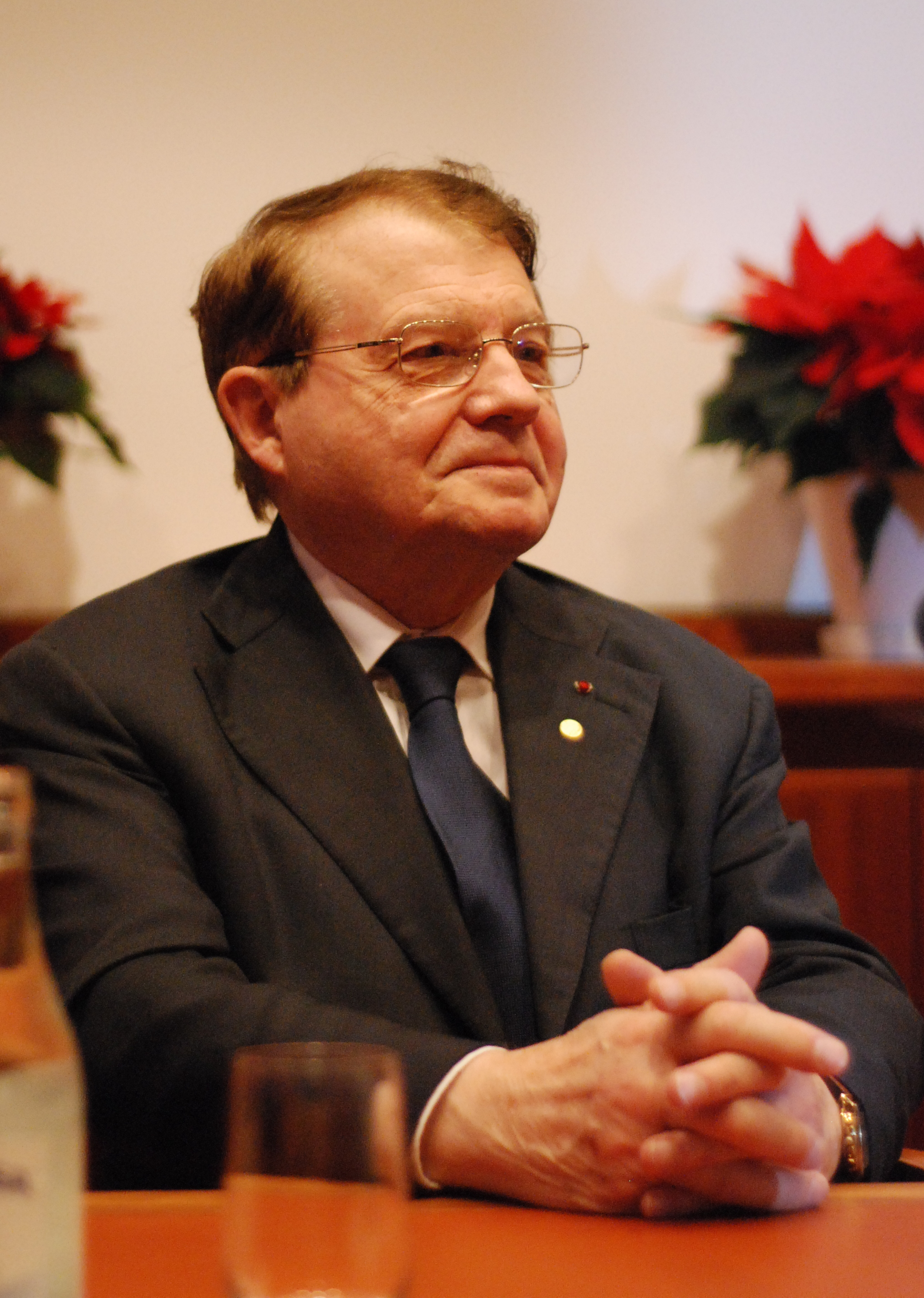
французький вірусолог Люк Монтаньє у 2008 році

- Люк Монтаньє, 89, французький вірусолог, лауреат Нобелівської премії з фізіології або медицини (2008, спільно з Гаральдом цур Гаузеном та Франсуазою Барре-Сінуссі)[1229].
- Ґерхард Рот, 79, австрійський письменник[1230].
- Тарасуль Геннадій Львович, 87, радянський і український режисер, сценарист та письменник[1231].

### 7 лютого
- Іван Гудец, 74, словацький письменник та політик, міністр культури Словаччини (1994—1998)[1232].
- Дейч Борис Давидович, 83, український політик, голова Верховної ради АР Крим (2002—2006), Герой України (2013); COVID-19[1233].
- Маргарита Лосано, 90, іспанська акторка[1234].
- Феленчак Василь Андрійович, 74, український диригент та педагог, засновник та художній керівник Галицького камерного оркестру, Народний артист України (2016)[1235].
- Фурманов Борис Олександрович, 85, радянський та російський політик, міністр архітектури та будівництва Росії (1991—1992)[1236].

### 6 лютого
- Ронні Гельстрем, 72, шведський футболіст, голкіпер[1237].
- Джордж Крамб, 92, американський композитор[1238].
- Лата Мангешкар, 92, індійська співачка, композитор та політична діячка; COVID-19[1239].
- Хасін Абрам Йосипович, 98, радянський і російський шахіст та тренер, гросмейстер (1972)[1240].

### 5 лютого
- Бутурлін Віктор Іванович, 75, радянський і російський режисер та сценарист, Заслужений діяч мистецтв Росії (2004)[1241].
- Анхеліка Городішер, 93, аргентинська письменниця[1242].
- Куценко Валентина Павлівна, 91, радянська і російська акторка та письменниця.
- Фернандо Маріас, 63, іспанський письменник та сценарист[1243].
- Мельников Борис Борисович, 83, радянський фехтувальник[1244].
- Тоцький Леонід Григорович, 89, радянський та український художник-реставратор[1245].
- Фольварочний Василь Іванович, 81, український поет, письменник та драматург, Заслужений діяч мистецтв України (2001)[1246].

### 4 лютого
- Ешлі Браян, 98, американський письменник й ілюстратор дитячих книг[1247].

### 3 лютого
- Збарацький Микола Васильович, 67, український композитор, Заслужений артист України (2007)[1248].
- Христос Сардзетакіс, 92, грецький політик, Президент Греції (1985—1990)[1249].
- Сохань Лідія Василівна, 97, радянський і український філософ та соціолог[1250].
- Абу Ібрагім аль-Гашемі аль-Кураші, 45, іракський ісламістський терорист, лідер Ісламської Держави (2019—2022)[1251].

### 2 лютого

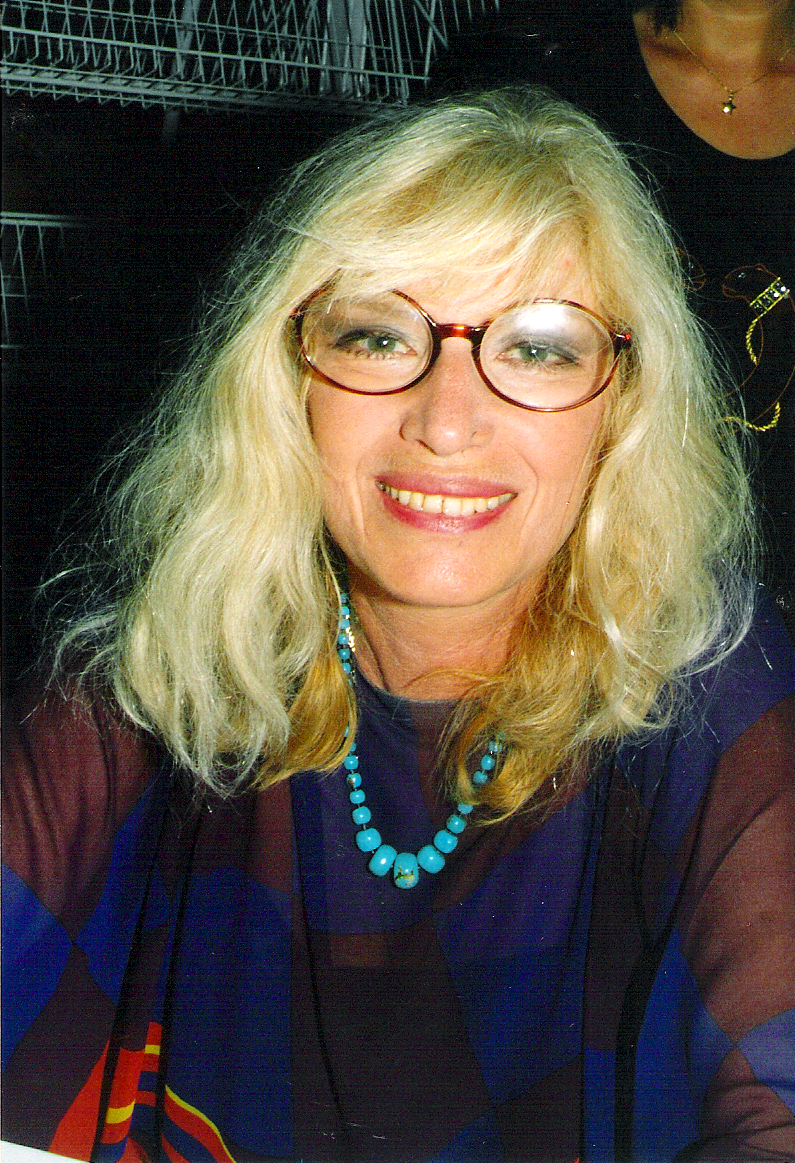
італійська акторка Моніка Вітті у 1995 році

- Моніка Вітті, 90, італійська акторка[1252].
- Івлієв Валентин Іванович, 73, радянський і український художник та педагог[1253].
- Еціо Фріджеріо, 91, італійський сценограф та художник по костюмамах[1254].
- Швидько Ганна Кирилівна, 77, радянський і український історик та педагог, Заслужений діяч науки і техніки України[1255].

### 1 лютого
- Головань Микола Микитович, 79, український скульптор[1256].
- Мауріціо Дзампаріні, 80, італійський футбольний менеджер та підприємець, власник і президент футбольного клубу «Палермо» (2002—2019)[1257].
- Каракіс Ірма Йосипівна, 91, радянський та український архітектор[1258][1259].
- Сінтаро Ісіхара, 89, японський письменник та політик, міністр транспорту Японії (1987—1988), губернатор Токіо (1999—2012)[1260].
- Старіков Ілля Мойсейович, 87, український письменник, педагог та громадський діяч[1261].

## Січень

### 31 січня
- Майк Ніколюк, 87, канадський хокеїст[1262].
- Філіпенко Віталій Аркадійович, 82, радянський та український композитор, Народний артист України (1996)[1263].

### 30 січня
- Бабо Кабасу, 71, заїрський футболіст[1264].

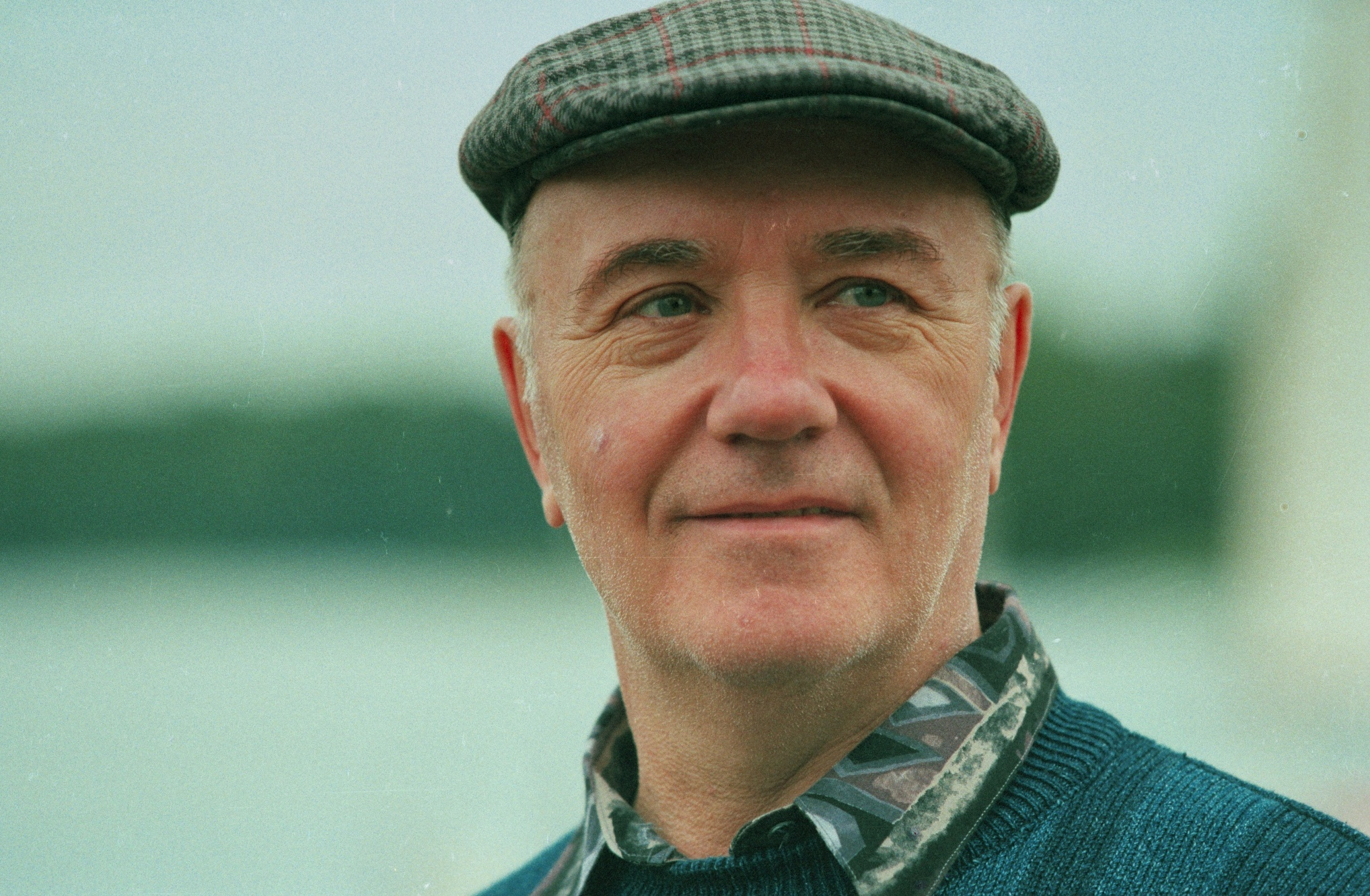
радянський та російський актор Леонід Куравльов у 1997 році

- Куравльов Леонід В'ячеславович, 85, радянський та російський актор, Народний артист Росії (1977)[1265].
- Мережко Віктор Іванович, 84, радянський і російський сценарист, режисер та актор, Народний артист Росії (2014)[1266].
- Звонимир Шепарович, 93, хорватський юрист та політик, міністр закордонних справ Хорватії (1991—1992), міністр юстиції Хорватії (1999—2000)[1267].

### 29 січня
- Уріель Зелігсон, 84, ізраїльський гематолог та педагог[1268].
- Сем Лей, 86, американський музикант[1269].

### 28 січня
- Вірчіс Володимир Володимирович, 48, український боксер; самогубство[1270].
- Мел Мермельштейн, 95, угорський свідок Голокосту; COVID-19[1271].
- Сапожников Сергій Романович, 89, радянський і російський скрипаль та композитор, Заслужений діяч мистецтв Росії (1999)[1272].
- Йоргос Сідеріс, 83, грецький футболіст[1273].

### 27 січня

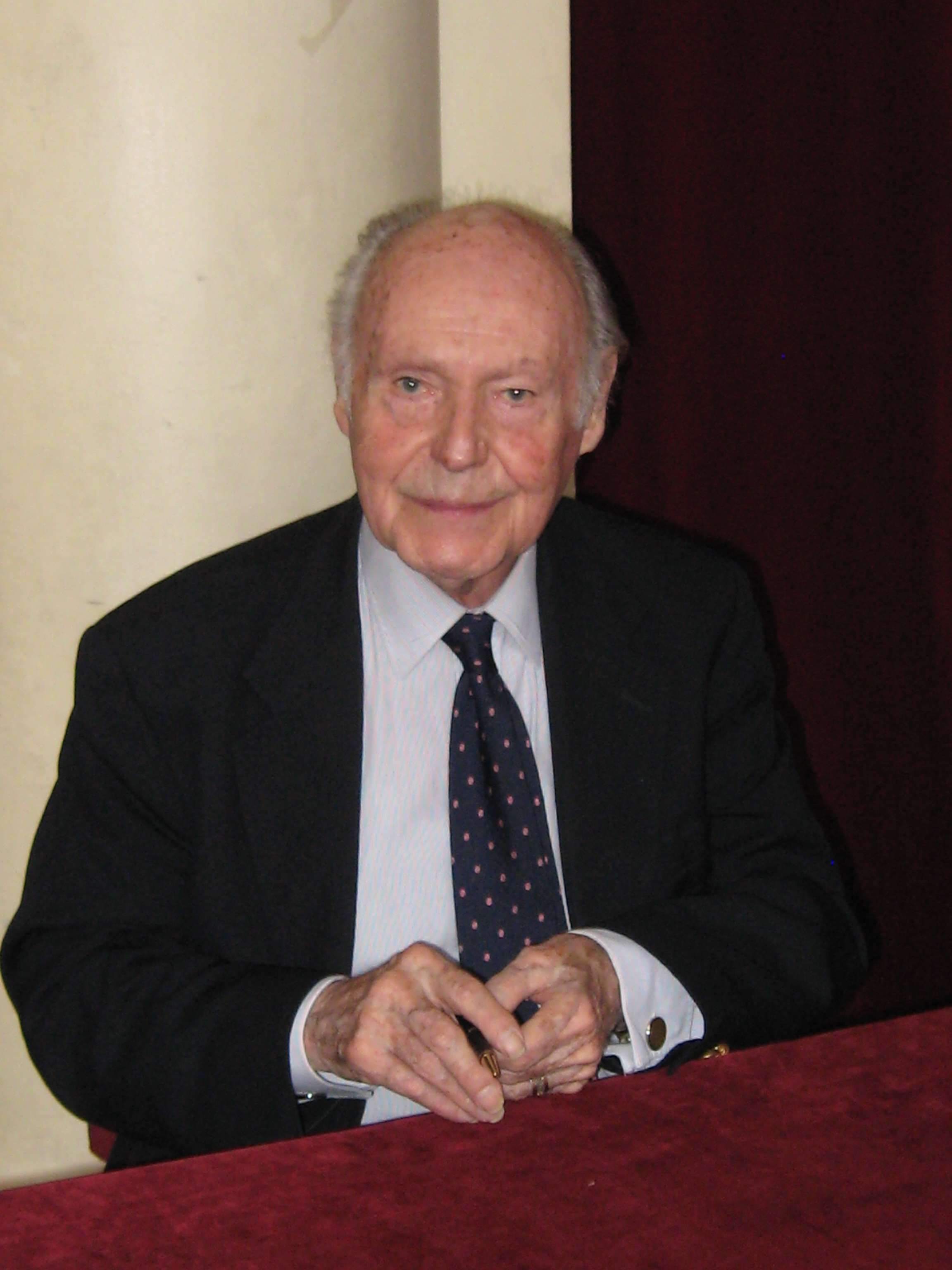
французький письменник Рене де Обальдія у 2010 році

- Рене де Обальдія, 103, французький письменник та драматург[1274].
- Кузнєцов Павло Сергійович, 71, український політик та економіст; COVID-19[1275].

### 26 січня
- Йоші Оцунарі, 115, японська довгожителька[480].

### 25 січня
- Галкін Олександр Абрамович, 99, радянський і російський історик та політолог[1276].
- Губарєв Володимир Степанович, 83, радянський і російський письменник та журналіст[1277].
- Іванова Людмила Дмитрівна, 85, радянська та українська акторка, Заслужена артистка Української РСР (1972)[1278].
- Лагошняк Сталіна Василівна, 82, радянська і українська акторка та режисер, Заслужена артистка України (1996)[1279].
- Вім Янсен, 75, нідерландський футболіст та тренер[1280].

### 24 січня
- Тадеуш Брадецький, 67, польський актор та режисер[1281].
- Горкін Олександр Павлович, 85, радянський і російський економіко-географ, педагог, головний редактор видавництва «Велика російська енциклопедія» (1992—2001), Заслужений працівник культури Російської Федерації (1996)[1282].
- Олаво де Карвальйо, 74, бразильський журналіст та есеїст[1283].
- Цейтлін Марк Данилович, 78, ізраїльський шахіст російського походження, гросмейстер (1997)[1284].
- Сильвестр Чоллань, 51, угорський гімнаст; COVID-19[1285].
- Швидкий Павло Миколайович, 73, радянський та український лікар-фізіотерапевт, Заслужений працівник фізичної культури і спорту України[1286].

### 23 січня
- Аухадієв Кенес Мустаханович, 84, радянський та казахстанський політик[1287].
- Гармаш-Литвин Антоніна Іванівна, 81, українська поетеса, письменниця та громадська діячка[1288].
- Антонія да Санта Круз, 116, бразильська довгожителька[1289].
- Божидар Джурашевич, 88, югославський та сербський шахіст, міжнародний майстер (1957)[1290].
- Димитрій (Капанадзе), 46, ієрарх Грузинської православної церкви, єпископ Маргеветський і Убіський (2013—2015) та Хорнабудзький і Геретський (2015—2022); COVID-19[1291].

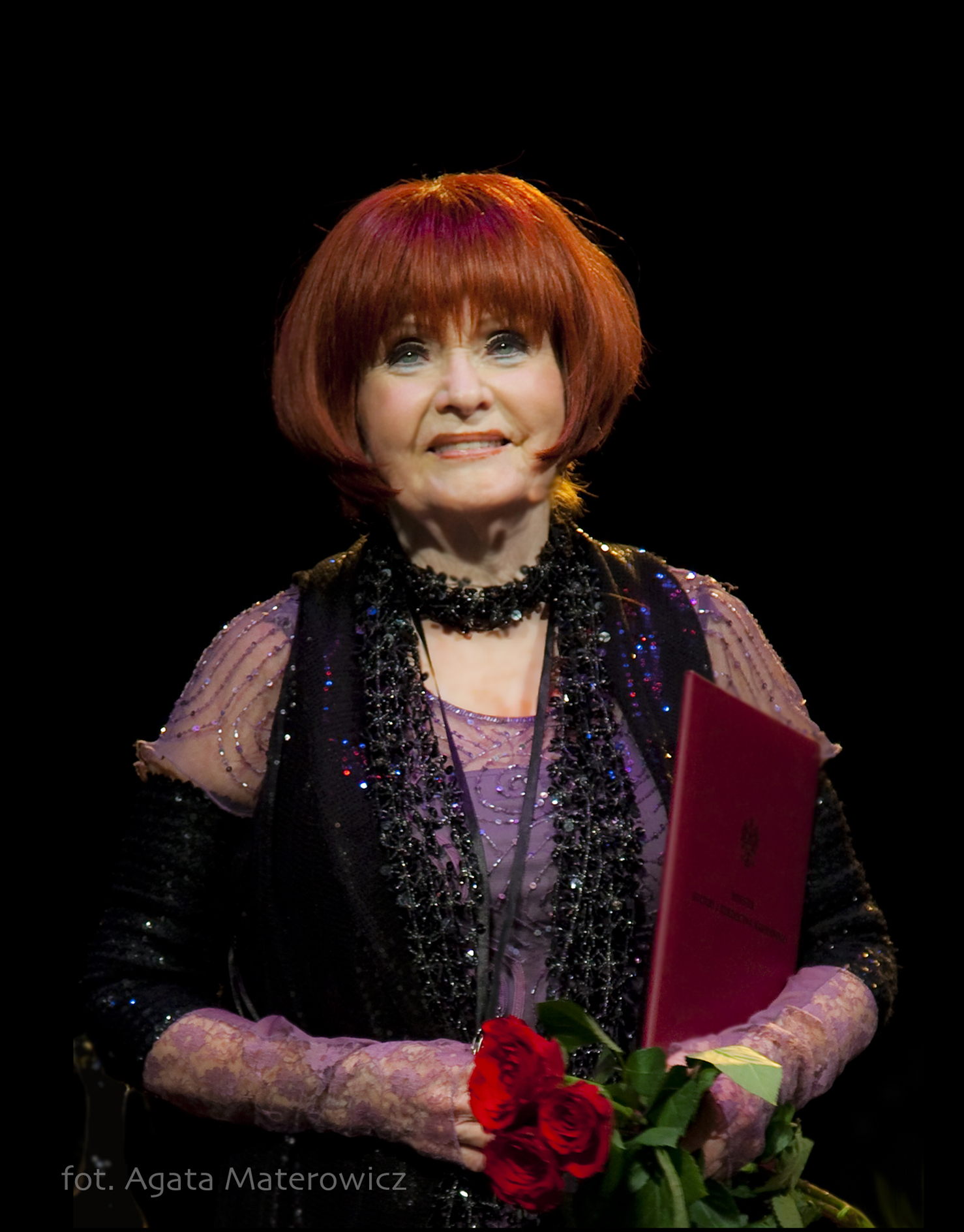
польська акторка Барбара Краффтувна у 2010 році

- Барбара Краффтувна, 92, польська акторка[1292].
- Кето Лосаберідзе, 72, радянська грузинська лучниця[1293].
- Жан-Клод Мез'єр, 83, французький художник коміксів, сценарист та ілюстратор[1294].
- Тьєрі Мюглер, 73, французький модельєр та фотограф[1295].

### 22 січня
- Джанні Ді Марціо, 82, італійський футбольний тренер[1296].
- Джабраїлов Расмі Халідович, 89, радянський і російський актор та режисер, Заслужений артист Росії (1987)[1297].
- Антоніу Ліма Перейра, 69, португальський футболіст[1298].
- Мельник Тарас Васильович, 67, український музикознавець, композитор та педагог, співзасновник та директор фестивалю Червона рута; COVID-19[1299].
- Пеляк Петро Іванович, 71, український господарський і громадський діяч та меценат, Заслужений працівник сільського господарства України (2006)[1300].
- Сардачук Петро Данилович, 83, український дипломат, посол України у Словаччині (1993—1995), Польщі (1995—1998), Фінляндії (2001—2003) та Ісландії (2002—2003)[1301].
- Тхить Нят Хань, 95, в'єтнамський буддійський чернець та письменник[1302].
- Емеріх Рот, 97, шведський письменник єврейського походження родом із Закарпаття[1303]

### 21 січня
- Луї Андерсон, 68, американський комік, актор, сценарист та телеведучий[1304].
- Кларк Гілліс, 67, канадський хокеїст[1305].
- Гаррі Куршат, 88, німецький боксер; дата повідомлення про смерть[1306].
- Арніс Ліцитіс, 76, радянський та латвійський актор[1307].
- Марсель Маурон, 92, швейцарський футболіст[1308].
- Ніколаєва Тетяна Миколаївна, 102, радянська політично-громадська діячка[1309].
- Жан-Жак Савін, 75, французький шукач пригод[1310].

### 20 січня
- Бенджамін Коґо, 77, кенійський легкоатлет[1311].
- Міт Лоф, 74, американський рок-музикант та актор; COVID-19[1312].
- Леонор Оярзун, 102, чилійська політично-громадська діячка, перша леді Чилі (1990—1994)[1313].
- Елза Суарес, 91, бразильська співачка[1314].
- Яструб Костянтин Пилипович, 86, радянський та український політик[1315].

### 19 січня
- Антоніна Гірич, 82, польська акторка[1316].
- Нільс Арне Егген, 80, норвезький футболіст та тренер[1317].
- Гарді Крюгер, 93, німецький актор та письменник[1318].
- Малофеєв Анатолій Олександрович, 88, радянський та білоруський політик[1319].
- Назаренко Олександр Васильович, 74, радянський і російський історик та лінгвіст; COVID-19[1320].
- Новиков Анатолій Терентійович, 75, український радянський дзюдоїст[1321].

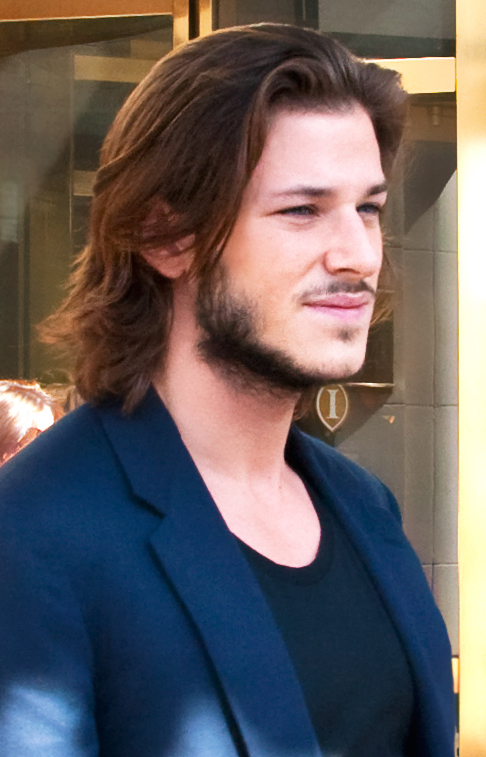
французький актор Гаспар Ульєль у 2009 році

- Гаспар Ульєль, 37, французький актор та модель[1322].

### 18 січня
- Григоренко Ярослав Михайлович, 94, радянський та український математик[1323].
- Пелетмінський Сергій Володимирович, 90, радянський та український фізик-теоретик, Заслужений діяч науки і техніки України (1998)[1324].
- Андре Леон Теллі, 73, американський фешн-журналіст[1325].
- Сатурніно де ла Фуенте Гарсія, 112, іспанський довгожитель[1326].
- Франсіско Хенто, 88, іспанський футболіст[1327].
- Шалаєв Степан Олексійович, 93, радянський політик та профспілковий діяч, міністр лісової, целюлозно-паперової і деревообробної промисловості СРСР (1980—1982), голова ВЦРПС (1982—1990)[1328].

### 17 січня
- Авербух Леонід Григорович, 91, радянський і український лікар-фтизіатр, журналіст та письменник[1329].
- Тельма Саткліфф, 115, американська довгожителька[1330].

### 16 січня

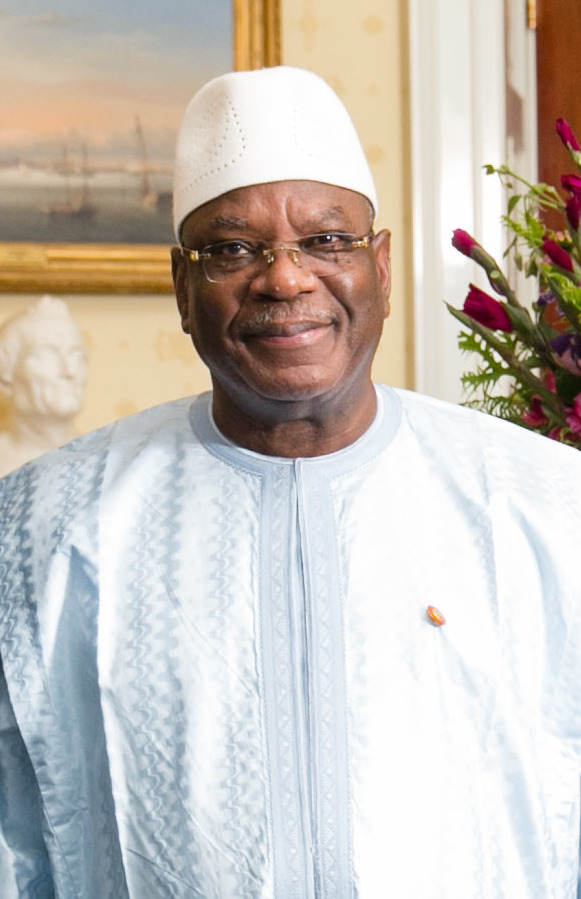
малійський політик Ібрагім Бубакар Кейта у 2014 році

- Ібрагім Бубакар Кейта, 76, малійський політик, Президент Малі (2013—2020), Прем'єр-міністр Малі (1994—2000)[1331].
- Лисецький Сергій Опанасович, 95, радянський і український кінооператор, режисер та педагог, Заслужений діяч мистецтв України (1995)[1332].
- Чарльз Макгі, 102, американский льотчик-ас[1333].

### 15 січня
- Гончаров Володимир Максимович, 81, радянський і український режисер, аніматор та художник, Заслужений діяч мистецтв України (2010)[1334].
- Йохан Омен, 56, нідерландський професійний рефері зі снукеру[1335].
- Рамазан Ррагамі, 77, албанський футболіст та тренер[1336].
- Рундквіст Дмитро Васильович, 91, радянський та російський геолог[1337].
- Ніно Черруті, 91, італійський модельєр[1338].

### 14 січня
- Йоахім Аппель, 54, німецький хокеїст[1339].
- Рікардо Бофіль, 82, іспанський архітектор; COVID-19[1340].
- Брожовський Борис Леонідович, 86, радянський та російський кінооператор, Заслужений діяч мистецтв Росії (2000)[1341].
- Вознесенська Анастасія Валентинівна, 78, радянська та російська акторка, Народна артистка Росії (1997); COVID-19[1342].
- Аліса фон Гільдебранд, 98, американський католицький філософ, теолог та педагог[1343].
- Деркач Леонід Васильович, 82, український політик та військовик, генерал, голова СБУ (1998—2001)[1344].

### 13 січня
- Жан-Жак Бенекс, 75, французький режисер, сценарист та продюсер[1345].
- Сесіль Клайн, 114, канадська довгожителька[1346].
- Стрижов Віктор Максимович, 94, радянський і український режисер, актор та педагог, Заслужений артист України[1347].
- Федорченко Євген Іванович, 75, український актор, Народний артист України (2006)[1348].

### 12 січня
- Стєпан Ламза, 81, югославський футболіст[1349].
- Ваіпот Петсупан, 79, таїландський співак, Національний діяч мистецтв Таїланду (1997)[1350].
- Ронні Спектор, 78, американська співачка[1351].

### 11 січня
- Аляб'єв Анатолій Миколайович, 70, радянський біатлоніст; COVID-19[1352].
- Зеленський Михайло Володимирович, 46, російський журналіст і телеведучий[1353][1354].
- Гі Муміну, 94, французький художник коміксів та письменник[1355].

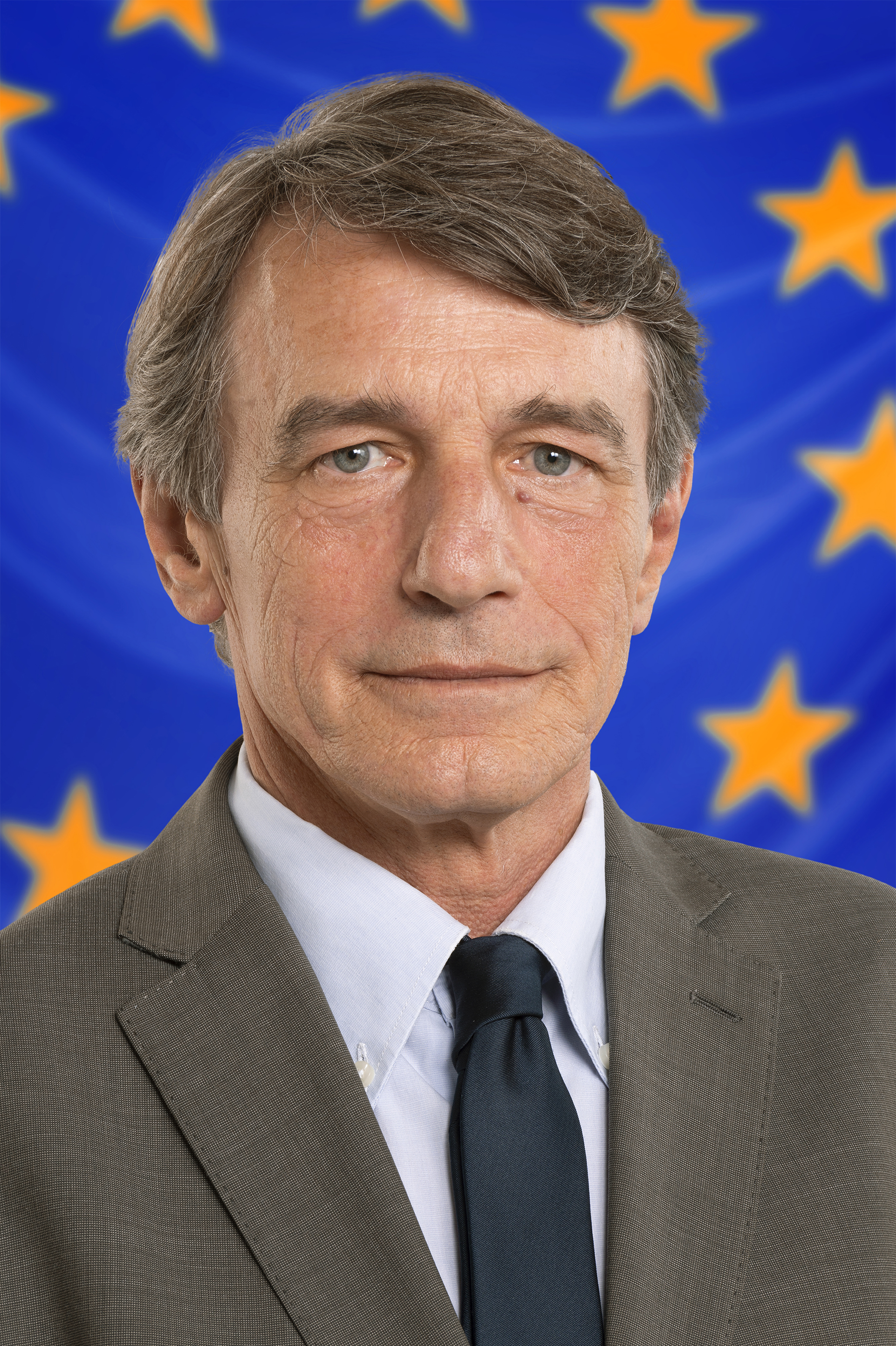
італійський політик та журналіст Давид Сассолі у 2019 році

- Давид Сассолі, 65, італійський політик та журналіст, голова Європейського парламенту (2019—2022)[1356].
- Борис Хазанов, 93, російський письменник, есеїст та перекладач[1357].
- Ахмет Їлмаз Чалик, 27, турецький футболіст; ДТП[1358].
- Ернест Шонекан, 85, нігерійський політик, Президент Нігерії (1993)[1359].

### 10 січня
- Резо Амашукелі, 85, грузинський поет[1360].
- Везіров Абдул-Рахман Халіл-огли, 91, радянський і азербайджанський політик та дипломат[1361].
- Роберт Дерст, 78, американський підприємець та серійний вбивця[1362].
- Долгов Володимир Генріхович, 61, радянський плавець[1363].
- Деон Лендор, 29, тринідадський легкоатлет (спринтер); ДТП[1364].
- Мамутов Руслан Алімович, 28, український футболіст кримськотатарського походження[1365].
- Мішель Сюбор, 86, французький актор; ДТП[1366].

### 9 січня
- Кайфу Тосікі, 91, японський політик, Прем'єр-міністр Японії (1989—1991)[1367].
- Карпюк Роман Петрович, 57, український педагог та політик[1368].
- Клаудіо Рімбальдо, 89, італійський футболіст[1369].

### 8 січня
- Баранова Тетяна Іванівна, 66, український юрист, голова Державної архівної служби України (2014—2019)[1370].

### 7 січня
- Дідула Роман Теодорович, 81, український письменник, журналіст та редактор[1371].
- Квашнін Анатолій Васильович, 75, російський військовийк та політик, генерал, начальник Генерального штабу ЗС РФ (1997—2004), Герой Росії (1999); COVID-19[1372].
- Кривомаз Євген Володимирович, 42, білоруський хокеїст[1373].
- Тимофєєвський Олександр Павлович, 88, радянський і російський письменник, поет та сценарист[1374].

### 6 січня

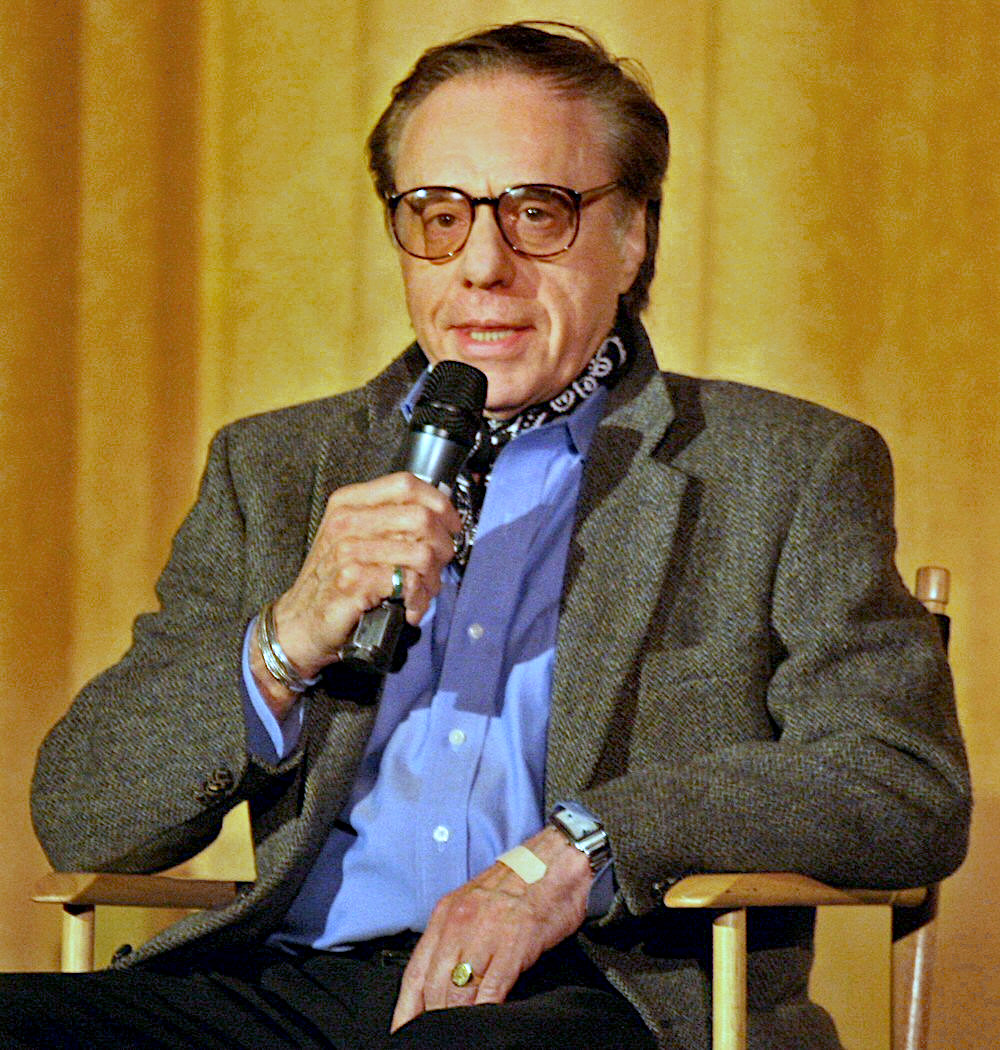
американський режисер Пітер Богданович у 2008 році

- Пітер Богданович, 82, американський режисер, продюсер, актор та письменник[1375].
- Калашник Володимир Семенович, 85, радянський і український лінгвіст, поет та педагог, Відмінник освіти України[1376].
- Лозинський Остап Тарасович, 38, український художник, іконописець; COVID-19[1377].
- Ромуло Мендес, 83, гватемальський футбольний суддя, арбітр ФІФА (1975—1986)[1378].
- Пак Володимир Петрович, 87, український політик[1379].
- Сідні Пуатьє, 94, американський актор та дипломат[1380].

### 5 січня
- Величковський Борис Митрофанович, 74, радянський та російський психолог, фахівець у галузі когнітивної психології[1381].
- Жан-Фідель Дірамба, 69, габонський футбольний суддя, арбітр ФІФА (1983—1998)[1382].
- Ніка Кацарідзе, 43, грузинський актор[1383].
- Лукашенко Віктор Авраамович, 84, радянський і український футболіст та тренер[1384].
- Малюта Володимир Ігорович, 80, радянський та український лікар, фахівець у галузі спортивної медицини, Заслужений лікар України (1986)[1385].
- Ольга Сабо-Орбан, 83, румунська фехтувальниця на рапірах[1386].

### 4 січня
- Йосі Баба, 114, японська довгожителька[1387].
- Куксов Анатолій Якович, 72, радянський і український футболіст та тренер[1388].
- Валентін Ліньї, 115, французька довгожителька[1389].

### 3 січня
- Ігор Богданов, 72, французький телеведучий та популяризатор науки російського походження; COVID-19[1390].
- Димитров Михайло Федорович, 65, український політик, педагог та громадський діяч, Заслужений працівник культури України[1391].
- Лисиченко Лідія Андріївна, 93, радянський і український лінгвіст та педагог[1392].
- Адам Мальдзіс, 89, радянський і білоруський літературознавець, письменник та перекладач[1393].

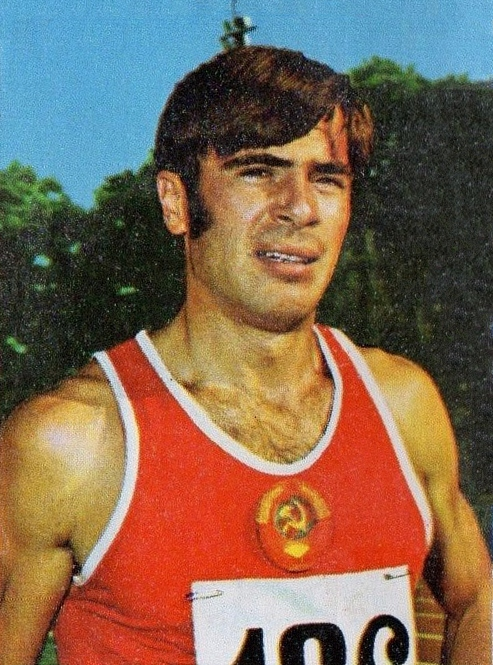
радянський легкоатлет Віктор Санєєв у 1972 році

- Санєєв Віктор Данилович, 76, радянський легкоатлет (потрійний стрибок)[1394].

### 2 січня
- Єнс Юрген Гансен, 82, данський футболіст та тренер[1395].
- Ерік Вальтер Ельст, 85, бельгійський астроном[1396].
- Криштальська Олена Василівна, 78, українська поетеса та перекладач[1397].
- Річард Лікі, 77, кенійський палеоантрополог та політик[1398].
- Осередчук Євген Павлович, 76, український і молдовський художник, письменник та громадський діяч, Заслужений працівник культури України, Заслужений діяч мистецтв Республіки Молдова[1399].
- Романюк Анатолій Іванович, 73, український актор, Народний артист України (2008)[1400].

### 1 січня
- Абуталибов Раміз Абуталиб огли, 84, радянський і азербайджанський дипломат, історик та громадський діяч[1401].